# Liste der Biografien/Johann
Liste der Biografien |
Portal Biografien |
Personensuche
# |
A |
B |
C |
D |
E |
F |
G |
H |
I |
J |
K |
L |
M |
N |
O |
P |
Q |
R |
S |
T |
U |
V |
W |
X |
Y |
Z |
?
 
Ja |
Jb |
Jd |
Je |
Jh |
Ji |
Jj |
Jl |
Jn |
Jm |
Jo |
Jp |
Jr |
Js |
Jt |
Ju |
Jv |
Jw |
Jy
 
Joa–Jog |
Joh |
Joi–Jom |
Jon |
Joo |
Jop |
Jor |
Jos |
Jot |
Jou |
Jov |
Jow |
Jox |
Joy |
Joz
 
Joha |
Johe |
Johi |
Johl |
John |
Joho |
Johr |
Johs
 
Johae |
Johal |
Joham |
Johan |
Johar |
Johau
 
Johana |
Johane |
Johani |
Johann |
Johano |
Johans
Die Liste der Biografien führt alle Personen auf, die in der deutschsprachigen Wikipedia einen Artikel haben. Dieses ist eine Teilliste mit 1082 Einträgen von Personen, deren Namen mit den Buchstaben „Johann“ beginnt.

## Johann
- Johann, Bischof von Breslau
- Johann, Kanzler von Antiochia, Bischof von Tripolis
- Johann († 1222), Graf von Beaumont-sur-Oise
- Johann († 1311), Landgraf in Niederhessen (1308–1311)
- Johann († 1328), Graf von Nassau-Dillenburg
- Johann, Graf von Nassau-Hadamar
- Johann, Titularbischof von Bir Seba und Weihbischof
- Johann († 1409), Markgraf von Baden-Hachberg (1386–1409)
- Johann († 1368), Graf von Kleve (1347–1368)
- Johann, Herzog von Glogau und Steinau
- Johann, Sechster Klosterpropst zu Uetersen
- Johann (1370–1396), Herzog von Görlitz
- Johann († 1411), Herr von Hanau
- Johann (1383–1443), Pfalzgraf und Herzog in BayernJohann (1383–1443)

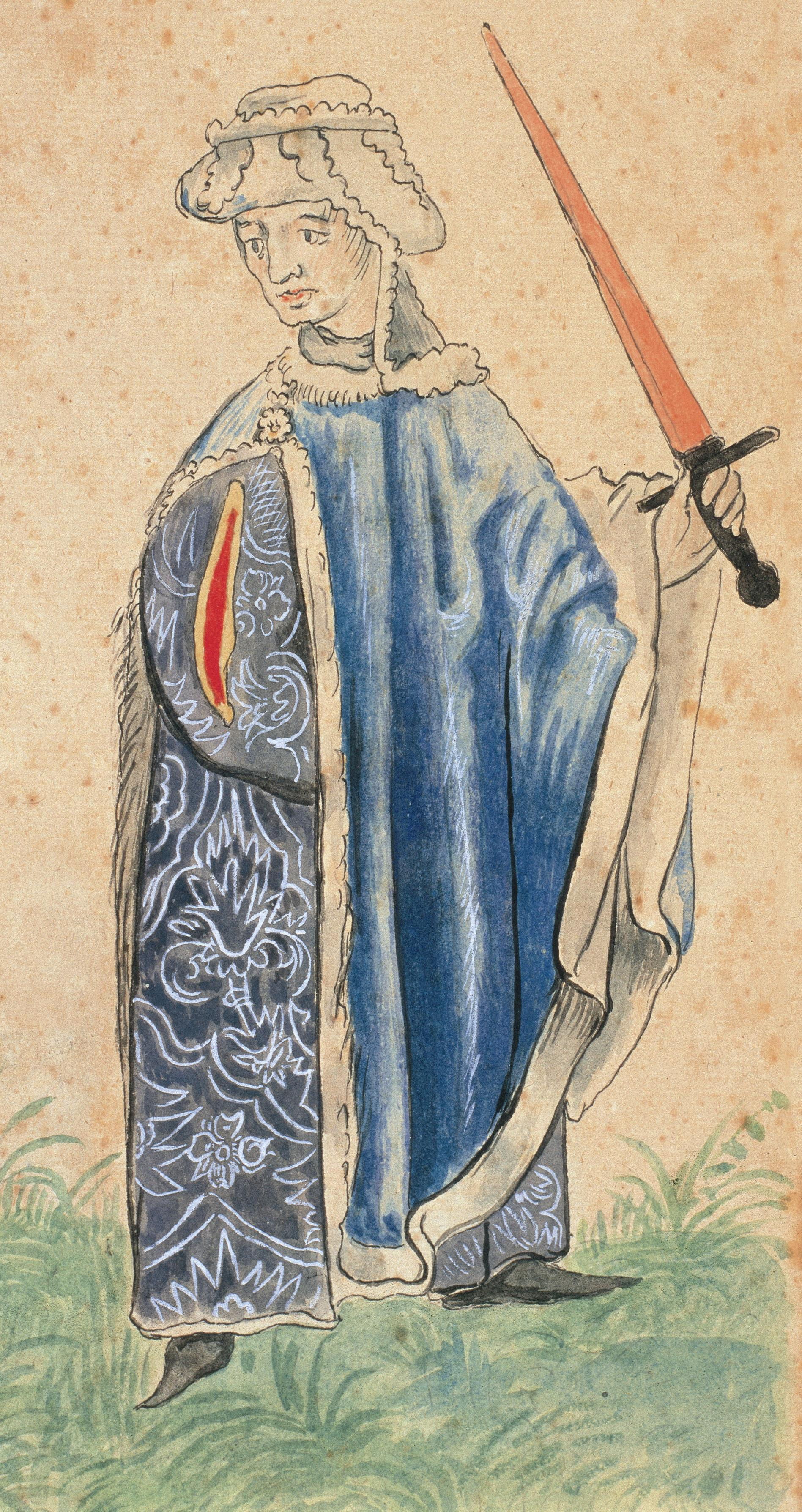
Johann (1383–1443)

- Johann (1396–1458), Graf von Neuenburg
- Johann (1406–1464), Markgraf von Brandenburg-Kulmbach
- Johann (1419–1480), Graf von Nassau-Wiesbaden-Idstein
- Johann († 1476), Graf von Marle und Soissons und burgundischer Truppenführer
- Johann (1441–1480), Mitregent von Nassau-Weilburg
- Johann († 1500), Graf von Étampes und Vizegraf von Narbonne
- Johann (1490–1539), Regent der Vereinigten Herzogtümer Jülich-Kleve-Berg
- Johann (1509–1565), Herzog von Münsterberg, Herzog von Oels und Graf von Glatz
- Johann (1521–1580), Herzog von Schleswig-Holstein-Hadersleben
- Johann (1545–1622), Herzog von Schleswig-Holstein-Sonderburg
- Johann (1570–1605), Herzog von Sachsen-Weimar
- Johann (1578–1638), erster Fürst von Hohenzollern-Sigmaringen
- Johann (1597–1627), brandenburgisch-kaiserlicher Obrist
- Johann (1603–1677), Graf von Nassau und Idstein
- Johann (1698–1780), Pfalzgraf und Herzog von Zweibrücken-Birkenfeld zu Gelnhausen
- Johann (1801–1873), König von SachsenJohann (1801–1873)

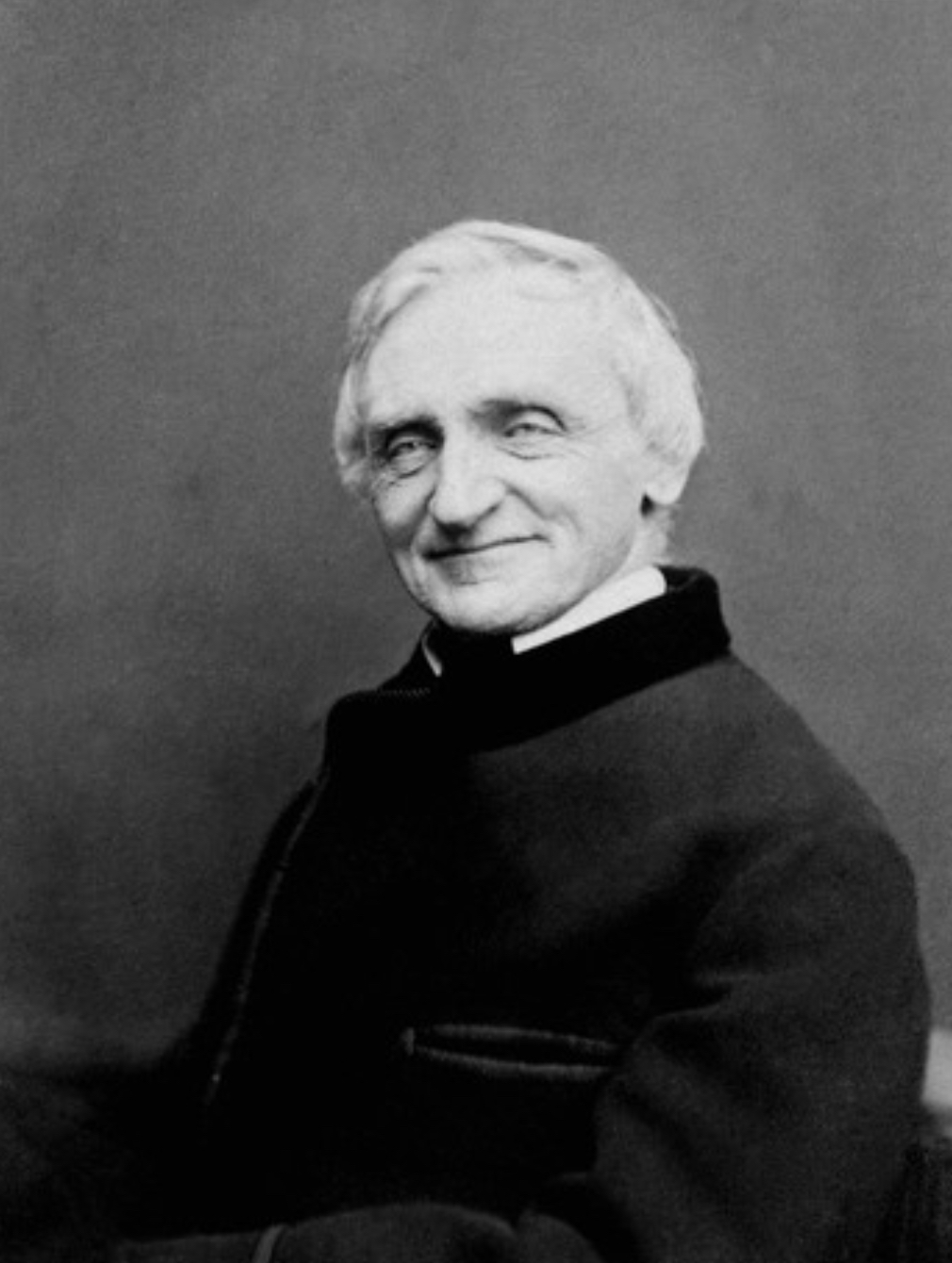
Johann (1801–1873)

#### Johann A
- Johann Adam I. Andreas (1657–1712), Fürst von Liechtenstein
- Johann Adolf (1575–1616), Fürstbischof von Lübeck (1586–1607) und Bischof, Bremen und Hamburg (1585–1596) sowie Herzog von Schleswig-Holstein-Gottorf (1590–1616)
- Johann Adolf (1576–1624), Herzog von Schleswig-Holstein-Sonderburg-Norburg
- Johann Adolf (1634–1704), Herzog von Schleswig-Holstein-Sonderburg-Plön
- Johann Adolf (1637–1704), Graf von Tecklenburg und Limburg, Herr von Rheda
- Johann Adolf I. (1649–1697), Herzog von Sachsen-Weißenfels, Fürst von Sachsen-Querfurt (1680–1697)
- Johann Adolf II. (1685–1746), Herzog von Sachsen-Weißenfels, Fürst von Sachsen-Querfurt (1736–1746)
- Johann Adolf von Anhalt-Zerbst (1654–1726), Prinz von Anhalt-Zerbst
- Johann Adolf von Sachsen-Gotha-Altenburg (1721–1799), kursächsischer General
- Johann Albrecht (1857–1920), deutscher Regent des Großherzogtums Mecklenburg-Schwerin und des Herzogtums Braunschweig; KolonialpolitikerJohann Albrecht (1857–1920)

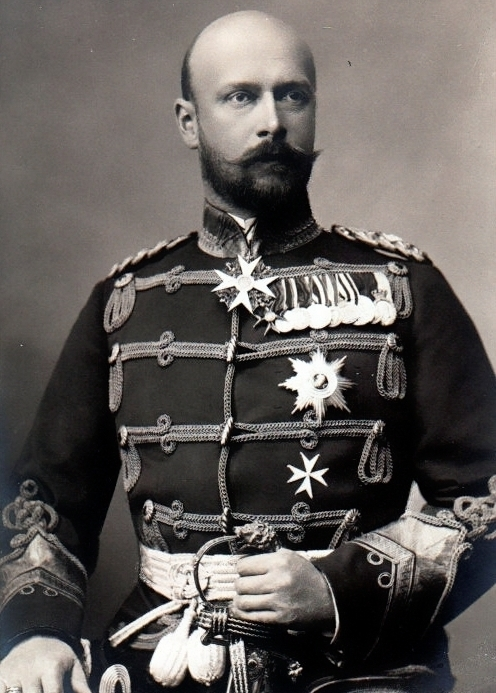
Johann Albrecht (1857–1920)

- Johann Albrecht I. (1525–1576), Herzog zu Mecklenburg
- Johann Albrecht II. (1590–1636), Herzog zu Mecklenburg, Regent des Landesteils Mecklenburg-Güstrow
- Johann Albrecht von Brandenburg-Ansbach-Kulmbach (1499–1550), Erzbischof von Magdeburg und Administrator von Halberstadt
- Jóhann Ásmundsson (* 1961), isländischer Bassist
- Johann August (1575–1611), Pfalzgraf von Lützelstein
- Johann August (1677–1742), Fürst von Anhalt-Zerbst
- Johann August von Sachsen-Gotha-Altenburg (1704–1767), Prinz von Sachsen-Gotha, Reichsgeneralfeldmarschall

#### Johann B
- Jóhann Berg Guðmundsson (* 1990), isländischer Fußballspieler
- Johann Bernhard (1613–1652), Graf zur Lippe-Detmold
- Johann Bogislaw (1629–1679), Herzog von Schleswig-Holstein-Sonderburg-Norburg

#### Johann C
- Johann Casimir (1564–1633), Fürst aus der ernestinischen Linie der Wettiner
- Johann Casimir (1577–1602), Begründer der Linie Nassau-Gleiberg
- Johann Christian (1591–1639), Herzog von Brieg, Landeshauptmann von Schlesien
- Johann Christian (1607–1653), Herzog von Schleswig-Holstein-Sonderburg
- Johann Christian Joseph (1700–1733), Herzog von Pfalz-Sulzbach
- Johann Christoph (1586–1620), Graf von Hohenzollern-Haigerloch
- Johann Cicero (1455–1499), Kurfürst von Brandenburg aus dem Hause Hohenzollern
- Johann Corvinus (1473–1504), Herzog von Troppau, Glogau, Leobschütz, Liptau und Slawonien, Ban von Kroatien und Slawonien

#### Johann D
- Johann de Ponte, Domherr zu Lübeck
- Johann der Beständige (1468–1532), Kurfürst von Sachsen (1525–1532)Johann der Beständige (1468–1532)

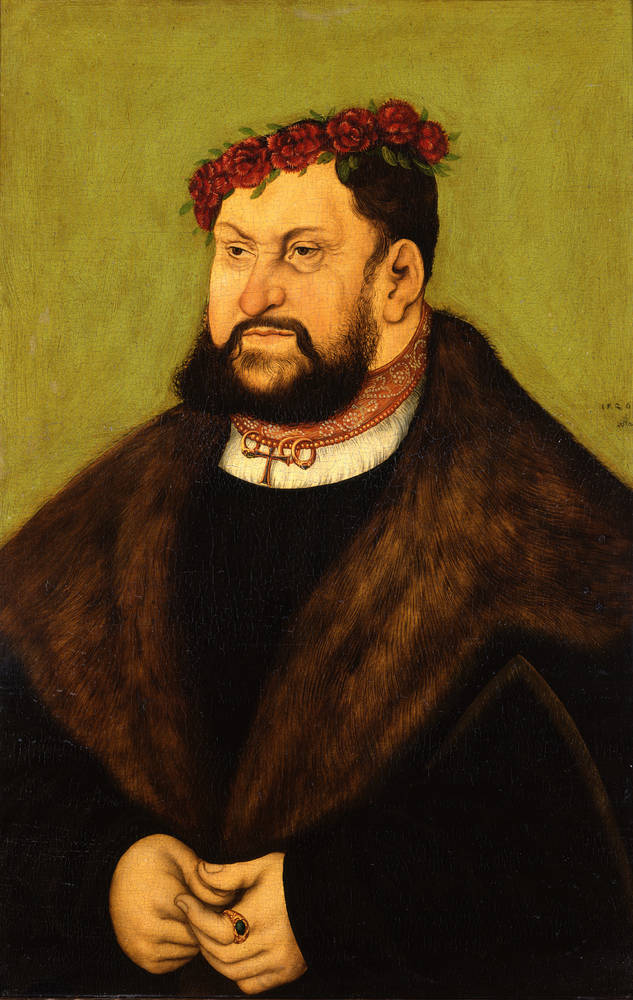
Johann der Beständige (1468–1532)

- Johann der Zwerg, Heiliger

#### Johann E
- Johann Ernst (1521–1553), Herzog von Sachsen-Coburg
- Johann Ernst (1566–1638), Fürst aus der ernestinischen Linie der Wettiner
- Johann Ernst (1596–1599), Abt des Klosters Michaelstein bei Blankenburg
- Johann Ernst (1613–1642), Graf von Hanau-Münzenberg
- Johann Ernst (1631–1651), hessischer Adliger
- Johann Ernst (1658–1729), Herzog von Sachsen-SaalfeldJohann Ernst (1658–1729)

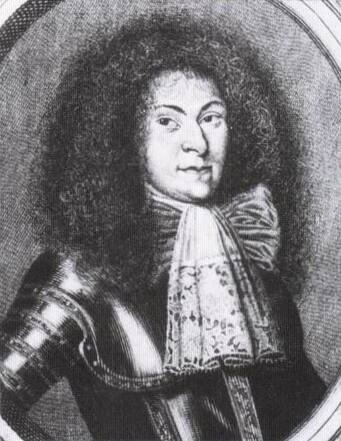
Johann Ernst (1658–1729)

- Johann Ernst (1664–1719), Graf Nassau-Weilburg; kaiserlicher Generalfeldmarschall
- Johann Ernst I. (1594–1626), Herzog von Sachsen-Weimar
- Johann Ernst II. (1627–1683), Herzog von Sachsen-Weimar
- Johann Ernst III. (1664–1707), Herzog von Sachsen-Weimar
- Johann Ernst IV. (1696–1715), Herzog von Sachsen-Weimar und Komponist

#### Johann F
- Johann Franz Desideratus (1627–1699), Fürst zu Nassau-Siegen
- Johann Friedrich (1542–1600), Herzog von Pommern, Bischof von Cammin
- Johann Friedrich (1582–1628), Herzog von Württemberg
- Johann Friedrich (1587–1644), Pfalzgraf und Herzog von Hilpoltstein
- Johann Friedrich (1625–1679), Herzog von Braunschweig-Lüneburg und Braunschweig-Calenberg
- Johann Friedrich (1654–1686), Markgraf von Brandenburg-Ansbach
- Johann Friedrich (1721–1767), Fürst von Schwarzburg-Rudolstadt
- Johann Friedrich Alexander (1706–1791), erster Fürst zu Wied (1784–1791)
- Johann Friedrich I. (1503–1554), sächsischer Kurfürst und HerzogJohann Friedrich I. (1503–1554)

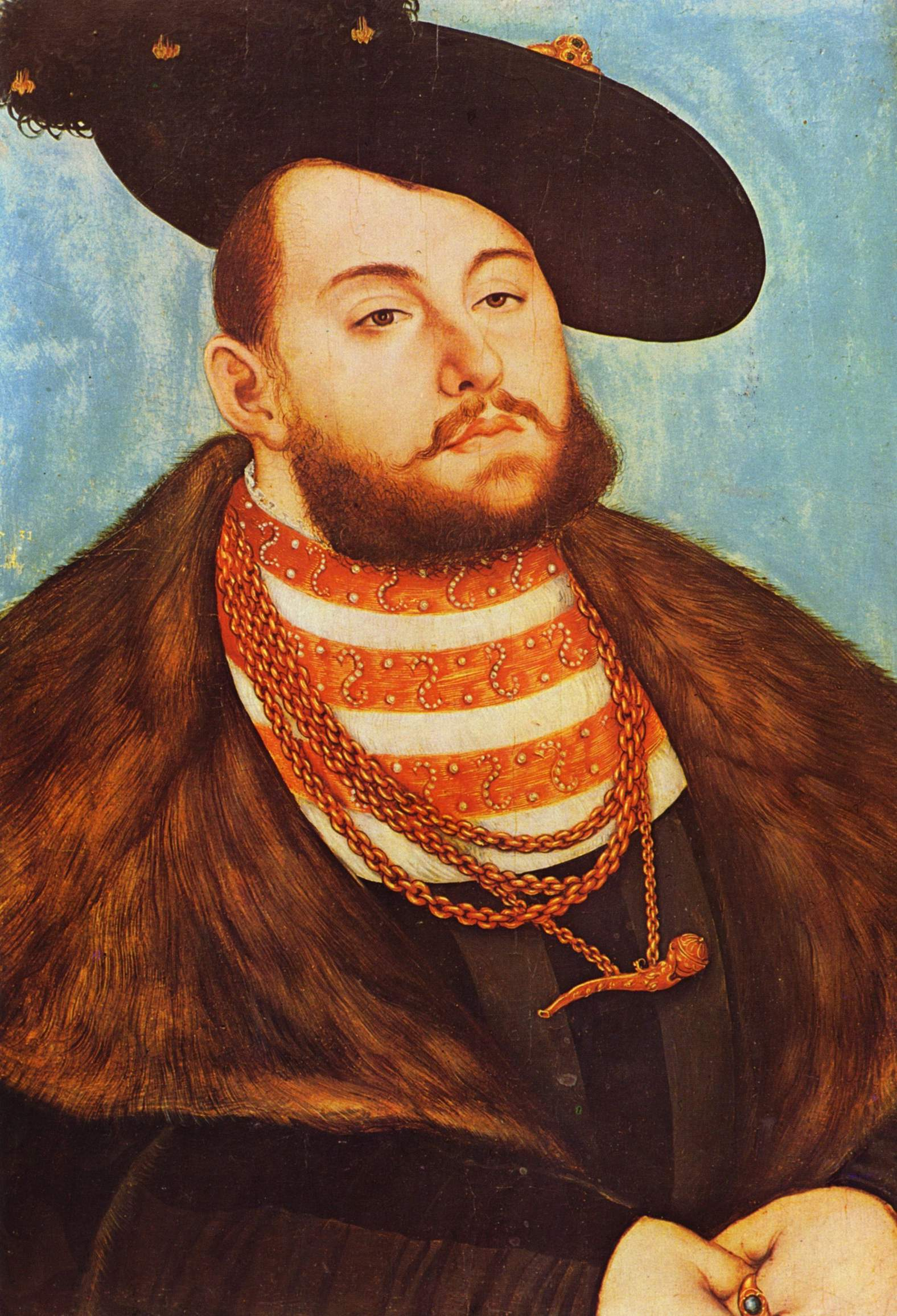
Johann Friedrich I. (1503–1554)

- Johann Friedrich I. (1617–1702), Graf zu Hohenlohe
- Johann Friedrich II. (1529–1595), Herzog zu Sachsen
- Johann Friedrich II. (1683–1765), deutscher Graf und Fürst
- Johann Friedrich III. (1538–1565), Herzog zu Sachsen
- Johann Friedrich von Anhalt-Zerbst (1695–1742), kaiserlicher General
- Johann Friedrich von Sachsen-Weimar (1600–1628), Herzog von Sachsen-Weimar

#### Johann G
- Johann Georg (1525–1598), Kurfürst von Brandenburg
- Johann Georg (1552–1592), Herzog von Ohlau und Wohlau
- Johann Georg (1577–1623), Fürst von Hohenzollern-Hechingen
- Johann Georg (1577–1624), General und Administrator im Bistum Straßburg, Herzog von Jägerndorf
- Johann Georg (1598–1637), brandenburgisch-kaiserlicher Obrist
- Johann Georg (1629–1675), Herzog zu Mecklenburg
- Johann Georg (1677–1712), Herzog von Sachsen-Weißenfels und Fürst von Sachsen-Querfurt (1697–1712)
- Johann Georg (1686–1725), Graf von Ortenburg
- Johann Georg I. (1567–1618), Fürst von Anhalt-Dessau
- Johann Georg I. (1585–1656), Kurfürst von Sachsen aus dem Hause Wettin (albertinische Linie)Johann Georg I. (1585–1656)

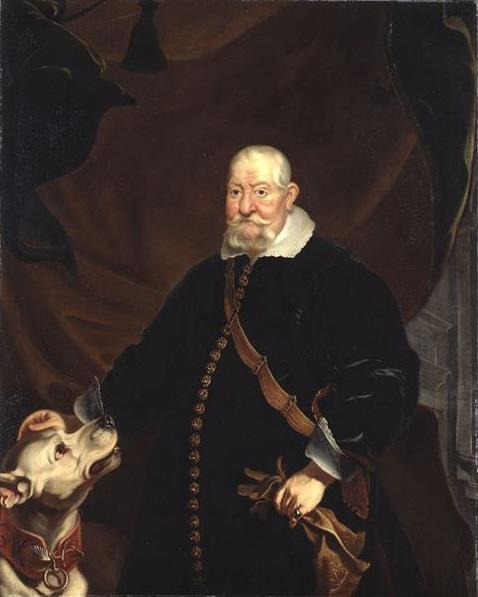
Johann Georg I. (1585–1656)

- Johann Georg I. (1634–1686), Herzog von Sachsen-Eisenach
- Johann Georg II. (1613–1680), Kurfürst von Sachsen
- Johann Georg II. (1627–1693), Fürst von Anhalt-Dessau
- Johann Georg II. (1665–1698), Herzog von Sachsen-Eisenach
- Johann Georg II. Fuchs von Dornheim (1586–1633), deutscher Geistlicher, Fürstbischof von Bamberg, Gegenreformator und Hexenverfolger
- Johann Georg III. (1647–1691), Kurfürst von Sachsen
- Johann Georg IV. (1668–1694), Kurfürst von Sachsen
- Johann Georg von Anhalt-Dessau (1748–1811), Prinz von Anhalt-Dessau, preußischer General der Infanterie
- Johann Georg von Sachsen (1704–1774), kursächsischer General und Gouverneur von DresdenJohann Georg von Sachsen (1704–1774)

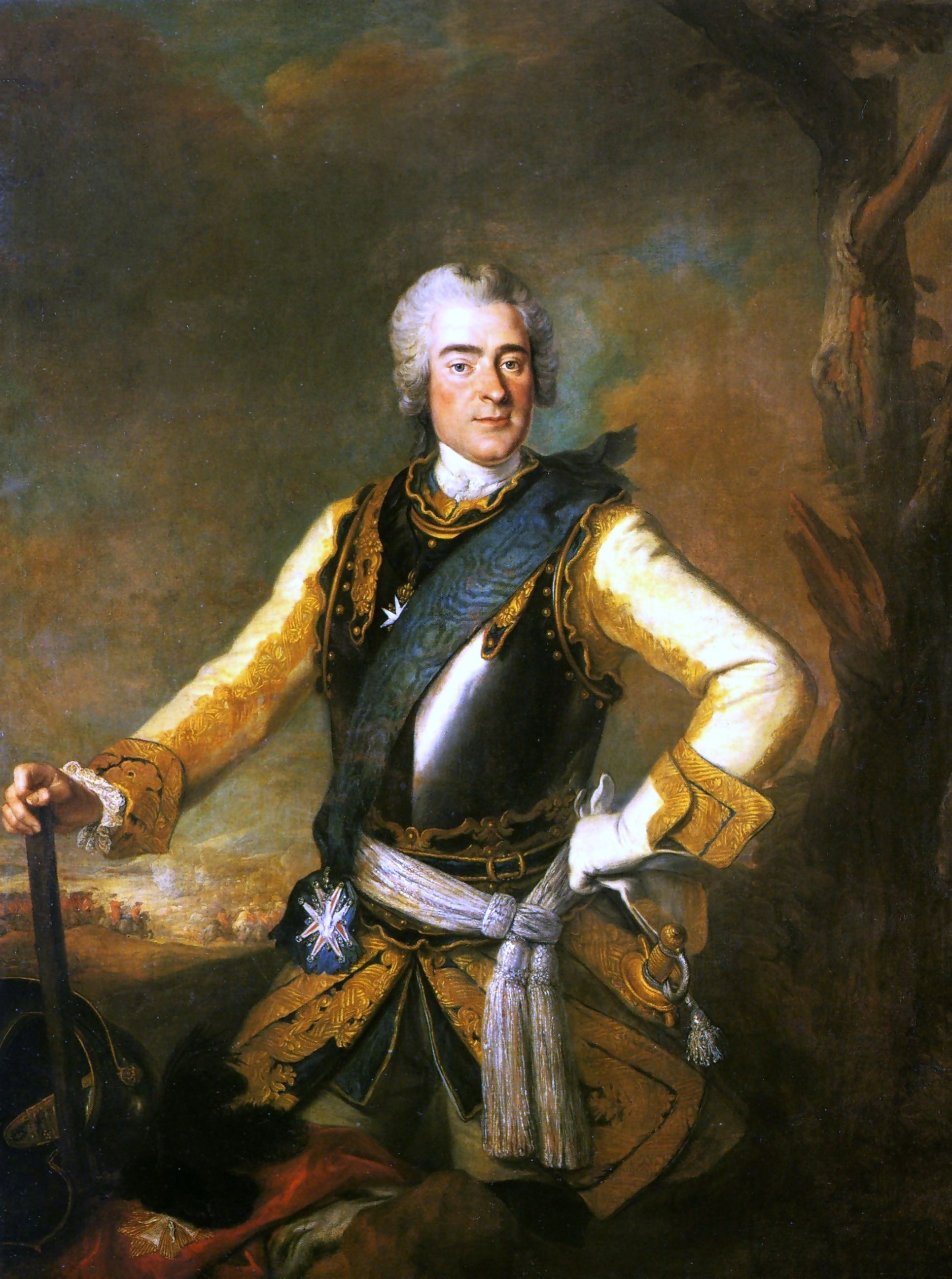
Johann Georg von Sachsen (1704–1774)

- Johann Gothman, Ritter im Königreich Jerusalem
- Johann Günther I. (1532–1586), Graf von Schwarzburg-Sondershausen
- Johann Günther II. (1577–1631), Graf von Schwarzburg-Sondershausen

#### Johann H
- Jóhann Hafstein (1915–1980), isländischer Politiker
- Johann Heinrich (1322–1375), Graf von Tirol, Markgraf von Mähren
- Johann Heinrich IV. († 1338), Graf von Görz
- Jóhann Hjartarson (* 1963), isländischer Schachspieler
- Johann Horneburg († 1555), Bischof von Lebus

#### Johann I
- Johann I. († 1072), Bischof von Breslau
- Johann I. († 1110), Bischof von Osnabrück (1101–1110)
- Johann I. († 1139), Bischof von Prag
- Johann I. († 1191), Graf von Ponthieu
- Johann I. († 1279), Graf von Blois, Chartres und Dunois, Herr von Avesnes und Guise
- Johann I. († 1285), König von Zypern
- Johann I. († 1291), Fürst von Anhalt-Bernburg
- Johann I. († 1302), Graf von Aumale
- Johann I. († 1302), Graf von Dammartin, Herr von Trie
- Johann I. († 1309), Fürstbischof von Utrecht
- Johann I. († 1310), Edelherr von Bilstein und Landmarschall von Westfalen
- Johann I. († 1312), Herr zu Limburg an der Lahn
- Johann I. († 1315), Herr von Arlay
- Johann I. († 1351), Bischof von Naumburg
- Johann I. († 1359), Graf von Ziegenhain und Nidda
- Johann I. († 1364), Herr von Ligny, Roussy und Beauvoir
- Johann I. († 1428), Herzog von Münsterberg (1410–1428)
- Johann I. († 1431), Graf von Saarwerden
- Johann I. († 1483), Fürstabt des Fürststifts Kempten
- Johann I. († 1516), Graf von Rietberg (1472–1516)
- Johann I. († 1212), Erzbischof von Trier
- Johann I. (1190–1267), Graf von Chalon-sur-Saône und Auxonne, Herr von Salins
- Johann I. (1201–1222), König von Schweden (1216–1222)
- Johann I., Graf von Oldenburg
- Johann I. († 1266), Graf von Sponheim
- Johann I. († 1264), Herr zu Mecklenburg
- Johann I., Markgraf der Mark Brandenburg
- Johann I. (1215–1249), Graf von Dreux (1234–1249); Graf von Braine
- Johann I. (1217–1286), Herzog von Bretagne (1221–1286)
- Johann I. († 1263), Graf von Holstein-Kiel (1261–1263)
- Johann I. († 1277), zweiter Herzog zu Braunschweig und Lüneburg bis zur Teilung des Herzogtums 1269
- Johann I. († 1283), Herr zu Werle-Parchim
- Johann I. (1249–1285), Herzog von Sachsen-Lauenburg
- Johann I. († 1290), Graf der vorderen Grafschaft Sponheim
- Johann I. († 1294), Herzog von BrabantJohann I. († 1294)

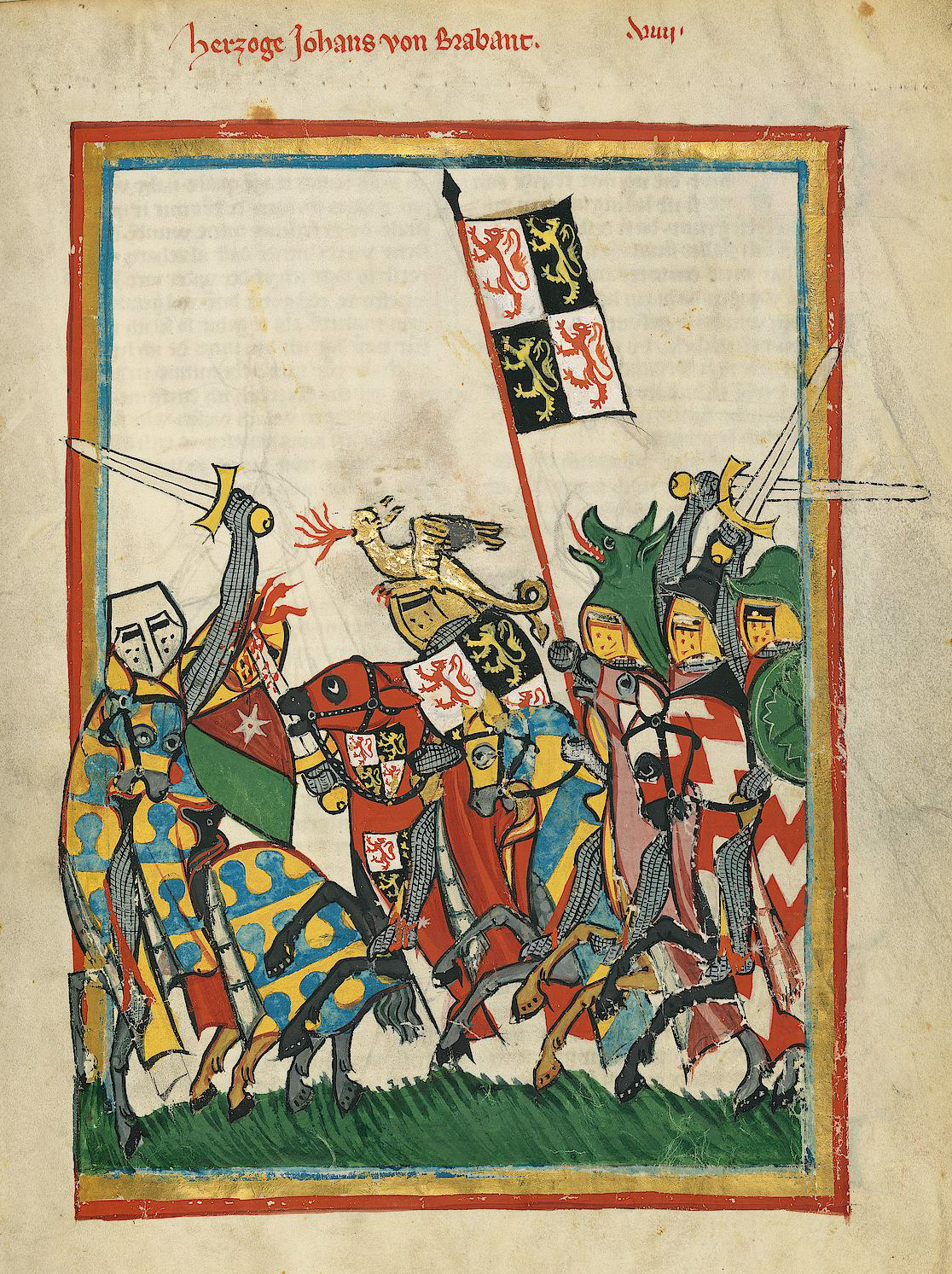
Johann I. († 1294)

- Johann I. († 1342), Graf von Saarbrücken
- Johann I. (1267–1330), Graf von Namur (1305–1330)
- Johann I. († 1327), Herr von Braunsberg
- Johann I. († 1300), Burggraf von Nürnberg
- Johann I. (1283–1363), Herr von Châtillon und Crécy, Großmeister von Frankreich
- Johann I. (1284–1299), Graf von Holland (1296–1299)
- Johann I. (1289–1359), Graf von Henneberg-Schleusingen (1347–1359)
- Johann I. († 1337), Graf von Habsburg-Laufenburg, Landgraf im Klettgau, Rapperswil, Vogt
- Johann I. (1309–1371), Graf von Nassau-Weilburg (1355–1371)
- Johann I. († 1372), Herzog von Auschwitz
- Johann I. (1316–1316), König von Frankreich (1316)Johann I. (1316–1316)

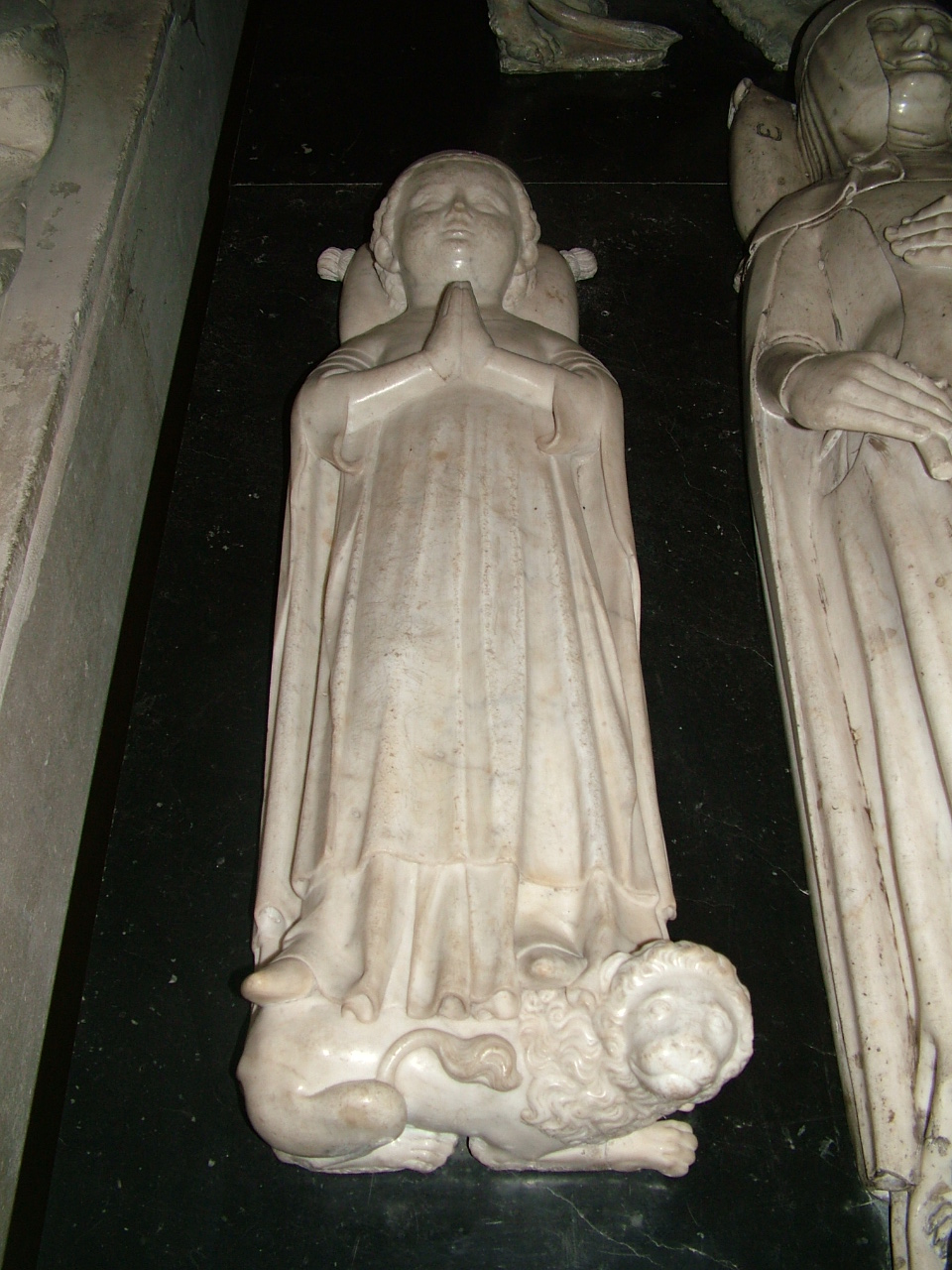
Johann I. (1316–1316)

- Johann I. († 1370), römisch-katholischer Geistlicher, Bischof von Cammin
- Johann I. († 1386), Graf von Auvergne und Boulogne
- Johann I. (* 1326), Herzog zu Mecklenburg-Stargard
- Johann I. (1329–1340), Herzog von Niederbayern
- Johann I., Herzog von Ratibor, Troppau, Jägerndorf und Freudenthal
- Johann I. († 1416), Graf von Nassau-Dillenburg
- Johann I. (1346–1390), Herzog von Oberlothringen
- Johann I. (1350–1396), König von Aragón
- Johann I. († 1412), Regent der Grafschaft Wittgenstein
- Johann I. (1357–1433), König von PortugalJohann I. (1357–1433)

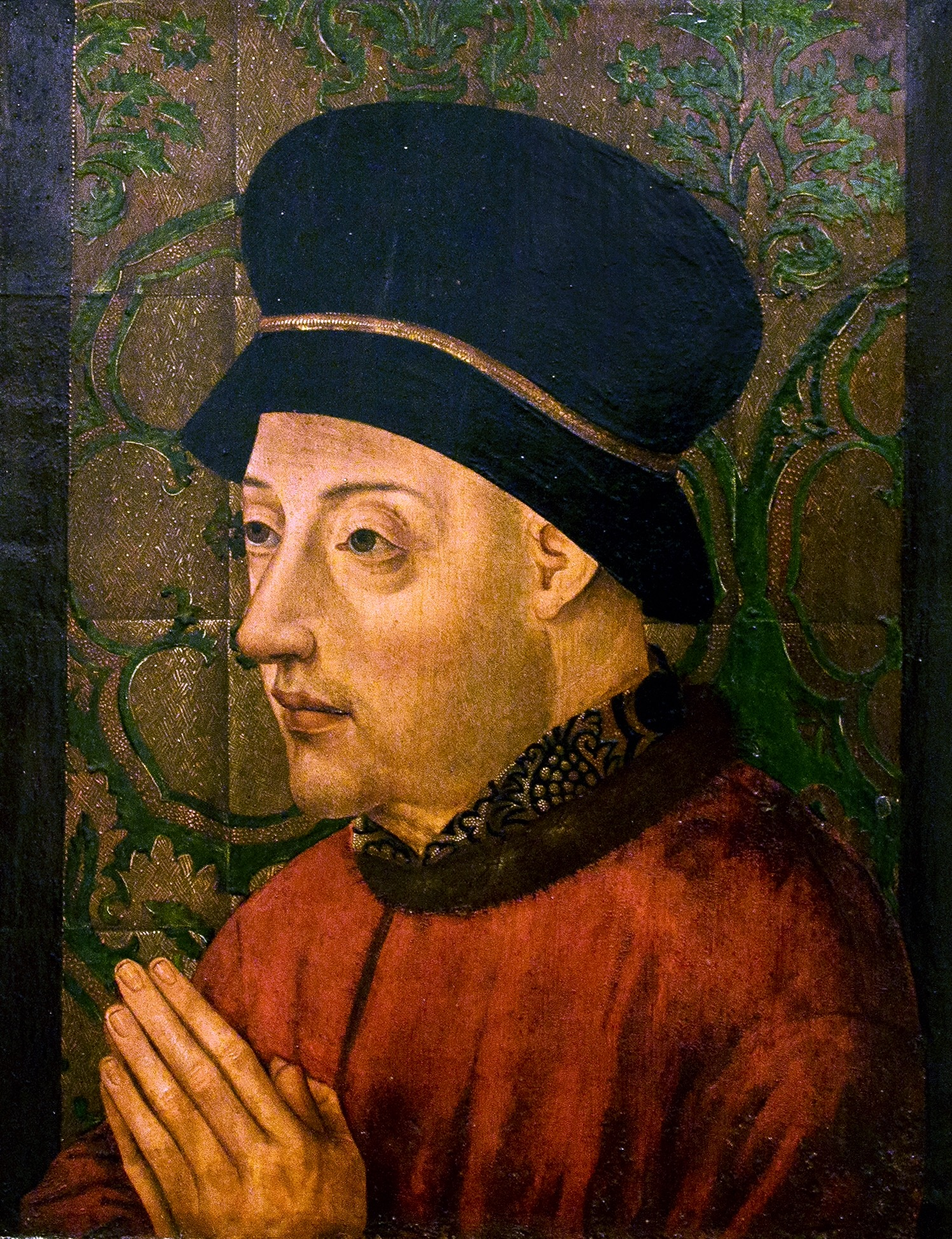
Johann I. (1357–1433)

- Johann I. (1358–1390), König von Kastilien
- Johann I. († 1421), Herzog von Oppeln; Bischof von Posen, Leslau, Cammin und Kulm; ernannter Bischof von Posen sowie von Gnesen; Administrator von Posen und Kulm
- Johann I. (1382–1436), Graf von Foix
- Johann I. († 1439), Herzog von herzoglich Glogau
- Johann I. (1385–1415), Herzog von Alençon und Graf von Le Perche
- Johann I. († 1473), Graf von Nassau-Beilstein
- Johann I. (1419–1481), Herzog von Kleve (1448–1481), Graf von der Mark (1461–1481) und Herr von Ravenstein (1448–1481)
- Johann I. († 1454), Herzog von Troppau und Leobschütz, Herr auf Fulnek
- Johann I. (* 1425), Herzog von Liegnitz, Lüben, Ohlau und Haynau
- Johann I. (1455–1513), König von Dänemark, Schweden und Norwegen sowie Herzog von Schleswig und Holstein
- Johann I. (1459–1509), Pfalzgraf und Herzog von Pfalz-Simmern
- Johann I. (1459–1501), polnischer König (1492–1501)
- Johann I. (1506–1572), Statthalter von Limburg, nicht regierender Graf von Ostfriesland
- Johann I. († 1567), Graf von Waldeck zu Landau
- Johann I. (1550–1604), Herzog von Pfalz-Zweibrücken
- Johann I. (1742–1789), böhmischer Adliger
- Johann I. de la Roche († 1280), Herzog von Athen
- Johann I. Debranin († 1037), Erzbischof von Ochrid
- Johann I. Josef (1760–1836), österreichischer Feldmarschall, Fürst von LiechtensteinJohann I. Josef (1760–1836)

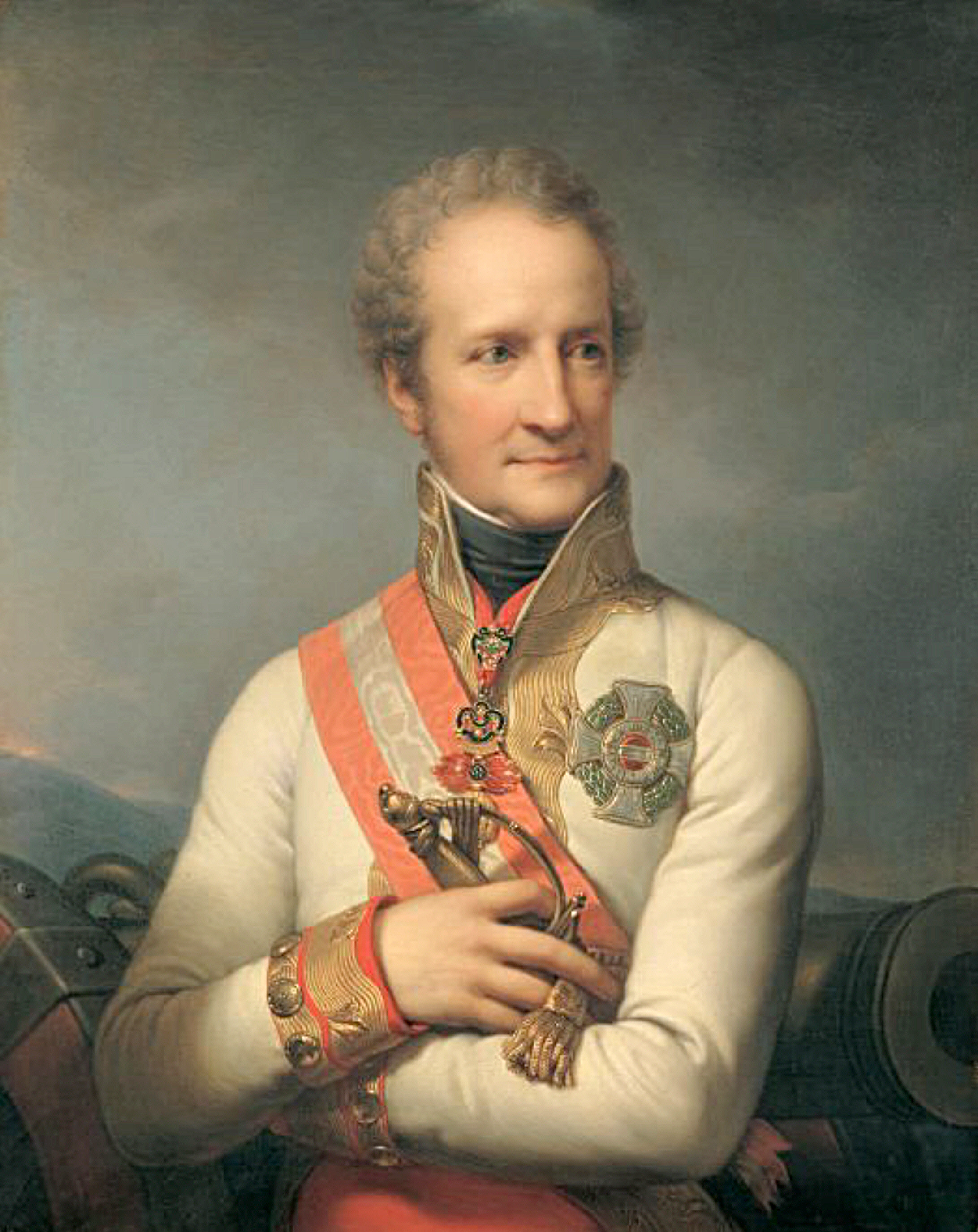
Johann I. Josef (1760–1836)

- Johann I. von Arcis († 1191), Herr von Arcis-sur-Aube
- Johann I. von Beirut (1177–1236), Herr von Beirut und Arsuf, Konstabler und Regent von Jerusalem, Regent von Zypern
- Johann I. von Brakel († 1260), Bischof von Hildesheim
- Johann I. von Breunau († 1085), Mönch und erster Bischof des Bistums Olmütz
- Johann I. von Cottbus, Herr von Cottbus
- Johann I. von Egloffstein († 1411), Fürstbischof des Bistums Würzburg (1400–1411)
- Johann I. von Glymes (1390–1427), Herr von Bergen op Zoom und Glymes
- Johann I. von Hohnstein († 1498), Regent der Grafschaft Honstein
- Johann I. von Isenburg († 1370), Bischof von Meißen
- Johann I. von Kurland, Bischof von Kurland
- Johann I. von Langenmantel († 1337), Augsburger Patrizier und Stadtpfleger (Bürgermeister)
- Johann I. von Lebus, Bischof von Lebus
- Johann I. von Meißen († 1355), Bischof vom Ermland
- Johann I. von Merlau († 1440), Fürstabt von Fulda
- Johann I. von Montfort, Graf von Montfort-l'Amaury
- Johann I. von Paderborn, Fürstbischof von Paderborn, Fürstbischof von Hildesheim
- Johann I. von Plettenberg, Marschall von Westfalen
- Johann I. von Rosenberg († 1389), böhmischer Adliger aus dem Geschlecht der Rosenberger
- Johann I. von Straßburg († 1328), Fürstbischof von Eichstätt und Straßburg, Kanzler
- Johann I. von Viermund (1516–1572), deutscher Adliger und Herr von Neersen
- Johann II. († 1186), Erzbischof von Nowgorod und Pskow (1165–1186)
- Johann II. († 1211), Graf von Vendôme
- Johann II. († 1251), Graf von Roucy und Herr von Pierrepont
- Johann II., Graf von Soissons
- Johann II., Graf von Gützkow
- Johann II. († 1329), Bischof von Bamberg
- Johann II. († 1362), Herr von Arlay
- Johann II. († 1380), Graf von Habsburg-Laufenburg, Graf von Alt-Rapperswil und in der March

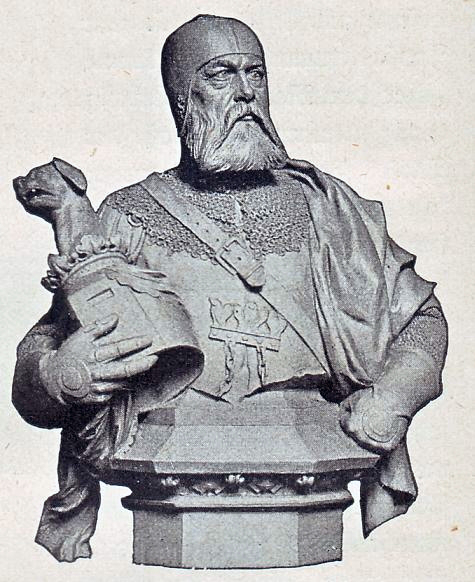
Johann II. († 1357)

- Johann II. († 1381), Graf von Blois und Dunois, Herr von Avesnes, Herr von Schoonhoven und Gouda
- Johann II. († 1397), Herr von Beauvoir und Richebourg, Graf von Brienne
- Johann II. († 1404), Graf von Auvergne und Boulogne
- Johann II. († 1443), Graf von Nassau-Dillenburg
- Johann II. († 1450), letzter regierender Graf von Ziegenhain und Nidda
- Johann II. († 1499), Mitglied der Ortenburger
- Johann II., Bischof von Breslau und Erzbischof von Gnesen
- Johann II. († 1281), Markgraf von Mark Brandenburg (Mitregent)
- Johann II. (1239–1305), Graf von Richmond; Herzog der Bretagne (1286–1305)
- Johann II. (1248–1304), Graf von Hennegau und Holland
- Johann II. († 1299), Fürst; Herr zu Mecklenburg
- Johann II. († 1337), Herr zu Werle-Güstrow
- Johann II. (1253–1321), Graf von Holstein-Kiel
- Johann II. (1265–1309), Graf von Dreux
- Johann II. († 1324), deutscher Adliger, Graf von Sponheim
- Johann II. († 1315), deutscher Graf
- Johann II. († 1322), Herzog von Sachsen-Lauenburg
- Johann II. († 1340), Graf der vorderen Grafschaft Sponheim
- Johann II. (1275–1312), Herzog von Brabant und Limburg
- Johann II. († 1357), Burggraf von NürnbergJohann II. († 1357)
- Johann II. († 1381), Graf von Saarbrücken
- Johann II. (1317–1348), Herzog von Athen und Neopatria
- Johann II. (1319–1377), Graf von Hoya (1324–1377)
- Johann II. (1319–1364), König von Frankreich (1350–1364)Johann II. (1319–1364)
- Johann II., Graf von Saarwerden

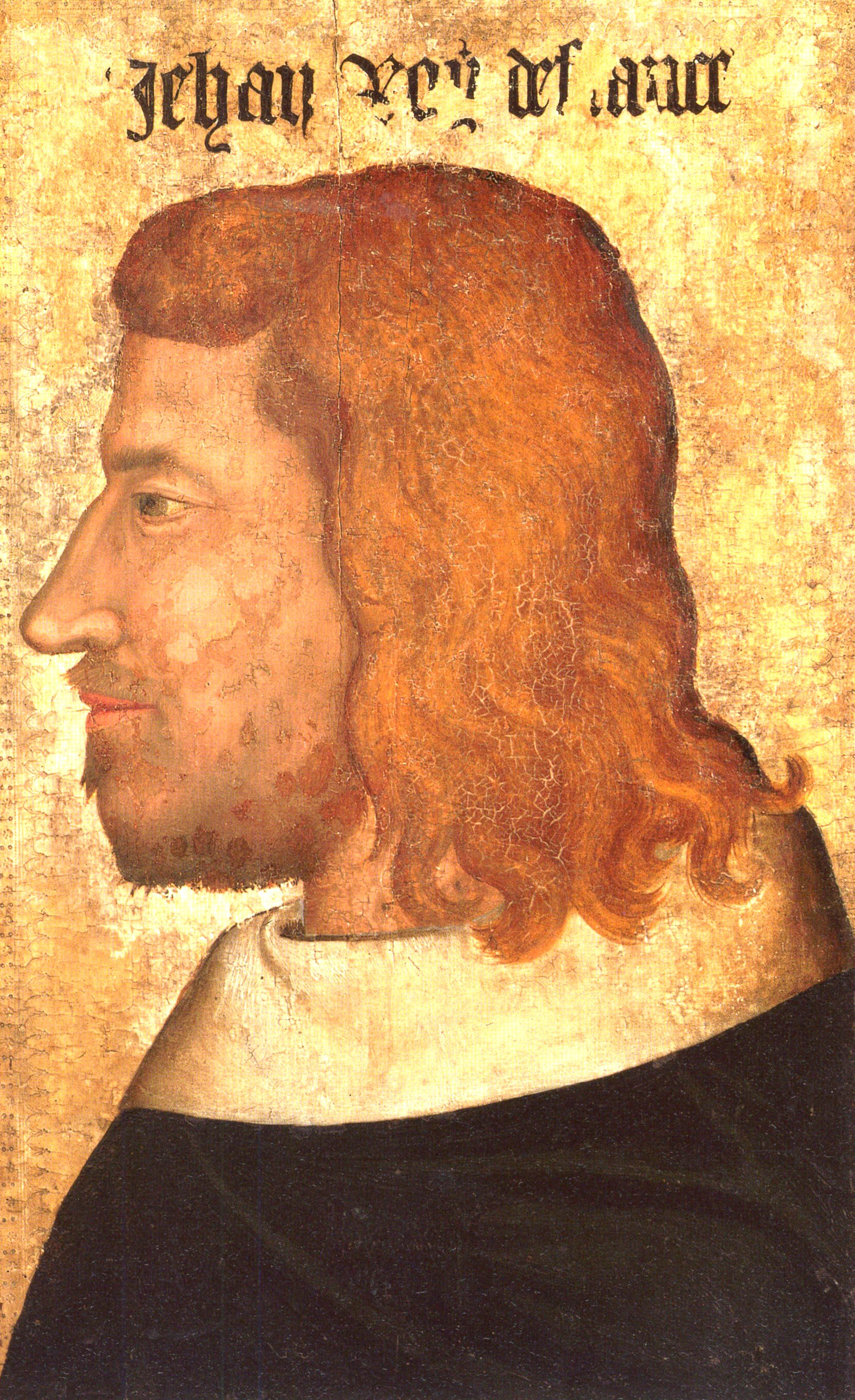
Johann II. (1319–1364)

- Johann II. († 1397), erster Herzog von Bayern-München nach der Landesteilung (1392)
- Johann II., Herzog von Auschwitz
- Johann II. (1364–1439), Adliger
- Johann II. († 1424), Herzog von Troppau-Ratibor, Jägerndorf und Freudenthal, Landeshauptmann von Glatz und Frankenstein
- Johann II. († 1416), Herzog zu Mecklenburg-Stargard
- Johann II. (1392–1441), Graf von Guise und Ligny, Herr von Beaurevoir
- Johann II. († 1479), König von Aragón
- Johann II. (1405–1454), König von Kastilien und León (1406–1454)
- Johann II. (1409–1476), Herzog von Alençon und Graf von Le Perche
- Johann II. (1415–1491), Graf von Nevers, Rethel und Eu
- Johann II. († 1458), König von Zypern
- Johann II. (1425–1470), Herzog von Kalabrien, Herzog von Lothringen und Girona, Markgraf von Pont-à-Mousson
- Johann II., Herzog von Troppau und Leobschütz
- Johann II. († 1462), Graf von Görz
- Johann II. (1435–1504), Herzog von Sagan und Glogau
- Johann II. († 1457), Abt des Klosters Schlüchtern
- Johann II. (1455–1495), König von Portugal
- Johann II. (1458–1521), Herzog von Kleve und Graf von der Mark
- Johann II. († 1532), Herzog von Oppeln und Ratibor, Herr von Klein Glogau
- Johann II. (1477–1495), Herzog von Liegnitz
- Johann II. († 1513), Graf von Nassau-Beilstein
- Johann II. (1492–1557), Pfalzgraf und Herzog von Simmern
- Johann II. († 1562), Graf von Rietberg
- Johann II. (1538–1591), Graf von Ostfriesland (1561–1591)
- Johann II. (1584–1635), Herzog von Pfalz-Zweibrücken-Veldenz und Vormund des Kurfürsten von der Pfalz
- Johann II. (1840–1929), Fürst von LiechtensteinJohann II. (1840–1929)

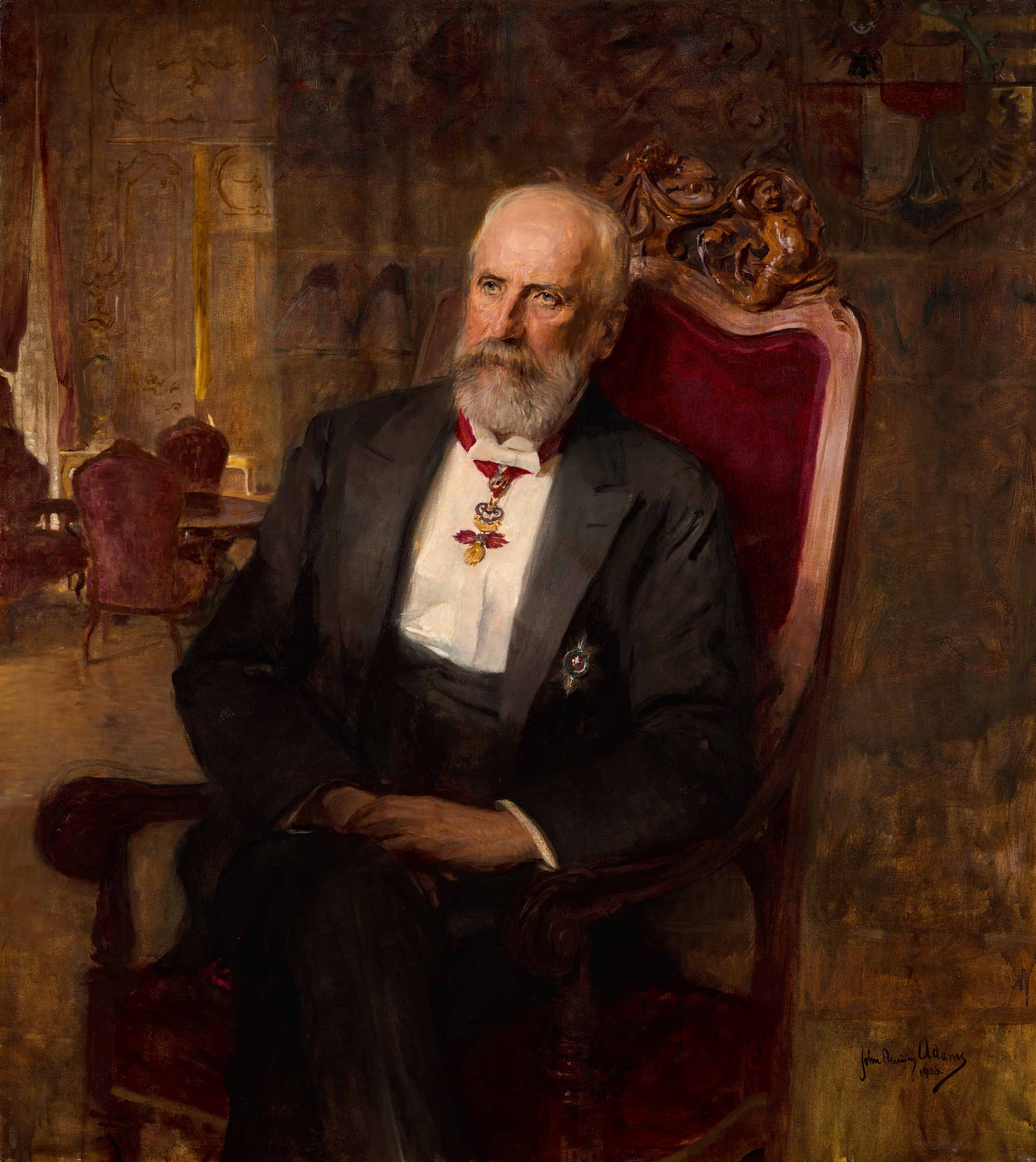
Johann II. (1840–1929)

- Johann II. Grot († 1347), römisch-katholischer Bischof von Krakau
- Johann II. Hut († 1366), Bischof von Osnabrück (1349–1366)
- Johann II. Kasimir (1609–1672), König von Polen (1648–1668)Johann II. Kasimir (1609–1672)

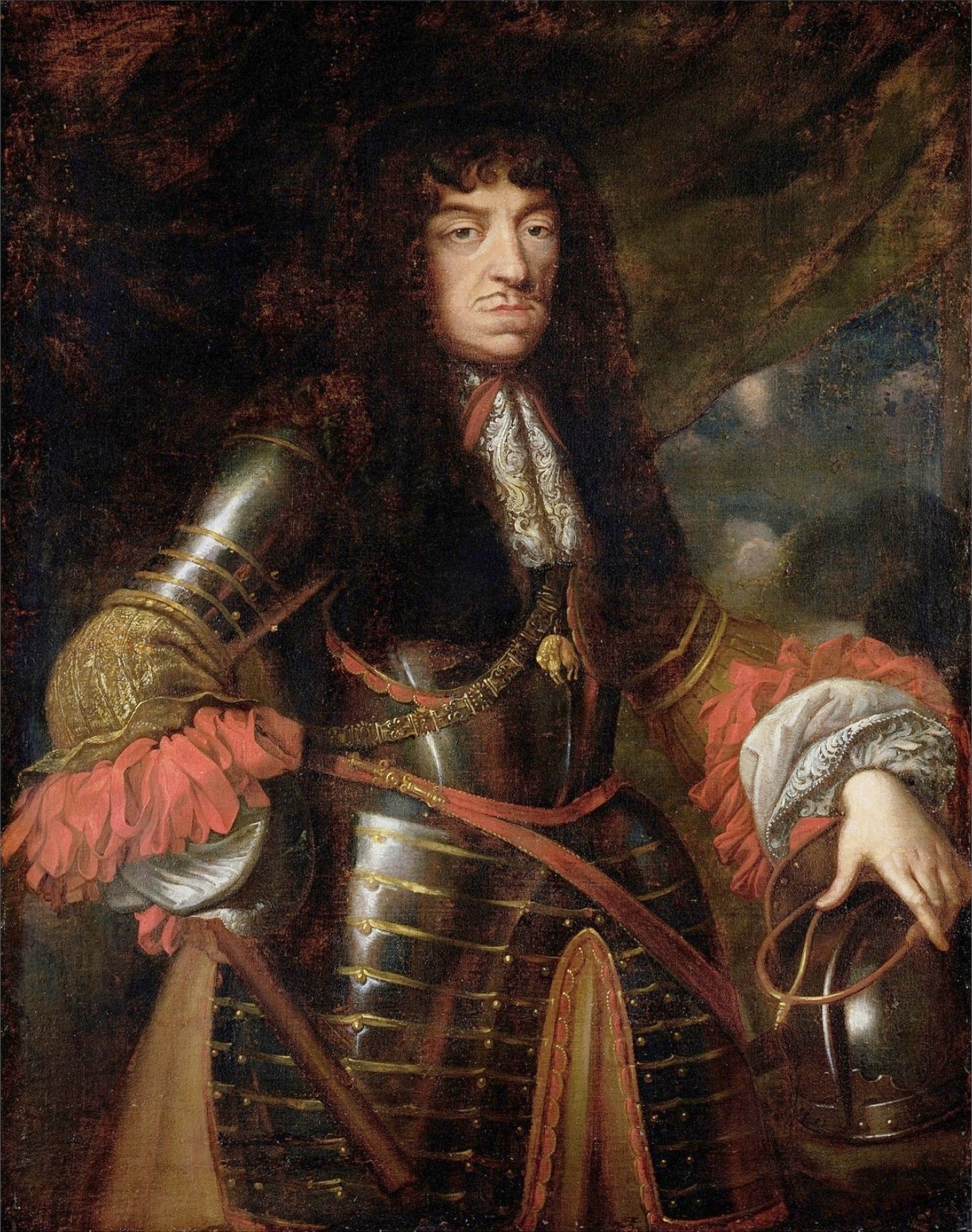
Johann II. Kasimir (1609–1672)

- Johann II. Praun, Stiftspropst von Berchtesgaden
- Johann II. Senn von Münsingen († 1365), Bischof von Basel
- Johann II. von Arcis, Herr von Arcis-sur-Aube
- Johann II. von Baden (1434–1503), Markgraf von Baden; Erzbischof von Trier (1456–1503)
- Johann II. von Beirut († 1264), Herr von Beirut
- Johann II. von Dražice († 1236), Bischof von Prag
- Johann II. von Elben († 1367), Abt von Hersfeld
- Johann II. von Eu († 1292), Graf von Eu
- Johann II. von Heideck († 1429), Fürstbischof von Eichstätt
- Johann II. von Henneberg-Schleusingen (1439–1513), Fürstabt von Fulda
- Johann II. von Lichtenberg († 1366), Herr von Lichtenberg
- Johann II. von Nesle († 1239), Herr von Nesle und Burggraf von Brügge
- Johann II. von Reisberg († 1441), Erzbischof von Salzburg
- Johann II. von Rosenberg (1434–1472), böhmischer Adliger, Landeshauptmann von Schlesien
- Johann II. von Schleinitz († 1434), Bischof von Naumburg
- Johann II. von Streitberg († 1428), Bischof von Regensburg
- Johann III. († 1278), Bischof von Prag
- Johann III. († 1334), Graf von Gützkow
- Johann III., Abt des Klosters Schlüchtern
- Johann III. († 1289), Herr zu Mecklenburg
- Johann III. (1286–1341), Herzog der Bretagne (1312–1341)
- Johann III. († 1359), Graf von Holstein-Kiel (1316–1359) und Graf von Holstein-Plön (1314–1359)
- Johann III. († 1352), Herr zu Werle-Goldberg (1316–1352)
- Johann III. (1300–1355), Herzog von Brabant und Limburg
- Johann III., deutscher Graf
- Johann III. († 1398), Graf von Sponheim
- Johann III. († 1356), deutscher Adliger, Herzog von Sachsen-Lauenburg (1344–1344)
- Johann III. († 1405), Herzog von Auschwitz
- Johann III. († 1420), Burggraf von Nürnberg, Markgraf von Brandenburg-Kulmbach
- Johann III. (1374–1425), Fürstelekt von Lüttich, Herzog von Straubing-HollandJohann III. (1374–1425)

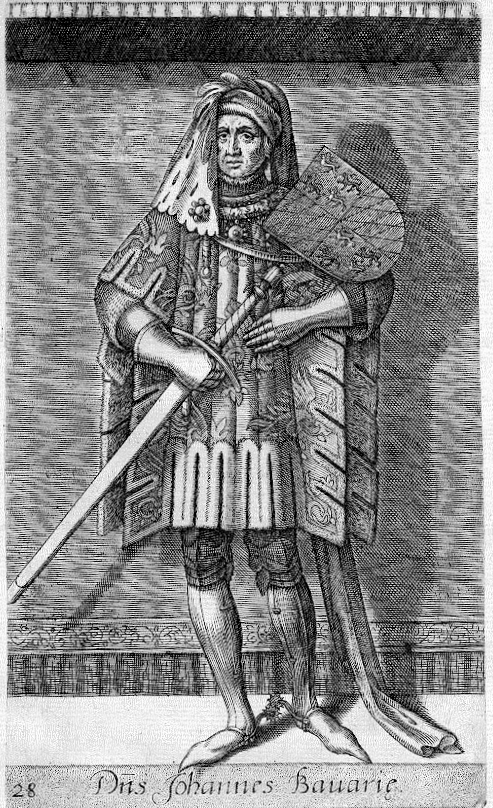
Johann III. (1374–1425)

- Johann III. (* 1389), Herzog zu Mecklenburg-Stargard
- Johann III. († 1465), Graf von Werdenberg-Heiligenberg
- Johann III. (1423–1472), Graf von Saarbrücken
- Johann III. († 1511), Erzbischof von Bremen
- Johann III. († 1493), Herzog von Ratibor
- Johann III. (1469–1516), König von Navarra (1484–1512)
- Johann III. († 1533), deutscher Adeliger
- Johann III. (1495–1561), Graf von Nassau-Beilstein
- Johann III. (1502–1557), König von Portugal aus dem Haus Avis
- Johann III. (1503–1541), Fürstabt von Fulda
- Johann III. (1537–1592), König von Schweden (1568–1592)
- Johann III. (1566–1625), Graf von Ostfriesland und Rietberg
- Johann III. Radlica († 1392), Bischof von Krakau (1382–1392)
- Johann III. Romka († 1301), Fürstbischof von Breslau
- Johann III. Sobieski (1629–1696), König von Polen und Großfürst von LitauenJohann III. Sobieski (1629–1696)

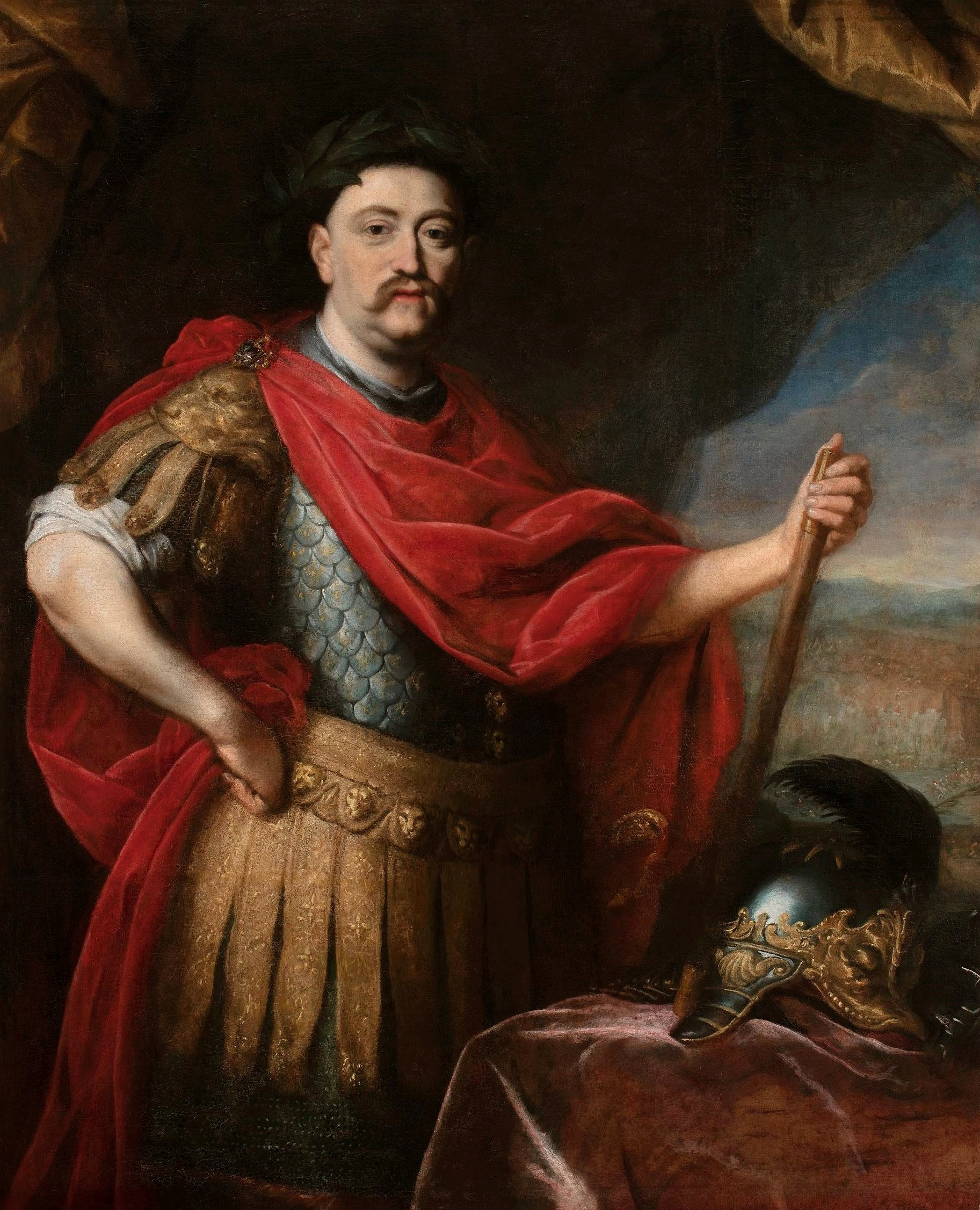
Johann III. Sobieski (1629–1696)

- Johann III. von Aarberg († 1497), Herr von Valangin
- Johann III. von Ahaus (1274–1323), Dynast des Hauses Ahaus, erbte 1316 mit seinem Bruder Otto die Herrschaft Lohn
- Johann III. von Diepholz († 1437), deutscher römisch-katholischer Bischof
- Johann III. von Diest († 1340), Bischof von Utrecht
- Johann III. von Eu († 1302), Graf von Eu und Guînes
- Johann III. von Eych (1404–1464), Fürstbischof von Eichstätt
- Johann III. von Rosenberg (1484–1532), böhmischer Adeliger, Regent des Hauses Rosenberg und Großprior des Malteserordens
- Jóhann Ingi Gunnarsson (* 1954), isländischer Handballtrainer
- Johann IV. († 1230), Graf von Vendôme und Herr von Montoire
- Johann IV., Graf von Gützkow
- Johann IV. († 1444), Graf der jüngeren Katzenelnbogischen Linie
- Johann IV. (1295–1345), Herzog der Bretagne (1341–1345)
- Johann IV., deutscher Graf
- Johann IV., Graf von Sponheim (1398–1413)
- Johann IV. († 1374), Herr zu Werle-Goldberg (1354–1374)
- Johann IV. († 1408), Graf von Habsburg-Laufenburg
- Johann IV. († 1422), Herzog zu Mecklenburg (1384–1395)
- Johann IV. (1403–1427), Herzog von Brabant und Limburg, zweiter Ehemann Jakobäas von Bayern
- Johann IV. (1410–1475), Graf von Nassau-Dillenburg
- Johann IV., Herzog von Teschen, Auschwitz und Gleiwitz
- Johann IV. (1437–1463), Herzog von Bayern-München
- Johann IV. (1439–1507), Herzog von Sachsen-Lauenburg
- Johann IV. († 1483), Herzog von Jägerndorf und Loslau
- Johann IV. (1449–1527), Graf von Holstein-Pinneberg
- Johann IV. (1470–1531), Landgraf von Leuchtenberg
- Johann IV. († 1506), Herzog von Ratibor
- Johann IV. (1504–1551), Fürst von Anhalt-Zerbst
- Johann IV. (1511–1574), Graf von Saarbrücken
- Johann IV. (1604–1656), König von PortugalJohann IV. (1604–1656)

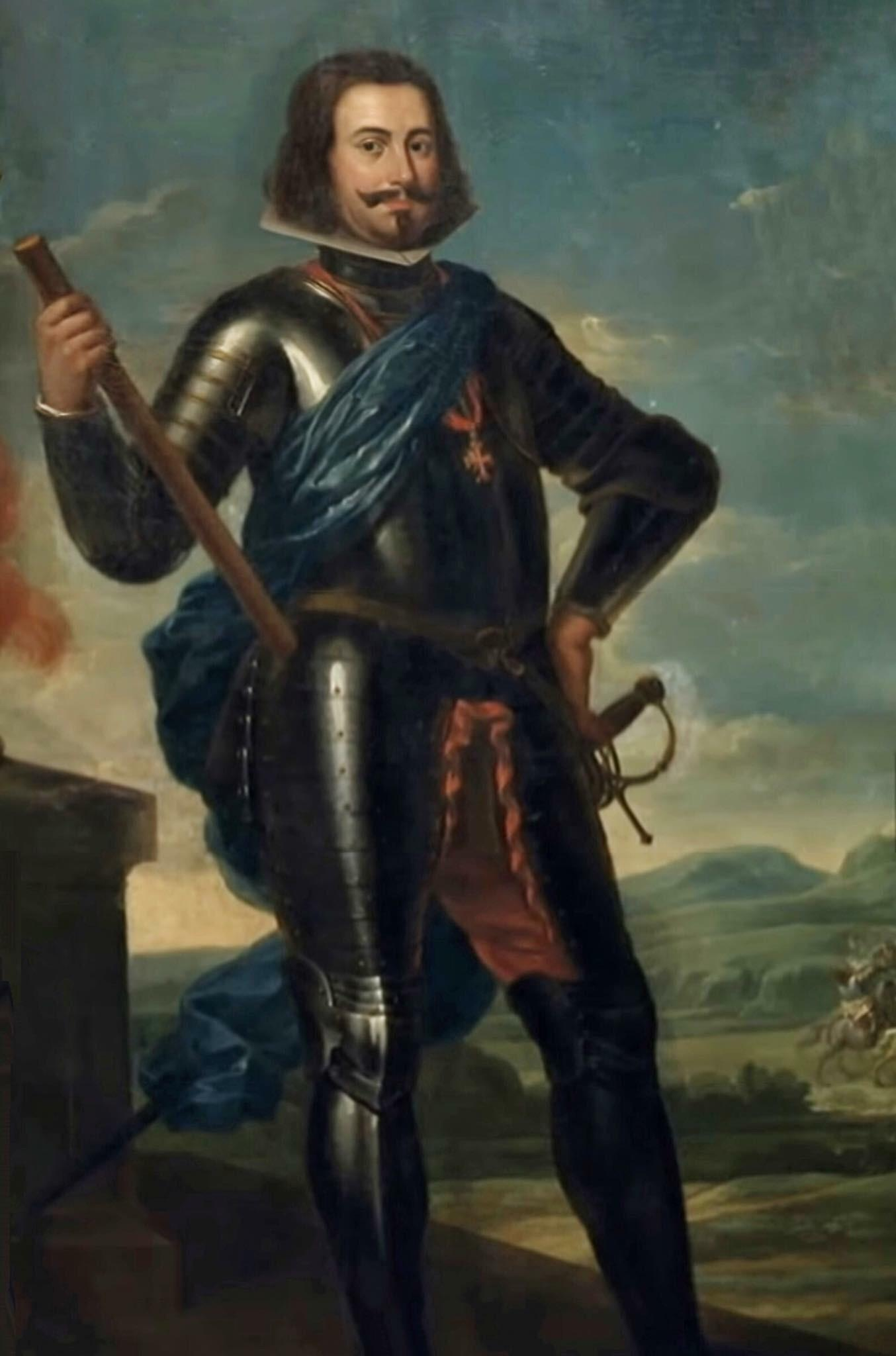
Johann IV. (1604–1656)

- Johann IV. (1618–1660), Graf von Rietberg (1640–1660)
- Johann IV. Junge († 1389), Bischof von Schwerin
- Johann IV. Ludwig von Hagen (1492–1547), Kurfürst und Erzbischof von Trier (1540–1547)
- Johann IV. von Arkel († 1378), Fürstbischof von Utrecht und Lüttich
- Johann IV. von Dražice († 1343), Bischof von Prag
- Johann IV. von Neuenburg († 1398), französischer Pseudokardinal
- Johann IV. von Osnabrück (1529–1574), Fürstbischof von Osnabrück (1553–1574), Münster (1566–1574) und Paderborn (1568–1574)
- Johann IX. (1575–1623), Wild- und Rheingraf zu Kyrburg, Graf zu Salm
- Johann IX. Langenmantel vom Sparren († 1505), Augsburger Patrizier und Stadtpfleger (Bürgermeister), Bundeshauptmann Schwäbischer Bund
- Johann IX. von Haugwitz (1524–1595), Bischof von Meißen

#### Johann J
- Johann Jakob (1395–1445), Markgraf von Montferrat
- Jóhann Jóhannsson (1969–2018), isländischer Komponist und FilmschaffenderJóhann Jóhannsson (1969–2018)

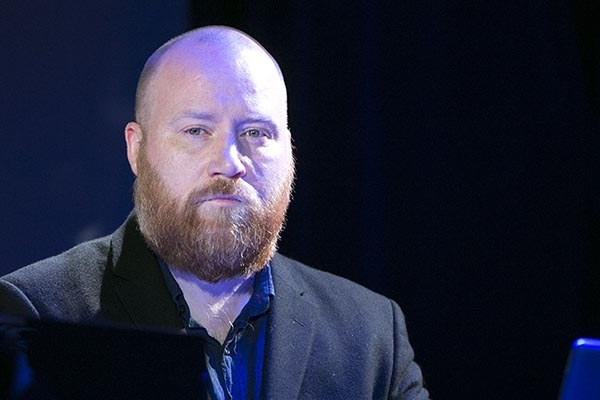
Jóhann Jóhannsson (1969–2018)

- Jóhann Jónsson (1896–1932), isländischer Dichter und Schriftsteller

#### Johann K
- Johann Karl (1638–1704), Pfalzgraf von Pfalz-Gelnhausen
- Johann Karl August (1662–1698), Graf von Leiningen-Dagsburg und Herr von Broich
- Johann Karl von Hessen-Homburg (1706–1728), Prinz von Hessen-Homburg
- Johann Kasimir (1543–1592), Pfalzgraf von Pfalz-Simmern und Administrator der KurpfalzJohann Kasimir (1543–1592)

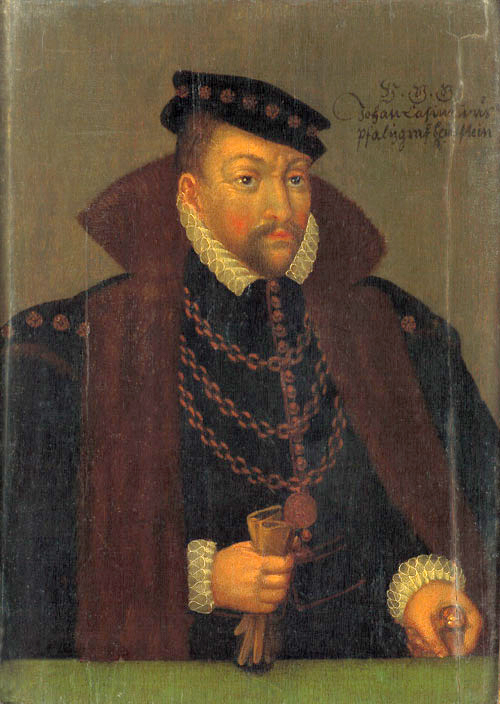
Johann Kasimir (1543–1592)

- Johann Kasimir (1589–1652), Pfalzgraf von Zweibrücken-Kleeburg
- Johann Kasimir (1596–1660), Fürst von Anhalt-Dessau

#### Johann L
- Johann Leifsson (* 1993), isländischer Eishockeyspieler
- Johann Ludwig (1472–1545), Graf von Saarbrücken
- Johann Ludwig (1590–1653), deutscher Adeliger
- Johann Ludwig (1625–1690), Graf von Nassau-Ottweiler
- Johann Ludwig (1705–1762), Graf zu Wied-Runkel
- Johann Ludwig I. (1567–1596), Graf von Nassau-Wiesbaden-Idstein
- Johann Ludwig I. (1656–1704), Fürst von Anhalt-Zerbst
- Johann Ludwig I. von Sulz († 1547), Landgraf, Spanischer Rat und Statthalter in Vorderösterreich
- Johann Ludwig II. (1688–1746), Fürst von Anhalt-Zerbst
- Johann Ludwig von Pfalz-Sulzbach (1625–1649), schwedischer General im Dreißigjährigen Krieg
- Johann Ludwig von Savoyen (1447–1482), Administrator des Erzbistums Tarentaise und des Bistums Genf
- Johann Ludwig von Sulz (1626–1687), Landgraf im Klettgau, Hofrichter am Hofgericht in Rottweil

#### Johann M
- Jóhann Magnús Bjarnason (1866–1945), isländischer Schriftsteller
- Johann Manuel von Portugal (1537–1554), Thronfolger von Portugal
- Johann Manuel von Portugal und Vilhena (1416–1476), Bischof von Guarda
- Johann Maria von Portugal (1842–1861), Herzog von Beja
- Johann Meinhard VII. von Görz und Kirchberg († 1430), Pfalzgraf von Kärnten sowie Graf von Kirchberg
- Johann Moritz (1604–1679), Fürst von Nassau-Siegen und niederländischer Feldmarschall

#### Johann N
- Johann Nepomuk Karl (1724–1748), Fürst von Liechtenstein

#### Johann O
- Johann Očko von Wlašim († 1380), Bischof von Olmütz, Erzbischof von Prag, Kardinal
- Johann Ohnefurcht (1371–1419), Herzog von Burgund
- Johann Ohneland († 1216), König von England, jüngster Bruder von Richard LöwenherzJohann Ohneland († 1216)

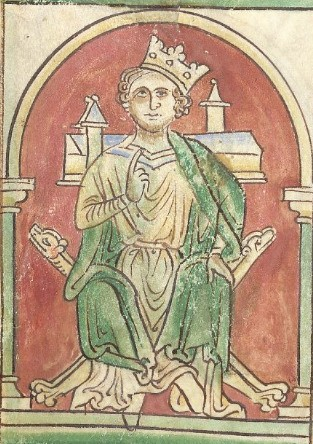
Johann Ohneland († 1216)

#### Johann P
- Johann Parricida (* 1290), Herzog von Österreich und Steier
- Johann Philipp (1597–1639), Herzog von Sachsen-Altenburg
- Johann Philipp (1655–1718), Graf von Isenburg (1685–1718)

#### Johann R
- Jóhann Ragnarsson (* 2003), isländischer Eishockeytorwart
- Johann Reinhard I. (1569–1625), Graf von Hanau-Lichtenberg
- Johann Reinhard III. (1665–1736), Graf von Hanau-Münzenberg und Hanau-Lichtenberg

#### Johann S
- Johann Salvator von Österreich-Toskana (* 1852), Erzherzog von Österreich
- Johann Sax von Saxenau († 1306), Bischof von Brixen (1302–1306)
- Johann Schadland († 1373), Inquisitor für Deutschland und Bischof
- Johann Sigismund (1572–1620), Kurfürst von Brandenburg und Herzog und Co-Regent von PreußenJohann Sigismund (1572–1620)

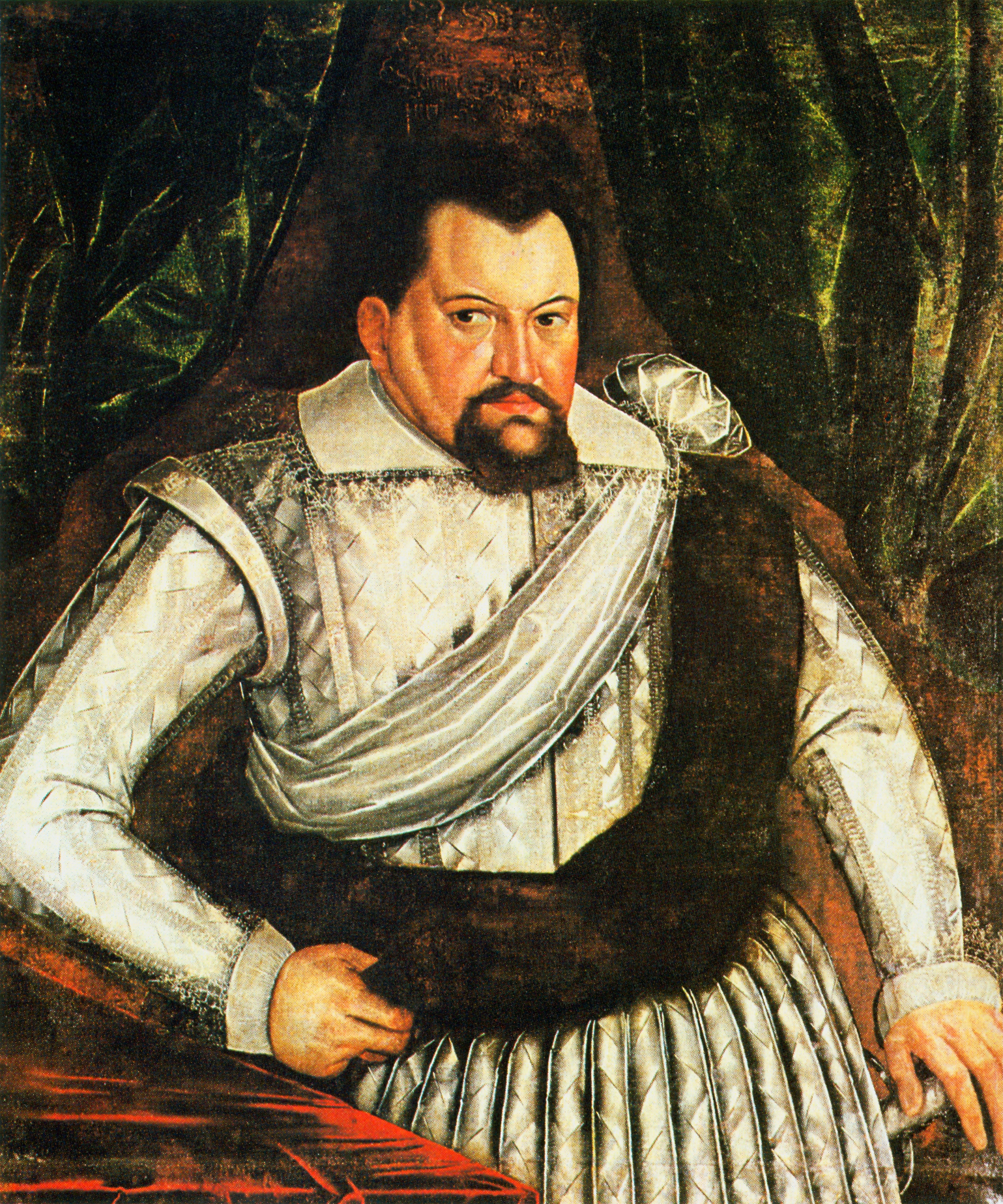
Johann Sigismund (1572–1620)

- Jóhann Sigurjónsson (1880–1919), isländischer Dramatiker
- Johann Sobieslaus von Luxemburg-Mähren (1352–1394), römisch-katholischer Bischof von Leitomischl, postulierter Bischof von Olmütz und Patriarch von Aquileja
- Johann Steinwert von Soest (1448–1506), Sänger und Dichter

#### Johann T
- Johann Theodor von Bayern (1703–1763), Bischof von Regensburg, Freising und Lüttich, Kardinal

#### Johann V
- Johann V. († 1346), Graf von Roucy, Braine und Rochefort, Herr von Pierrepont
- Johann V. († 1351), Graf von Gützkow
- Johann V. (1302–1317), Markgraf von Mark Brandenburg
- Johann V. (1339–1399), Herzog der Bretagne (1364–1399)
- Johann V., Herr zu Werle-Güstrow (1365–1378)
- Johann V. († 1437), Graf von Sponheim
- Johann V. († 1466), Graf von Hoya (1426–1466)
- Johann V. (* 1418), Herzog zu Mecklenburg
- Johann V. († 1513), Herzog von Zator
- Johann V. (1455–1516), Graf von Nassau-Dillenburg
- Johann V. (1460–1526), deutscher Adliger, Graf von Oldenburg und Delmenhorst
- Johann V. (1689–1750), König von Portugal aus dem Hause BraganzaJohann V. (1689–1750)

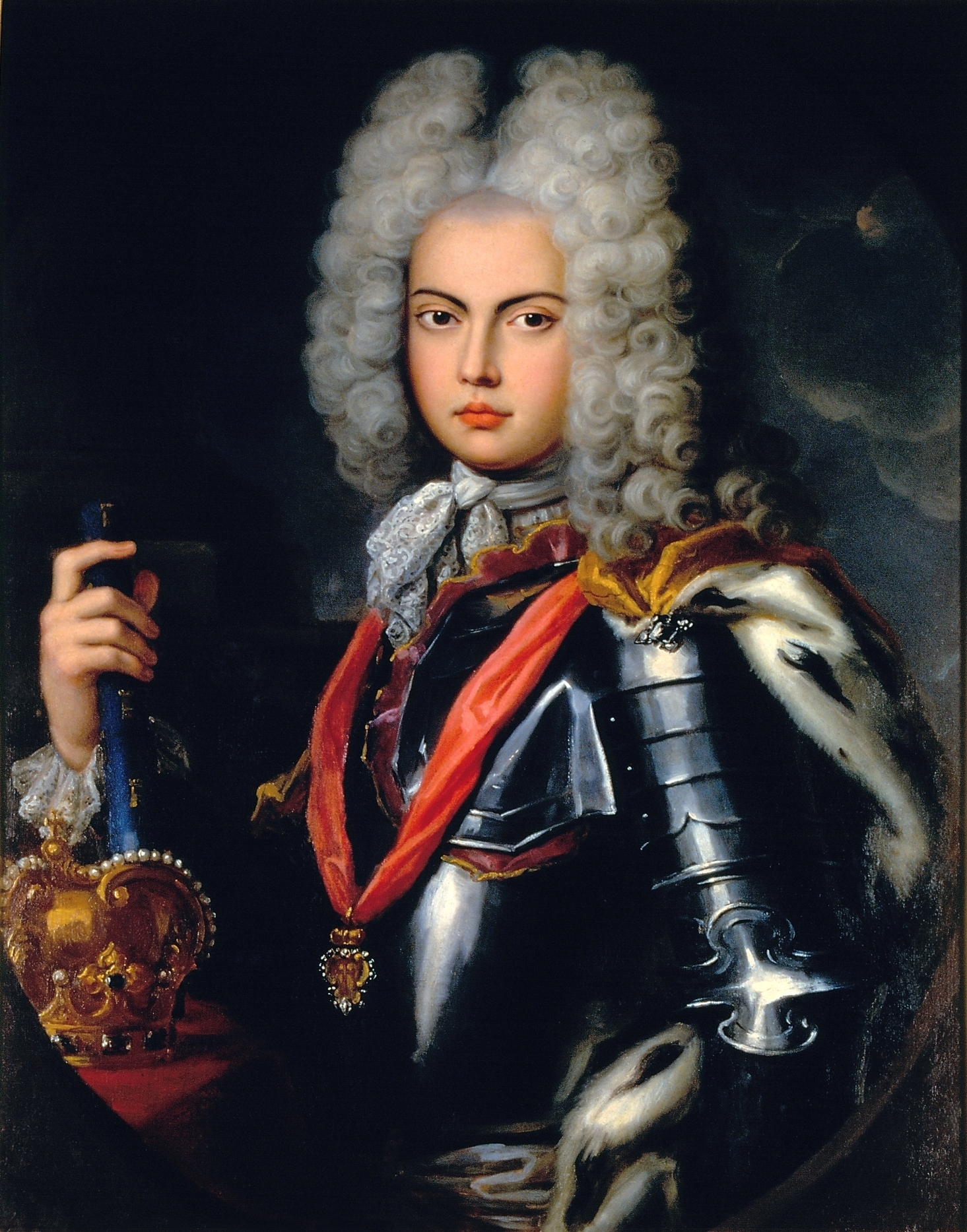
Johann V. (1689–1750)

- Johann V. von Hatzfeld († 1482), Marschall von Westfalen
- Johann V. von Isenburg (1507–1556), Erzbischof und Kurfürst von Trier (1547–1556)
- Johann V. von Weißenbach († 1487), Bischof von Meißen
- Johann van den Berge, deutscher Schöffe und Bürgermeister der Freien Reichsstadt Aachen
- Johann van Doway, Lübecker Kaufmann, Ratssendbote und Gesandter der Hanse
- Johann VI. († 1415), Graf von Roucy und Braine
- Johann VI., Herr zu Werle-Waren
- Johann VI. (1389–1442), Herzog von Bretagne (1399–1442)
- Johann VI. (1439–1474), Herzog zu Mecklenburg
- Johann VI. (1501–1548), deutscher Graf
- Johann VI. (1536–1606), Graf von Nassau-Dillenburg
- Johann VI. (1621–1667), Fürst von Anhalt-Zerbst
- Johann VI. (1767–1826), König von Portugal und Brasilien aus dem Haus BraganzaJohann VI. (1767–1826)

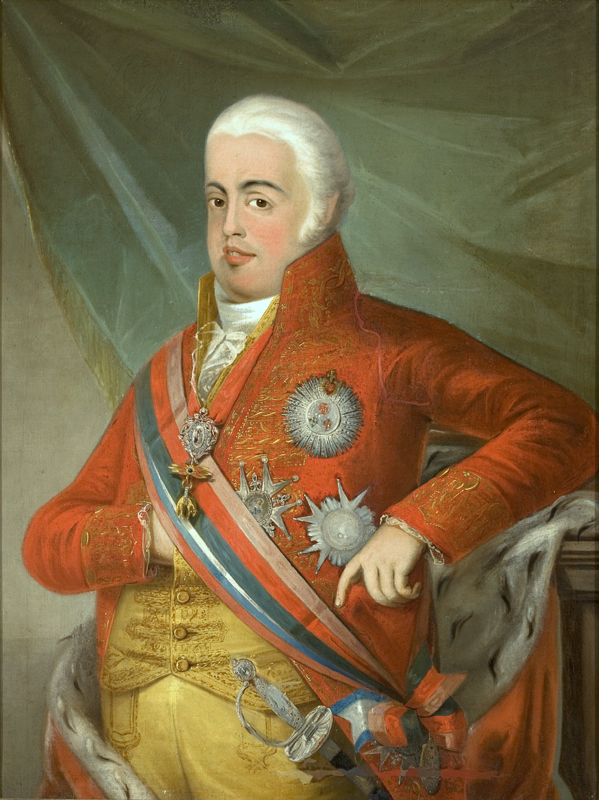
Johann VI. (1767–1826)

- Johann VI. von Cochem († 1597), Benediktiner und Abt
- Johann VI. von Sitsch (1552–1608), Fürstbischof von Breslau, Oberlandeshauptmann von Schlesien
- Johann VII. († 1535), Graf von Hoya, Heerführer in Lübeck
- Johann VII. († 1414), Herr zu Werle-Güstrow
- Johann VII. (1489–1551), deutscher Graf
- Johann VII. (1540–1603), deutscher Adliger, Graf von Oldenburg und Delmenhorst
- Johann VII. (1558–1592), Herzog zu Mecklenburg-Schwerin (1576–1592)
- Johann VII. (1561–1623), Graf von Nassau-Siegen
- Johann VII. von Schleinitz († 1537), Bischof von Meißen
- Johann VIII. (1583–1638), Graf zu Nassau-Siegen, General im Dreißigjährigen Krieg
- Johann VIII. (1601–1657), brandenburgischer Gesandter beim Westfälischen Frieden
- Johann VIII. von Heinsberg († 1459), Bischof von Lüttich (1419–1455)
- Johann VIII. von Maltitz († 1549), Bischof von Meißen
- Jóhann Vilbergsson (* 1935), isländischer Skirennläufer
- Johann von Ahlen, Weihbischof in Köln
- Johann von Akkon (1227–1296), Großmundschenk von Frankreich
- Johann von Aragón und Kastilien (1478–1497), Prinz von Spanien
- Johann von Aragonien (1439–1475), aragonischer Erzbischof, Politiker und Oberbefehlshaber
- Johann von Arsuf († 1258), Herr von Arsuf, Konstabler und Bailli von Jerusalem
- Johann von Avesnes (1218–1257), Graf von Hennegau (1246–1257)
- Johann von Bardewik († 1290), deutscher Politiker und Bürgermeister der Hansestadt Lübeck
- Johann von Batrun († 1277), Herr von Batrun
- Johann von Bieberstein († 1424), böhmischer Freiherr, Widersacher von König Wenzel IV.
- Johann von Böhmen (1296–1346), König von Böhmen und Erbkönig von PolenJohann von Böhmen (1296–1346)

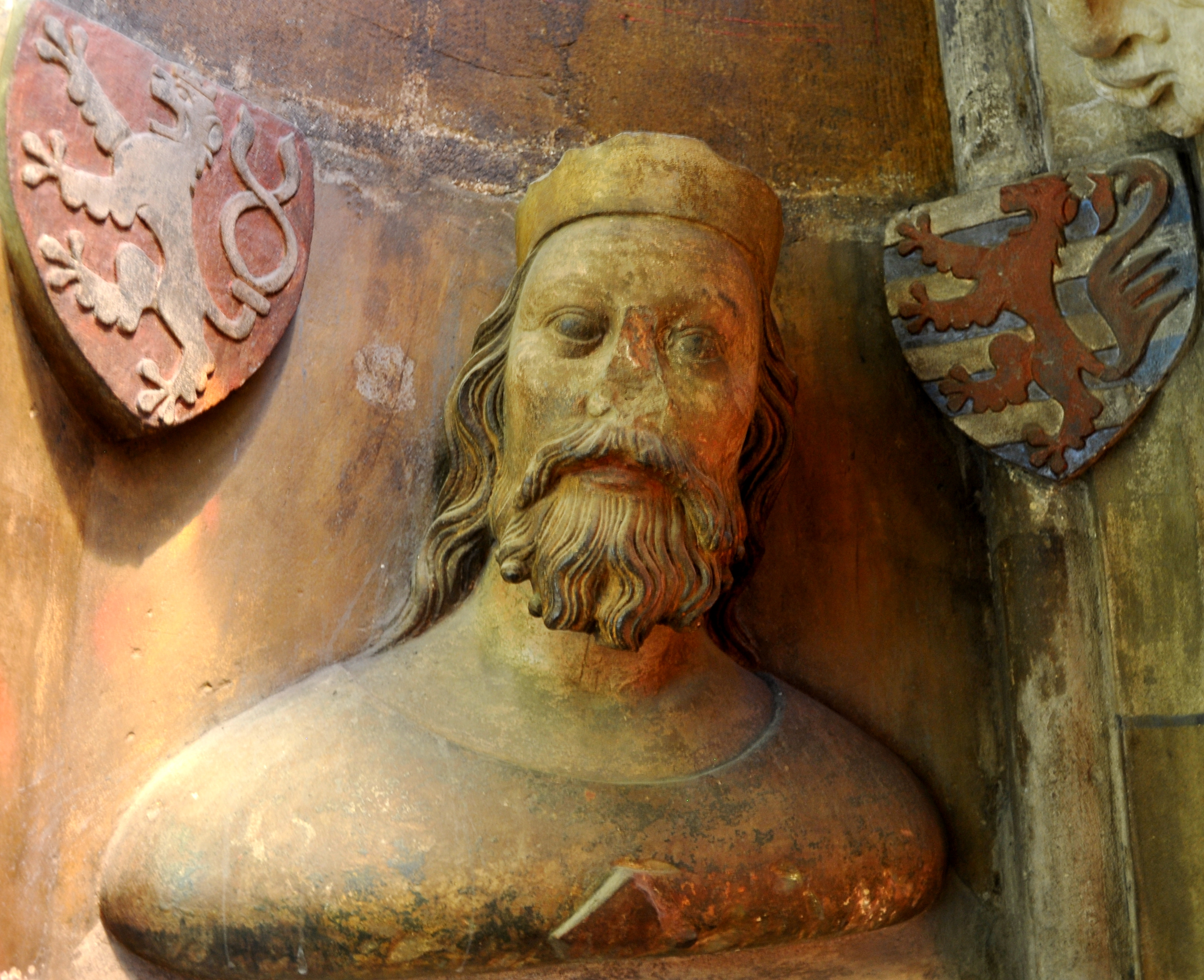
Johann von Böhmen (1296–1346)

- Johann von Braine (1198–1239), Graf von Vienne und Mâcon
- Johann von Brandenburg († 1292), Bischof von Havelberg (1290–92)
- Johann von Brandenburg-Ansbach-Kulmbach (1493–1525), Vizekönig von Valencia
- Johann von Braunschweig-Grubenhagen († 1367), Propst des Stifts Sankt Alexandri zu Einbeck (Niedersachsen)
- Johann von Brienne († 1237), französischer Kreuzritter, König von Jerusalem und Mitkaiser von KonstantinopelJohann von Brienne († 1237)

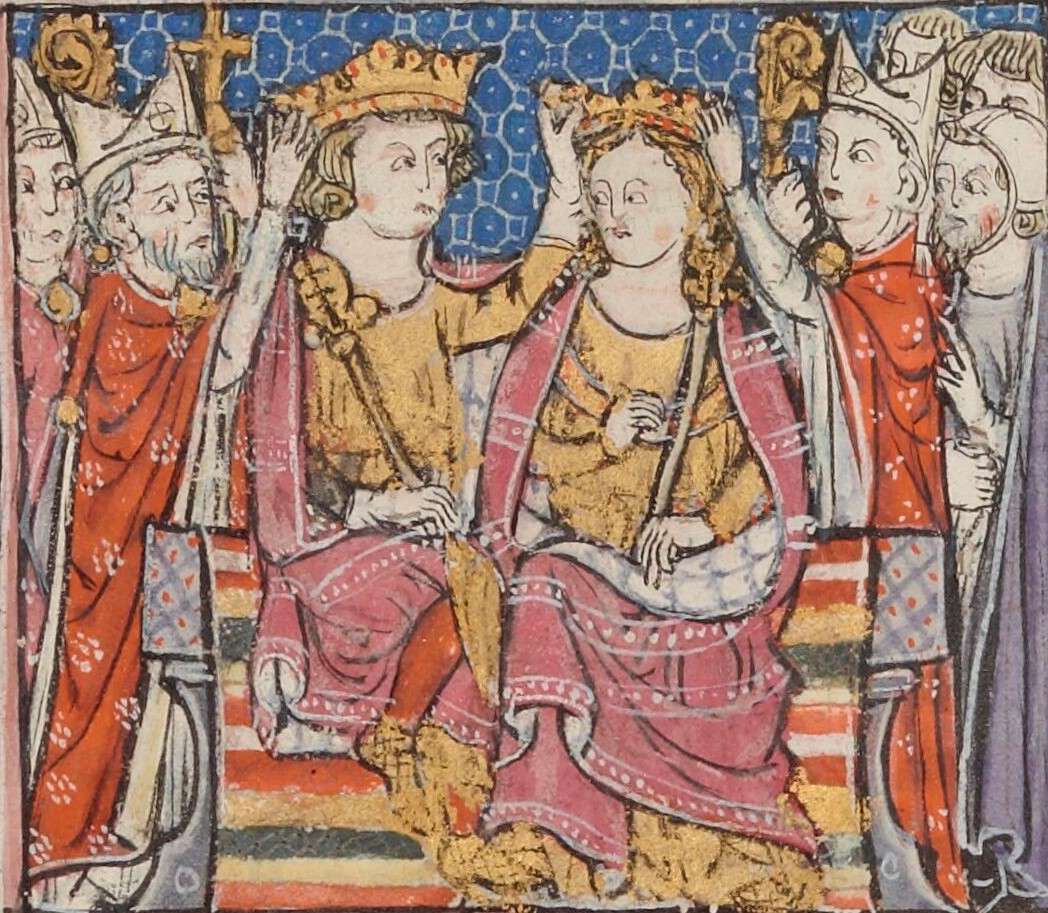
Johann von Brienne († 1237)

- Johann von Bucca († 1430), Bischof von Leitomischl und Olmütz, Administrator von Prag und Waitzen, Kardinal
- Johann von Buch, Glossator des Sachsenspiegels
- Johann von Burgund (1231–1268), Graf von Charolais und Herr von Bourbon
- Johann von Caesarea, Herr von Caesarea
- Johann von Capua, italienischer Schriftsteller
- Johann von Clotten († 1401), Ritter, Amtmann und Burggraf
- Johann von Clotten († 1383), deutscher Kanoniker und Domherr in Trier
- Johann von Coimbra († 1457), Herzog von Coimbra
- Johann von Cossie, Herr von Cossie, Kämmerer von Jerusalem
- Johann von Czarnikau († 1387), polnischer Chronist und Politiker
- Johann von Damiette (1250–1270), Sohn des Königs Ludwig IX. von Frankreich und der Margarete von Provence
- Johann von der Pfalz (1488–1538), Bischof von Regensburg
- Johann von Diepholz († 1253), Bischof von Minden
- Johann von Durazzo, Graf von Gravina, Fürst von Achaia, Herzog von Durazzo
- Johann von England (1266–1271), englischer Prinz
- Johann von Erwitte, Marschall von Westfalen
- Johann von Évreux († 1193), Bischof von Évreux, Kreuzfahrer
- Johann von Falkenstein, Abt des Klosters St. Georgen im Schwarzwald
- Johann von Farabel, Herr von Le Puy
- Johann von Flandern († 1292), Bischof von Lüttich und Metz
- Johann von Fleckenstein († 1436), Bischof von Basel
- Johann von Frankenstein, Johannitermönch und Dichter
- Johann von Gibelet, Marschall von Jerusalem
- Johann von Gischala, Anführer während des jüdischen Aufstands gegen Rom
- Johann von Glogau († 1507), Philosoph und Mathematiker
- Johann von Grandson, Maler
- Johann von Gützkow, Herr von Gützkow
- Johann von Jaffa (1215–1266), Regent von Jerusalem, Graf von Jaffa, Herr von Ramla
- Johann von Jandun († 1328), averroistischer Philosoph, Theologe und politischer Theoretiker
- Johann von Jenstein († 1400), Bischof von Meißen, Erzbischof von Prag, Patriarch von Alexandrien, Kanzler des Königs Wenzel IV.
- Johann von Kaltental (I.), Burggraf von Kaltental
- Johann von Kaltental (II.), Burggraf von Kaltental
- Johann von Kittlitz († 1408), Bischof von Lebus und Meißen
- Johann von Konstanz († 1321), Dominikaner, Weihbischof in Köln
- Johann von Konstanz, mittelhochdeutscher Minnesänger
- Johann von Kralowitz, böhmischer Krieger der Hussiten
- Johann von Küstrin (1513–1571), Markgraf von Brandenburg-KüstrinJohann von Küstrin (1513–1571)

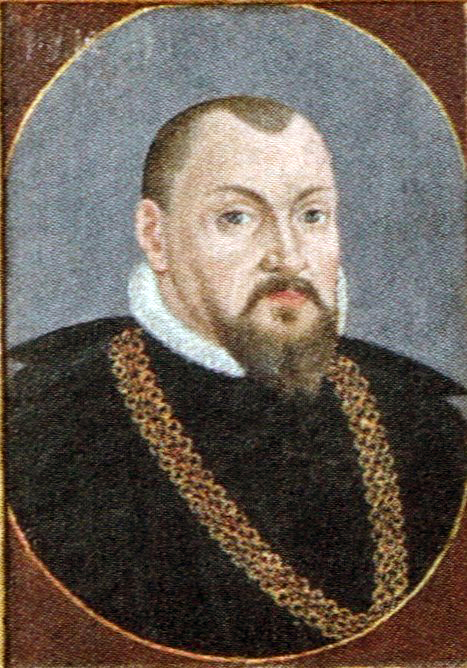
Johann von Küstrin (1513–1571)

- Johann von Landen, Buchdrucker der Inkunabelzeit in Köln
- Johann von Lannoy (1410–1493), Ritter des Ordens vom Goldenen Vlies
- Johann von Lichtenberg († 1365), Bischof von Straßburg
- Johann von Limburg-Styrum († 1364), deutscher Adliger
- Johann von Luxemburg-Ligny († 1373), Bischof von Straßburg, Erzbischof von Mainz
- Johann von Mayrhofen († 1402), Bischof von Gurk
- Johann von Meda (1100–1159), italienischer Mönch und Gründer des Humiliaten-Ordens
- Johann von Mengede († 1469), Landmeister des Deutschen Ordens
- Johann von Merveldt († 1440), Domherr in Münster
- Johann von Montfort († 1283), Herr von Toron und Tyrus
- Johann von Montfort-Castres († 1300), Herr von Castres, Graf von Squillace, Kämmerer und Generalkapitän des Königs von Neapel
- Johann von Moosburg († 1409), römisch-katholischer Bischof
- Johann von Nassau-Dillenburg, Graf von Nassau-Dillenburg, Dompropst in Münster und Domherr in Köln
- Johann von Nassau-Wiesbaden-Idstein († 1419), Erzbischof von Mainz
- Johann von Österreich (1782–1859), österreichischer Erzherzog; Modernisierer der Steiermark; ReichsverweserJohann von Österreich (1782–1859)

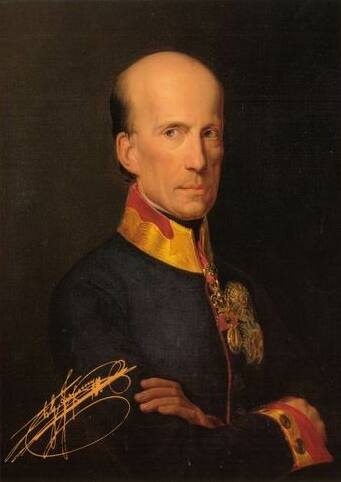
Johann von Österreich (1782–1859)

- Johann von Pannwitz († 1446), Weihbischof, Generalvikar und Offizial in Breslau sowie Titularbischof von Symbalon
- Johann von Pernstein († 1475), mährischer Adliger, Oberstkämmerer des Landgerichts Brünn und Statthalter von Mähren
- Johann von Pfalz-Mosbach (1443–1486), Prinz aus dem Hause Wittelsbach, Domherr und Dompropst
- Johann von Pfalz-Simmern († 1475), Bischof von Münster und Erzbischof von Magdeburg
- Johann von Portugal († 1397), Infant von Portugal
- Johann von Portugal (1400–1442), Herzog von Aveiro
- Johann von Posilge, preußischer Chronist des Mittelalters
- Johann von Revellis († 1529), Bischof von Wien
- Johann von Ringgenberg, mittelhochdeutscher Spruchdichter
- Johann von Roubaix (1369–1449), Graf von Roubaix
- Johann von Sachsen (1498–1537), Erbprinz von Sachsen
- Johann von Savoyen († 1522), Bischof von Genf
- Johann von Sax († 1427), Schweizer Freiherr und Graf
- Johann von Schepenstede, Ratsherr der Hansestadt Lübeck
- Johann von Schleswig-Holstein-Gottorf (1606–1655), Fürstbischof von Lübeck
- Johann von Schweden (1589–1618), schwedischer Prinz, Herzog von Östergötland und Herzog von Finnland
- Johann von Sierck († 1305), Bischof von Toul und Utrecht
- Johann von Soest, Maler
- Johann von Tiefen († 1497), Hochmeister des Deutschen Ordens
- Johann von Valle († 1351), Franziskaner-Laienbruder und Klostergründer
- Johann von Venningen († 1478), Bischof von Basel
- Johann von Vienne († 1382), Bischof von Basel und Metz, Erzbischof von Besançon
- Johann von Viermund († 1510), Herr von Nordenbeck
- Johann von Viktring, Geschichtsschreiber, Abt des Zisterzienserklosters Viktring bei Klagenfurt
- Johann von Waldow († 1423), Bischof von Brandenburg und Bischof von Lebus
- Johann von Waldow († 1424), Bischof von Lebus
- Johann von Wedel, Vogt in der Neumark
- Johann von Wesel (1425–1481), Theologe
- Johann von Wiesbaden, deutsch-französischer Arzt
- Johann von Würzburg, mittelhochdeutscher Dichter

#### Johann W
- Johann Wilhelm (1530–1573), Herzog von Sachsen-Weimar
- Johann Wilhelm (1562–1609), Bischof des Bistums Münster (1574–1584) und Herzog von Jülich-Kleve-Berg (1592–1609)
- Johann Wilhelm (1658–1716), Pfalzgraf und Herzog von der Pfalz-Neuburg, Herzog von Jülich und Berg sowie Kurfürst von der PfalzJohann Wilhelm (1658–1716)

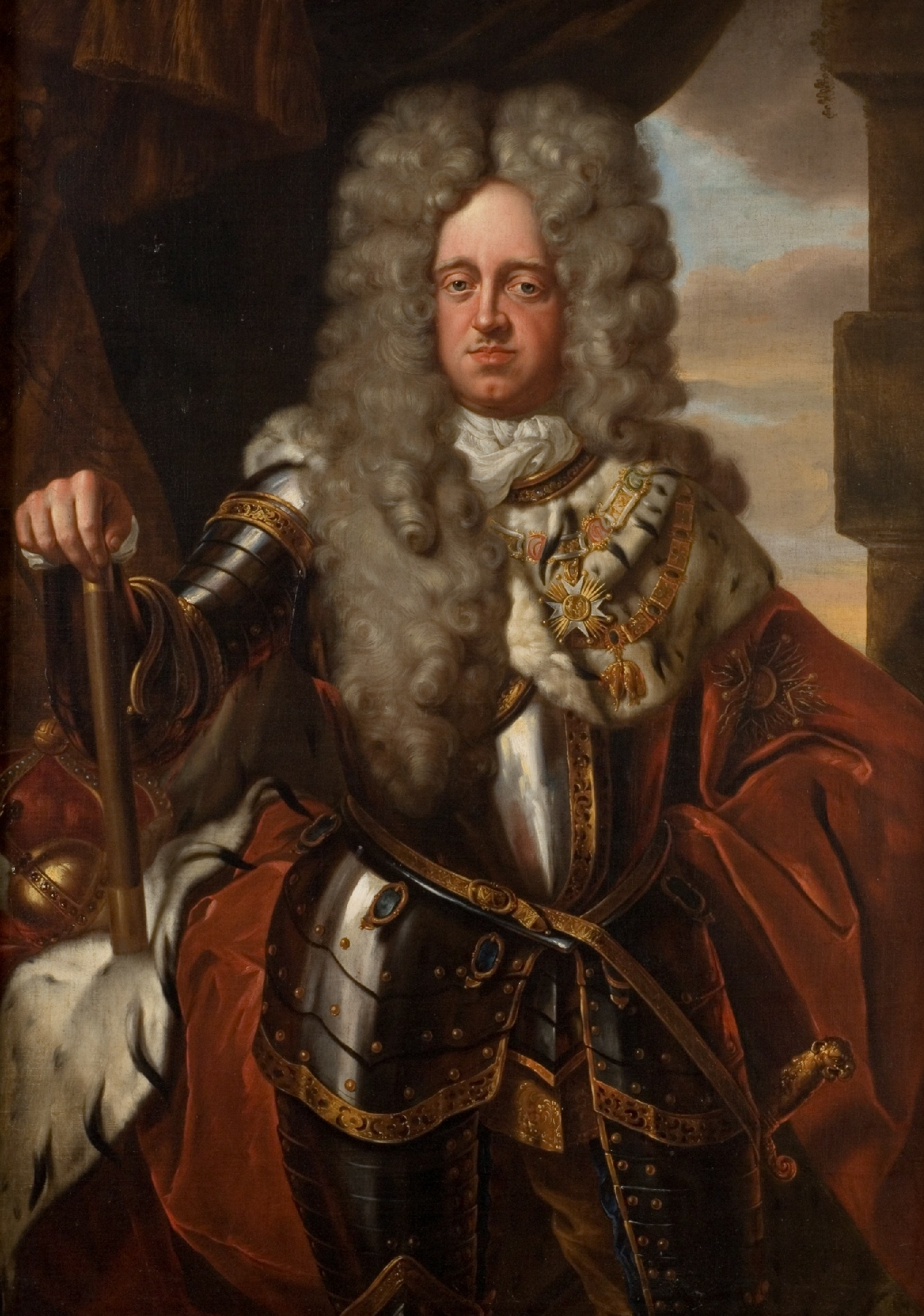
Johann Wilhelm (1658–1716)

- Johann Wilhelm (1666–1729), Herzog von Sachsen-Eisenach
- Johann Wilhelm (1675–1690), Herzog von Sachsen-Jena
- Johann Wilhelm Friso (1687–1711), Fürst von Nassau-Dietz, Titularfürst von OranienJohann Wilhelm Friso (1687–1711)

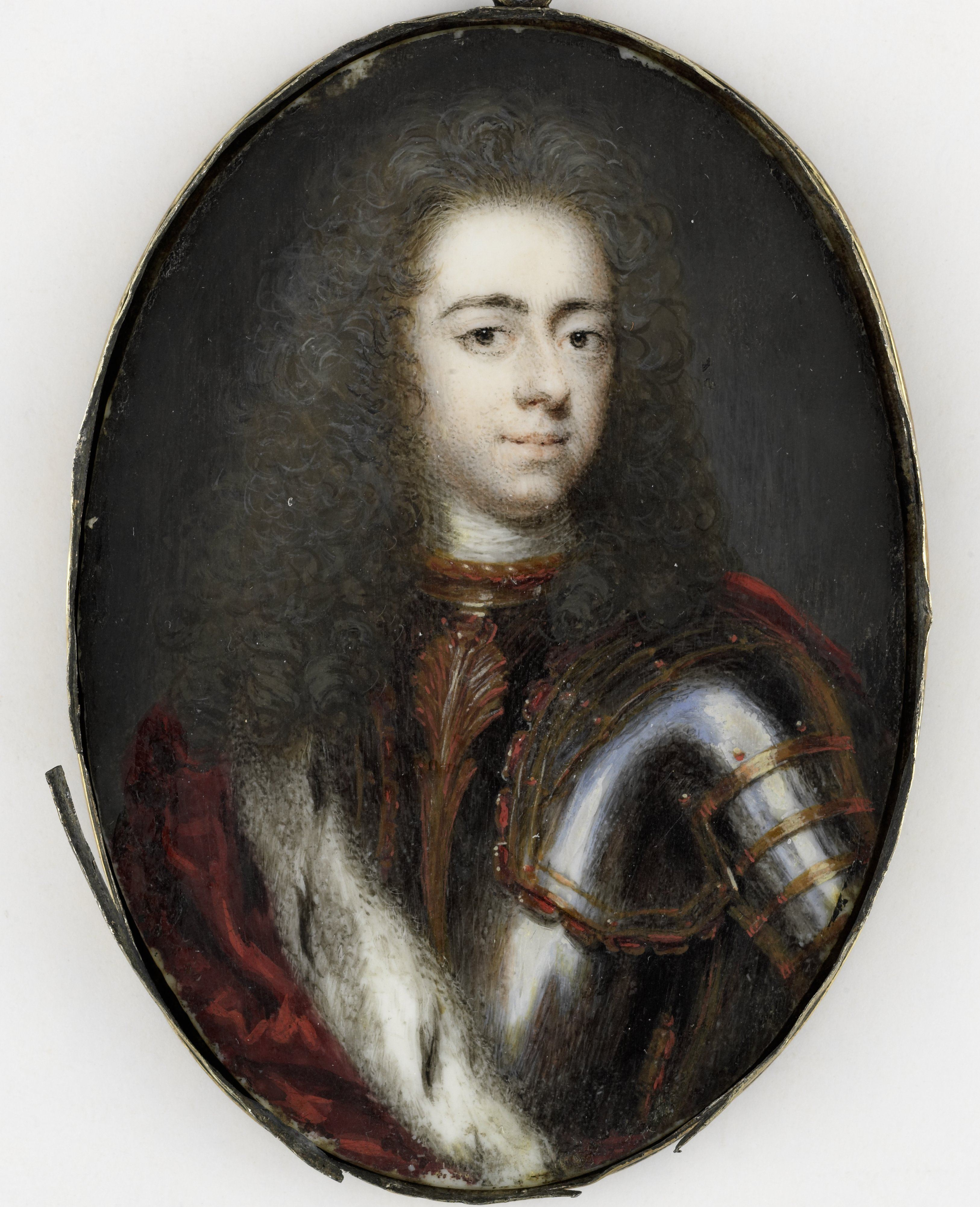
Johann Wilhelm Friso (1687–1711)

- Johann Wilhelm von Sachsen-Altenburg (1600–1632), Herzog von Sachsen-Altenburg
- Johann Wilhelm von Sachsen-Coburg-Saalfeld (1726–1745), Herzog von Sachsen-Coburg-Saalfeld
- Johann Wilhelm von Sachsen-Gotha-Altenburg (1677–1707), Prinz von Sachsen-Gotha-Altenburg und kaiserlicher General
- Johann Wolthus von Herse, Ordensmeister des Livländischen Ordens (1470–1471)
- Johann Wulfing von Schlackenwerth († 1324), Bischof von Brixen, Fürstbischof von Bamberg und Freising

#### Johann X
- Johann XX. von Dalberg (1455–1503), Bischof von Worms und Kanzler der Universität Heidelberg

#### Johann Z
- Johann zu Putlitz († 1331), Bischof von Schwerin

### Johann,
- Johann, Alexius (1753–1826), deutscher Ordensgeistlicher, Komponist und Uhrmacher
- Johann, Alfred E. (1901–1996), deutscher Journalist und Reiseschriftsteller
- Johann, Andreas, deutscher Behindertensportler
- Johann, Baptist (1765–1826), deutscher Ordensgeistlicher und Uhrmacher
- Johann, Cameron (* 1972), US-amerikanischer Filmproduzent und Schauspieler
- Johann, Ernst (1909–1980), deutscher Schriftsteller und Journalist
- Johann, Franz (* 1996), deutscher Radiomoderator, Sprecher und Reporter
- Johann, Hermann Heinrich (1821–1884), deutscher Landschaftsmaler
- Johann, Hubert-Peter (1933–2001), deutscher Ingenieur und Umweltexperte
- Johann, Michael (* 1963), österreichischer Land- und Forstwirt, Politiker (GRÜNE), Landtagsabgeordneter
- Johann, Sandra (* 1985), deutsche Politikerin (CDU), MdL
- Johann, Zita (1904–1993), ungarisch-amerikanische Schauspielerin

### Johanna
- Johanna, Ehefrau des Dogen von Venedig
- Johanna (1200–1244), Gräfin von Flandern und Hennegau
- Johanna (1220–1271), Gräfin von Toulouse
- Johanna (1258–1292), Gräfin der Grafschaft Blois, der Grafschaft Chartres und der Grafschaft Dunois und Herrin von Guise (Aisne)
- Johanna (1322–1406), Herzogin von Brabant und Limburg
- Johanna, Gräfin von Saarbrücken
- Johanna (1479–1555), Königin von Kastilien und Aragonien, Titularherzogin von BurgundJohanna (1479–1555)

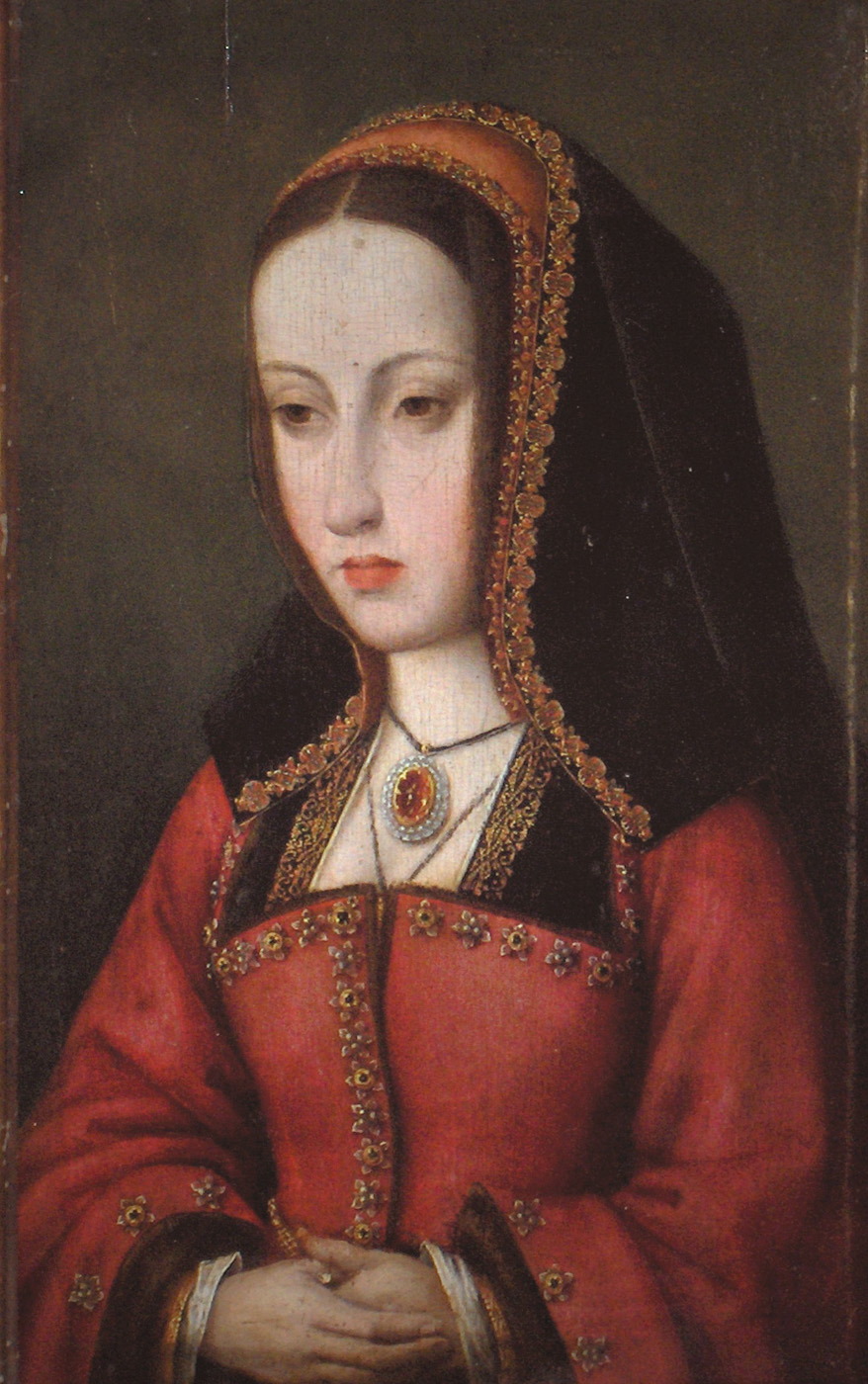
Johanna (1479–1555)

- Johanna († 1543), Gräfin von Neuchâtel
- Johanna Charlotte von Anhalt-Dessau (1682–1750), Markgräfin von Brandenburg-Schwedt, Äbtissin von Herford
- Johanna Chusa, Frau des Chusa, eines Beamten des Herodes Antipas
- Johanna Elisabeth von Baden-Durlach (1680–1757), Herzogin von Württemberg
- Johanna Elisabeth von Brandenburg-Ansbach (1651–1680), Markgräfin von Brandenburg-Ansbach
- Johanna Elisabeth von Nassau-Hadamar (1619–1647), Gräfin von Nassau-Hadamar, durch Heirat Fürstin von Anhalt-Harzgerode
- Johanna Elisabeth von Schleswig-Holstein-Gottorf (1712–1760), Fürstin von Anhalt-Zerbst, Mutter der Zarin Katharina II.
- Johanna Franziska von Hohenzollern-Sigmaringen (1765–1790), Fürstin zu Salm-Kyrburg
- Johanna Gabriele von Österreich (1750–1762), Erzherzogin von ÖsterreichJohanna Gabriele von Österreich (1750–1762)

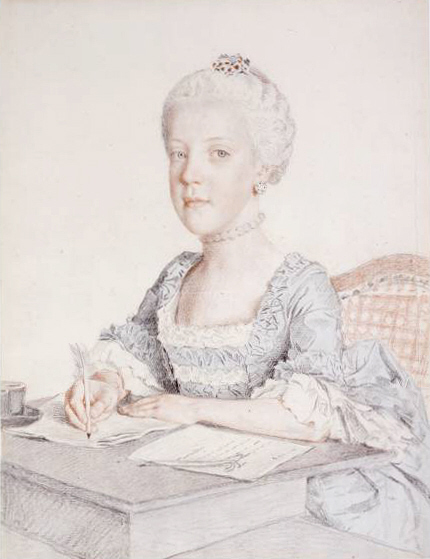
Johanna Gabriele von Österreich (1750–1762)

- Jóhanna Guðrún Jónsdóttir (* 1990), isländische Sängerin
- Johanna I. (1273–1305), Königin von Frankreich (1285–1305), Königin von Navarra (1274–1305), Gräfin von Champagne (1274–1305)
- Johanna I. († 1382), Königin von Neapel, Titularkönigin von Jerusalem und Gräfin der Provence
- Johanna I. (1326–1360), Gräfin von Auvergne und Boulogne und durch Heirat Königin von Frankreich
- Johanna II. († 1330), Pfalzgräfin von Burgund, durch Heirat Königin von Frankreich und Navarra
- Johanna II. (1311–1349), Königin von Navarra (1328–1349); Gräfin der Champagne (1316–1335)
- Johanna II. (1373–1435), Königin von Neapel und Titularkönigin von Jerusalem
- Johanna II. (* 1378), Gräfin von Auvergne und Boulogne
- Johanna III. (1308–1347), älteste Tochter des französischen Königs Philipp V.
- Johanna III. (1528–1572), Königin von NavarraJohanna III. (1528–1572)

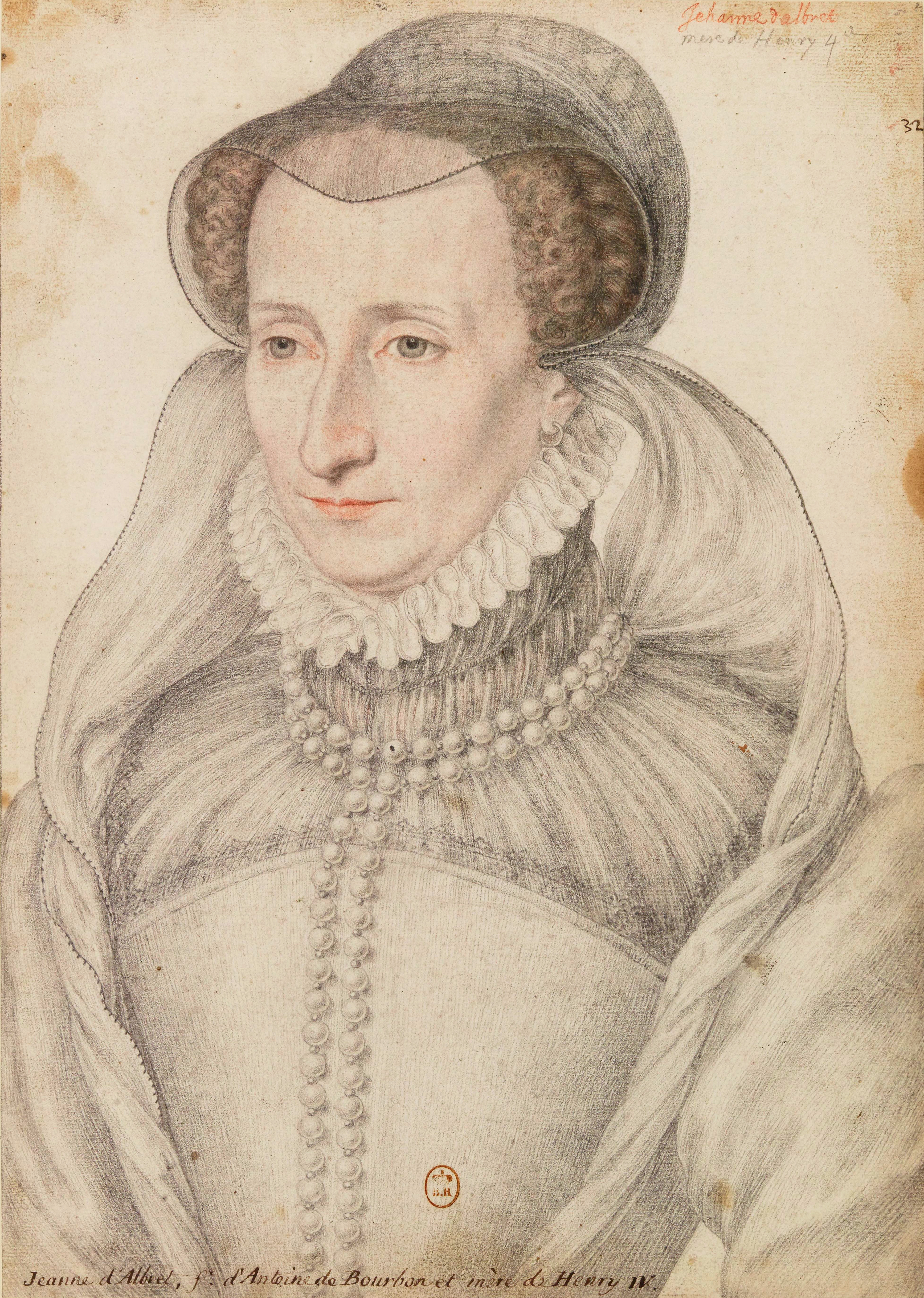
Johanna III. (1528–1572)

- Johanna Magdalena von Sachsen-Altenburg (1656–1686), Prinzessin von Sachsen-Altenburg und Herzogin von Sachsen-Weißenfels-Querfurt
- Jóhanna Margrét Sigurðardóttir (* 2002), isländische Handballspielerin
- Johanna Maria de Maillé (1331–1414), französische Heilige
- Jóhanna María Sigmundsdóttir (* 1991), isländische Politikerin (Fortschrittspartei)
- Jóhanna Sigurðardóttir (* 1942), isländische Politikerin (Allianz)
- Johanna Sophie von Bayern († 1410), Ehefrau Albrechts IV. von Österreich
- Johanna von Bayern (1362–1386), Ehefrau des römisch-deutschen Königs Wenzel
- Johanna von Bourbon (1338–1378), durch Heirat Königin von Frankreich
- Johanna von Burgund, Königin von Frankreich
- Johanna von Clermont († 1252), Tochter Philipp Hurepels und der Mathilde von Dammartin, Gräfin von Clermont; Gräfin von Mortain
- Johanna von Dammartin († 1279), Gräfin von Ponthieu und Aumale, Königin von Kastilien und León
- Johanna von Dreux (1319–1384), Gräfin von Penthièvre und Titular-Herzogin der Bretagne während des Bretonischen Erbfolgekriegs
- Johanna von Durazzo (1344–1387), Herzogin von Durazzo
- Johanna von England (1165–1199), Königin von Sizilien, Gräfin von Toulouse
- Johanna von England (1210–1238), Ehefrau von Alexander II. von Schottland
- Johanna von England (1272–1307), Countess of Hertford and Gloucester
- Johanna von England (1321–1362), Königin von Schottland
- Johanna von Évreux (1310–1371), Königin von Frankreich (1326–1328)
- Johanna von Flandern († 1333), französische Aristokratin und Geistliche
- Johanna von Flandern (1295–1374), Herzogin von Bretagne
- Johanna von Genf, Gräfin von Savoyen
- Johanna von Hohenzollern-Berg (1727–1787), Gräfin von Berg-s'Heerenberg, Fürstin von Hohenzollern-Sigmaringen
- Johanna von Kastilien (1462–1530), portugiesische Königin
- Johanna von Navarra († 1437), navarresische Prinzessin, Herzogin von Bretagne, Queen Consort von England
- Johanna von Österreich (1547–1578), Renaissancefürstin
- Johanna von Pfalz-Simmern (1512–1581), Äbtissin im Kloster Marienberg, Boppard
- Johanna von Pfirt (1300–1351), Herzogin von Österreich aus dem Hause HabsburgJohanna von Pfirt (1300–1351)

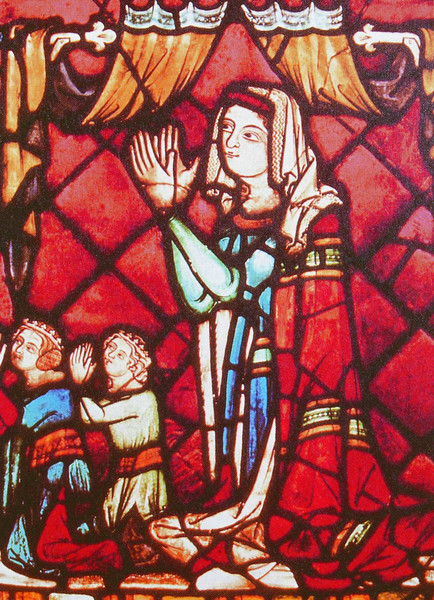
Johanna von Pfirt (1300–1351)

- Johanna von Portugal (1439–1475), Königin von Kastilien
- Johanna von Portugal (1452–1490), portugiesische Prinzessin aus dem Haus Avis
- Johanna von Rosental († 1475), böhmische Königin, Frau des Königs Georg von Podiebrad
- Johanna von Spanien (1535–1573), Habsburgerin, Tochter Karls V., Mutter von Sebastian v. Portugal
- Johanna von Valois († 1352), Gräfin von Hennegau, Holland und Zeeland
- Johanna von Wales († 1237), Fürstin von Gwynedd in Nordwales
- Johanna zu Lahde, Priorin des Dominikanerinnen-Klosters Lahde

### Johanne

#### Johannek
- Johänneken († 1287), Junge, der unter ungeklärten Umständen verschwand, angebliches Opfer einer Ritualmordlegende

#### Johannes
- Johannes, ApostelJohannes

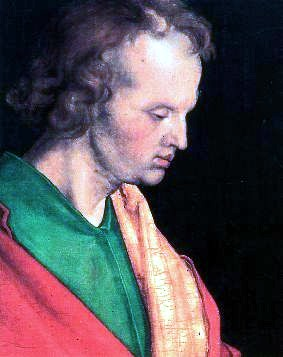
Johannes

- Johannes, Bischof von Orkney, Titularbischof von Gardar und Weihbischof
- Johannes, Evangelist
- Johannes, Klostergründer, Vorsteher
- Johannes, Titularbischof und Weihbischof
- Johannes, Titularbischof von Constantia und Weihbischof
- Johannes, Titularbischof von Laodicea, 1410 als Weihbischof in Roskilde und 1412 in Lund bezeugt
- Johannes, Titularbischof von Tana und Weihbischof
- Johannes, Titularbischof „Maieriensis“ und Weihbischof
- Johannes († 425), weströmischer KaiserJohannes († 425)

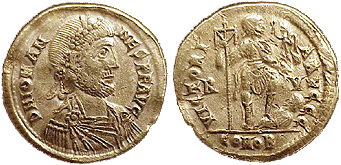
Johannes († 425)

- Johannes († 441), oströmischer Heermeister
- Johannes, römischer Heermeister und Feldherr
- Johannes († 615), byzantinischer Exarch von Ravenna
- Johannes, angeblicher byzantinischer Usurpator auf Sizilien
- Johannes († 1187), Erzbischof von Schweden
- Johannes, spätantiker griechischer Philosoph und Naturwissenschaftler
- Johannes, Klosterpropst zu Uetersen
- Johannes († 1457), Titularbischof und Weihbischof in Münster
- Johannes (1609–1651), Landgraf von Hessen-Braubach, Offizier und Mitglied der Fruchtbringenden Gesellschaft

##### Johannes A – Johannes X

###### Johannes A
- Jóhannes á Borg (1883–1968), isländischer Ringer, Zirkuskünstler und Hotelier
- Johannes Abezier († 1424), deutscher Fürstbischof
- Johannes Actuarius, griechischer Arzt in Konstantinopel
- Johannes Afflacius, Arzt und Autor
- Johannes Andreae († 1348), italienischer Rechtsgelehrter
- Johannes Angelos († 1348), byzantinischer Aristokrat, Heerführer und Provinzgouverneur von Epirus und Thessalien
- Johannes Angelos Dukas, byzantinischer Kaisar, Bruder von Isaak II. und Alexios III.
- Johannes Asanes, byzantinischer Despot, Heerführer und Provinzgouverneur, Schwager von Kaiser Johannes VI. Kantakuzenos
- Johannes Athalarich († 637), Sohn des byzantinischen Kaisers Herakleios und Usurpator
- Johannes Axuch, byzantinischer General unter den Kaisern Johannes II. und Manuel I.

###### Johannes B
- Jóhannes B. Jóhannesson (* 1973), isländischer Snookerspieler
- Johannes bar Penkaje, ostsyrischer Mönch
- Johannes Borgermester, Domherr zu Schwerin und zu Lübeck
- Johannes Bryennios († 1078), byzantinischer General und Rebell gegen Kaiser Michael VII.
- Johannes Buridan, scholastischer Philosoph, Physiker und Logiker

###### Johannes C
- Johannes Capistranus (1386–1456), italienischer Wanderprediger
- Johannes Cassianus, christlicher Priester, Mönch und Kirchenschriftsteller
- Johannes Chamaretos, byzantinischer Despot auf der Peloponnes in der Zeit des Fürstentums Achaia
- Johannes Chrysostomos († 407), Patriarch von Konstantinopel, Prediger und KirchenlehrerJohannes Chrysostomos († 407)

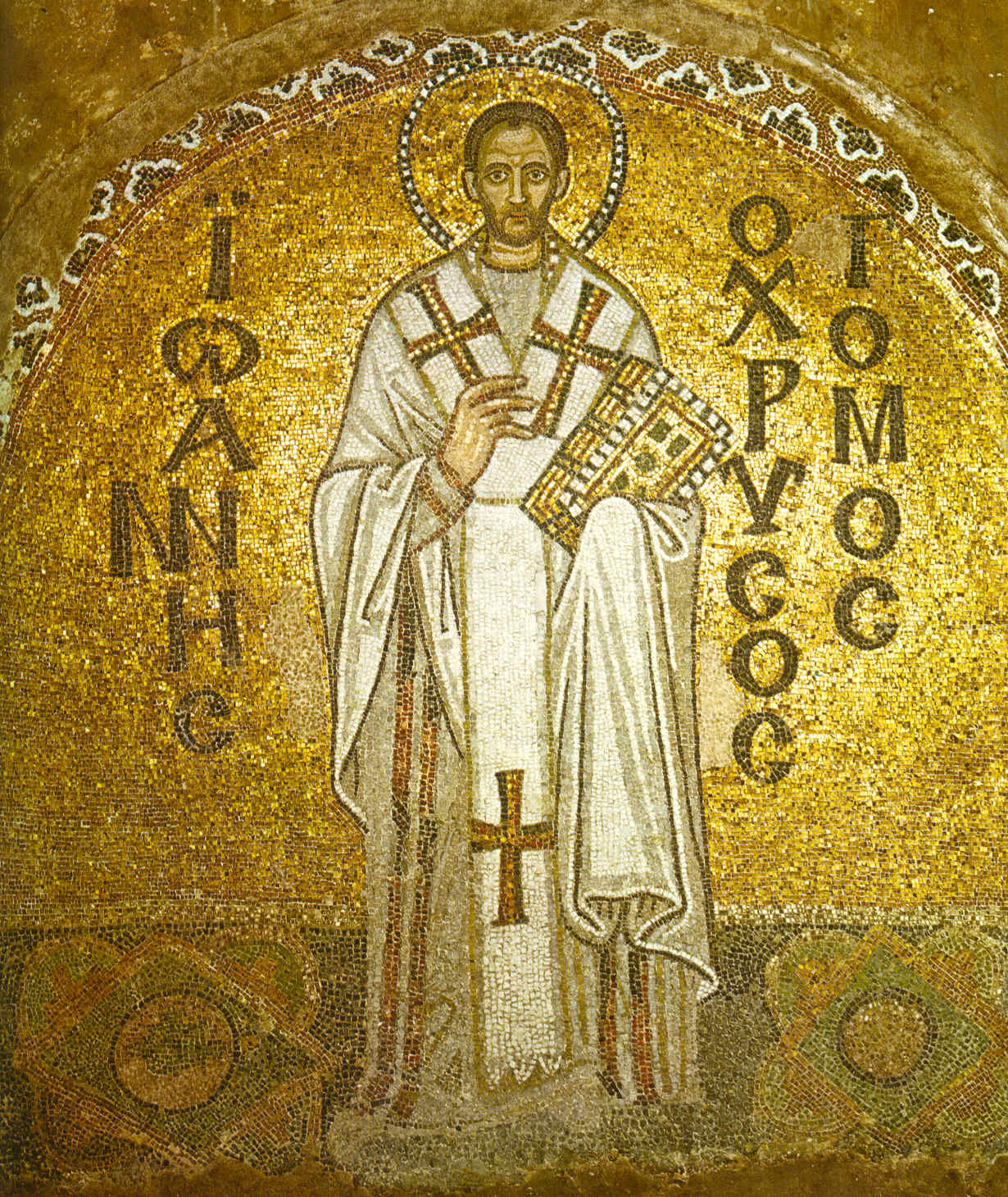
Johannes Chrysostomos († 407)

- Johannes Contractus, franziskanischer Prediger
- Johannes Cottistis († 537), byzantinischer Rebellenführer und Usurpator

###### Johannes D
- Johannes de Bel, deutscher Inkunabeldrucker
- Johannes de Castellione, franziskanischer Prediger
- Johannes de Crivellis († 1432), Skriptor und Abbreviator der päpstlichen Kanzlei
- Johannes de Curia, Domherr in Münster
- Johannes de Fontana (1395–1455), mittelalterlicher Autor einer frühen Darstellung einer Laterna magica (Silhouettenprojektion), um 1420 datiert
- Johannes de Garlandia, Pariser Musiktheoretiker
- Johannes de Garlandia, englischer Hochschullehrer, Dichter und Schriftsteller
- Johannes de Grocheo, französischer Musiktheoretiker
- Johannes de Piscina, Bürgermeister der Stadt Brilon
- Johannes de Plano Carpini († 1252), italienischer Franziskaner, bereiste die Mongolei
- Johannes de Rupescissa, französischer Franziskaner, Alchemist und Visionär
- Johannes de Sacrobosco († 1256), englischer Mathematiker und Astronom
- Johannes de Samekowe († 1322), Ratssekretär und später Ratsherr der Hansestadt Lübeck
- Johannes der Almosengeber, Patriarch von Alexandria und Heiliger der katholischen und der orthodoxen Kirche
- Johannes der Armenier († 533), byzantinischer Offizier
- Johannes der Kalybit, Klausner und Heiliger der katholischen Kirche
- Johannes der Kappadokier, Amtsträger in der zivilen oströmischen Verwaltung (praefectus praetorio per Orientem)
- Johannes der Täufer, christlicher HeiligerJohannes der Täufer

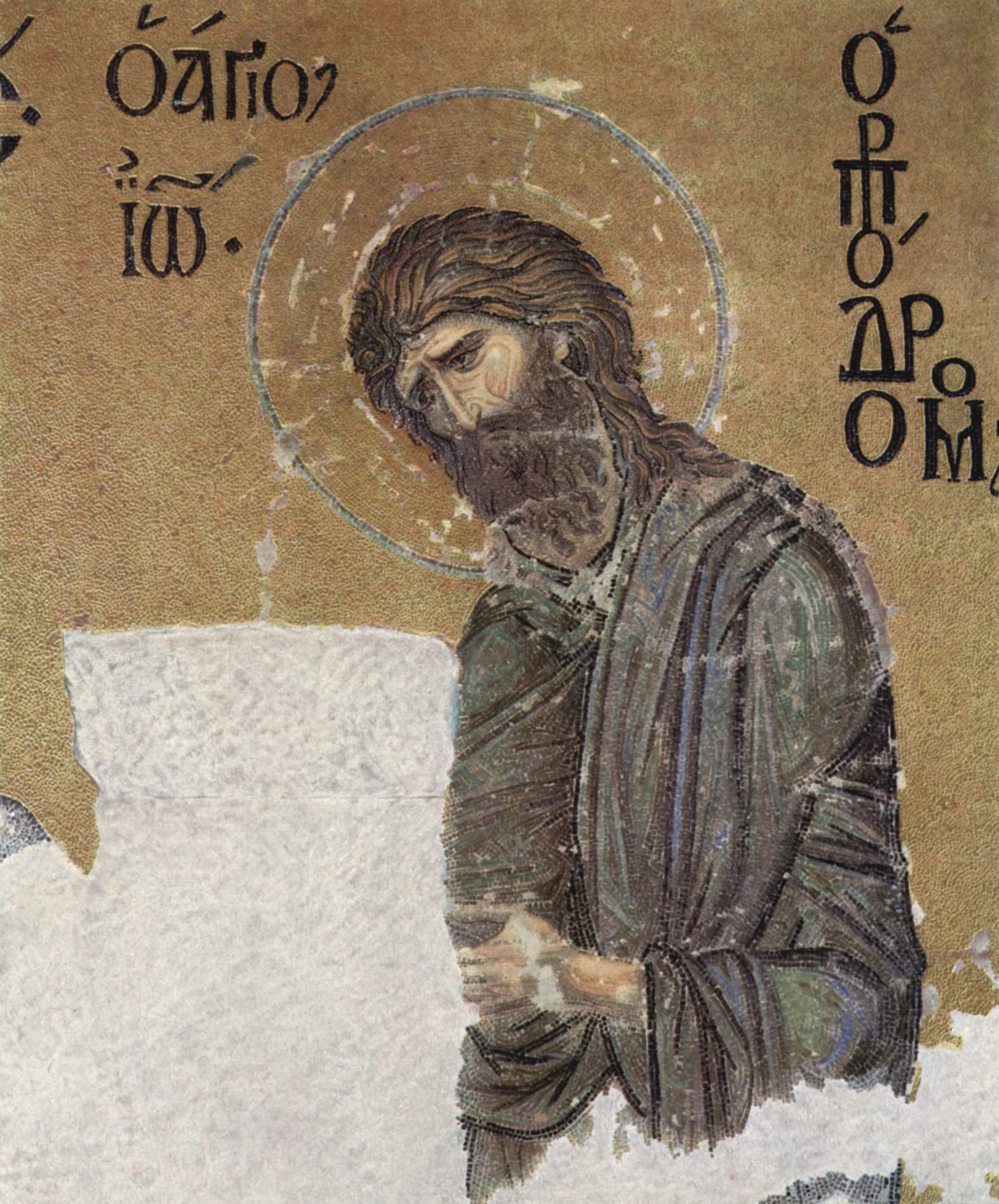
Johannes der Täufer

- Johannes Diaconus, Verfasser einer der ältesten Chroniken Venedigs
- Johannes Drimys, griechischer Priester, Usurpator gegen den byzantinischen Kaiser Andronikos II.
- Johannes Dukas († 1088), byzantinischer Caesar und Gegenkaiser
- Johannes Dukas, byzantinischer Feldherr und Sebastokrator, Onkel von Isaak II.
- Johannes Dukas Batatzes († 1240), byzantinischer Aristokrat, Neffe von Kaiser Johannes III. und Schwiegervater von Kaiser Michael VIII.
- Johannes Dukas Komnenos (* 1128), Statthalter von Zypern
- Johannes Dukas Palaiologos, byzantinischer Despot und General, Bruder von Kaiser Michael VIII.
- Johannes Duns Scotus († 1308), schottischer Theologe und Philosoph der Scholastik

###### Johannes E
- Jóhannes Eðvaldsson (1950–2021), isländischer Fußballspieler

###### Johannes F
- Johannes Fabriciacus, Magister militum von Venedig
- Johannes Franz Eugen von Savoyen (1714–1734), Generalfeldwachtmeister Heiliges Römisches Reich

###### Johannes G
- Johannes Gabalas, byzantinischer Magnat, Herrscher auf Rhodos
- Johannes Gibbus, oströmischer Heermeister und Konsul (499)
- Johannes Glastoniensis, englischer Geschichtsschreiber
- Johannes Gobi (1300–1350), Verfasser der Exemplasammlung Scala coeli
- Johannes Gualbertus († 1073), Heiliger der katholischen Kirche
- Jóhannes Gunnarsson (1897–1972), Bischof und Apostolischer Vikar in Island

###### Johannes H
- Johannes Hake, Arzt und Fürstbischof von Freising
- Jóhannes Haukur Jóhannesson (* 1980), isländischer Schauspieler
- Johannes Hiltalingen von Basel, Magister und Provinzial des Ordens der Augustiner-Eremiten, Bischof von Lombez
- Johannes Hispalensis, spanischer Übersetzer
- Johannes Hymmonides, Geistlicher, Schriftsteller
- Johannes Hyrkanos I. († 104 v. Chr.), Hoherpriester und Herrscher in Israel
- Johannes Hyrkanos II. († 30 v. Chr.), Hoherpriester und Herrscher in Israel

###### Johannes I
- Johannes I., Erzbischof oder Metropolit von Kiew (1008–1035)
- Johannes I. († 526), Papst (vom 13. August 523 bis zum 18. Mai 526)
- Johannes I. († 619), Patriarch von Aquileia
- Johannes I. († 1238), Kaiser von Trapezunt
- Johannes I. († 1273), Abt des Klosters Waldsassen
- Johannes I. († 1334), Abt des Benediktinerklosters in Münsterschwarzach (1318–1334)
- Johannes I. († 1353), Bischof von Leitomischl
- Johannes I., Bischof von Konstanz
- Johannes I. († 1104), Bischof von Speyer (1090–1104)
- Johannes I. Crescentius († 988), Patrizier von Rom
- Johannes I. Dukas Komnenos, Herrscher in Thessalien und Zentralgriechenland
- Johannes I. von Admont († 1202), salzburgischer römisch-katholischer Geistlicher
- Johannes I. von Blankenfelde († 1320), deutscher Politiker, regierender Bürgermeister von Berlin
- Johannes I. von Fischach († 1366), Abt der Reichsabtei St. Ulrich und Afra
- Johannes I. von Salzburg, römisch-katholischer Bischof
- Johannes I. von Schwanden († 1327), Abt des Klosters Einsiedeln
- Johannes II., Abt des Klosters Waldsassen
- Johannes II. († 535), Papst (533–535)
- Johannes II. († 1126), Bischof von Olmütz
- Johannes II. († 1421), Erzbischof von Bremen
- Johannes II. († 417), christlicher Bischof Jerusalems
- Johannes II. (1087–1143), Kaiser von Byzanz (1118–1143)Johannes II. (1087–1143)

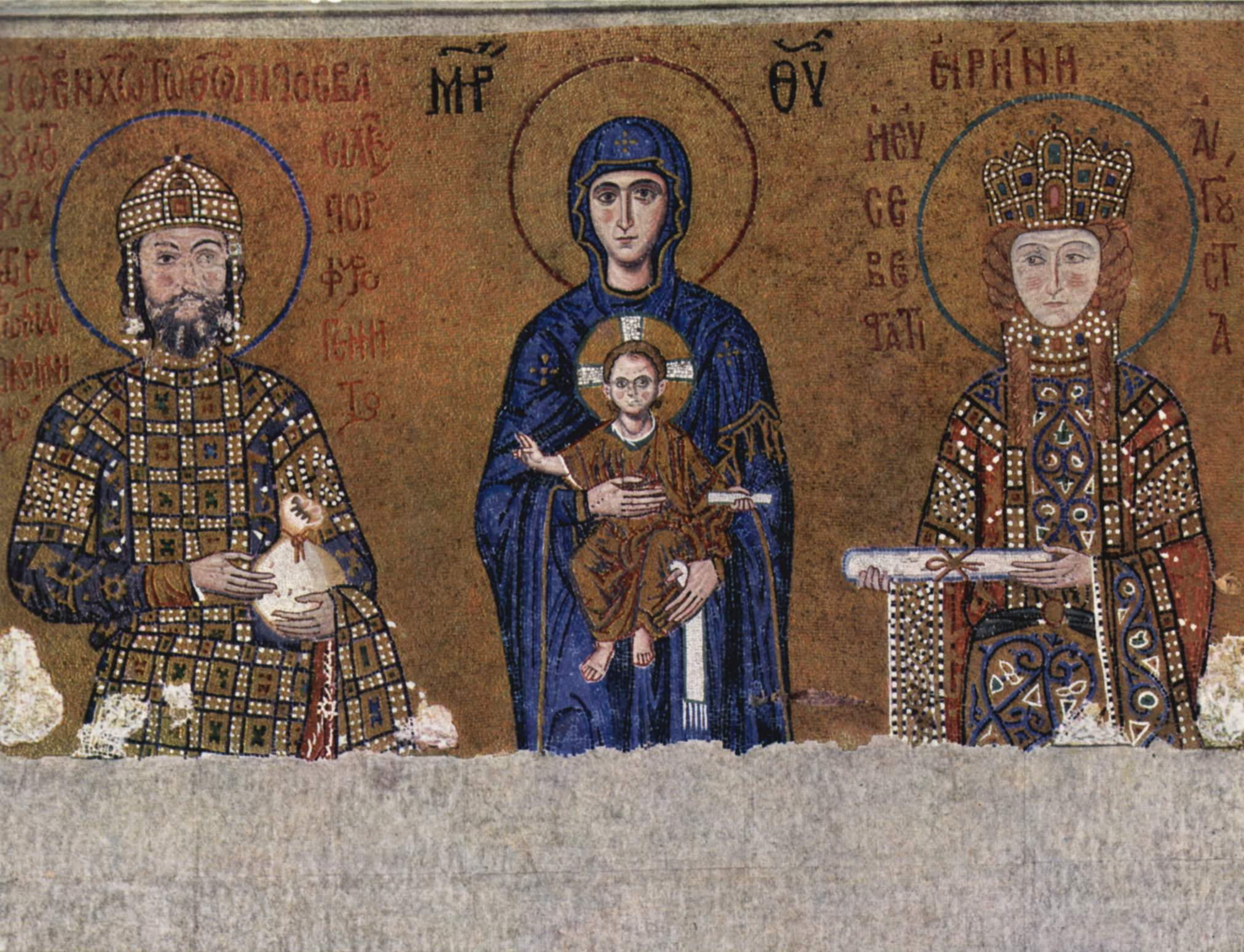
Johannes II. (1087–1143)

- Johannes II. († 1297), Kaiser von Trapezunt
- Johannes II. Crescentius († 1012), römischer Patricius zur Zeit des römisch-deutschen Königs Heinrich II.
- Johannes II. Dukas († 1318), griechischer Herrscher von Thessalien, Enkel von Johannes I. Dukas Komnenos
- Johannes II. Kappadokes († 520), Patriarch von Konstantinopel
- Johannes II. Nix von Hoheneck († 1467), Bischof von Speyer
- Johannes II. von Bokholt († 1331), römisch-katholischer Bischof von Schleswig
- Johannes II. von Hasenburg († 1334), Abt des Klosters Einsiedeln
- Johannes II. von Konstanz († 782), Bischof von Konstanz
- Johannes II. von Waldburg († 1424), deutscher Adliger, Graf
- Johannes II. Wilcken († 1386), deutscher römisch-katholischer Geistlicher, Bischof von Cammin
- Johannes III. († 524), orthodoxer Patriarch von Jerusalem (516–524)
- Johannes III. († 574), Papst (vom 17. Juli 561 bis 574)
- Johannes III. († 1157), Bischof von Olmütz
- Johannes III. (1193–1254), Kaiser von Byzanz im Exil in Nikaia (1222–1254)Johannes III. (1193–1254)

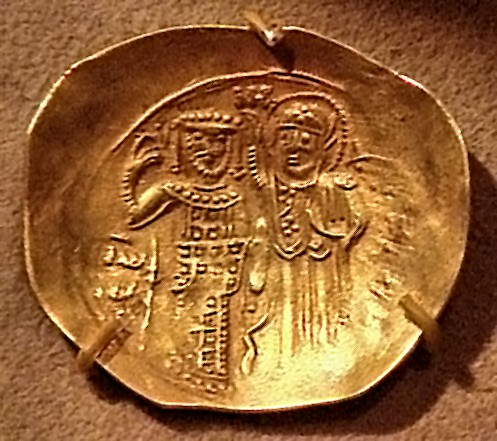
Johannes III. (1193–1254)

- Johannes III. († 1362), Kaiser von Trapezunt
- Johannes III. (* 1797), Negus Negest (Kaiser) von Äthiopien
- Johannes III. von Elbogen, Abt des Klosters Waldsassen
- Johannes Italos, byzantinischer Philosoph
- Johannes IV. († 595), Patriarch von Konstantinopel
- Johannes IV. († 642), Papst (640–642)
- Johannes IV. († 1172), Bischof von Olmütz
- Johannes IV. (* 1250), Kaiser von Byzanz im Exil in Nikaia (1258–1261)
- Johannes IV. (* 1403), Kaiser von Trapezunt
- Johannes IV. Grübel, Abt des Klosters Waldsassen, Abt von Osek
- Johannes IV. von Sachsen-Lauenburg († 1547), Bischof von Hildesheim
- Johannes IX. († 900), Papst (898–900)
- Johannes IX., melchitisch-orthodoxer Patriarch von Jerusalem

###### Johannes K
- Johannes Kaiode, Weihbischof in Köln (1352–1354), Titularbischof von Skopje
- Johannes Kaminiates, byzantinischer Geschichtsschreiber
- Johannes Kantakuzenos, byzantinischer General und Kaisar, Schwager Isaaks II., evtl. später Separatist auf der Peloponnes in der Zeit des Vierten Kreuzzugs
- Johannes Kantakuzenos der Jüngere, byzantinischer Prinz
- Johannes Kinnamos, byzantinischer Geschichtsschreiber
- Johannes Klimakos, orthodoxer Heiliger, Mönch und griechischer asketischer SchriftstellerJohannes Klimakos

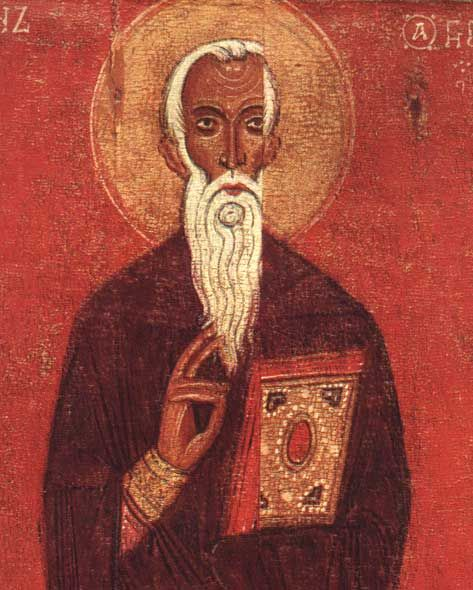
Johannes Klimakos

- Johannes Komnenos († 1067), byzantinischer Militärbefehlshaber, Bruder von Kaiser Isaak I. und Vater von Kaiser Alexios I.
- Johannes Komnenos, byzantinischer Gouverneur von Dyrrhachion, Neffe von Kaiser Alexios I.
- Johannes Komnenos (* 1159), byzantinischer Mitkaiser, Sohn von Andronikos I.
- Johannes Komnenos Asen, bulgarischer Adliger und serbischer Despot von Valona
- Johannes Komnenos Batatzes († 1182), byzantinischer General, Neffe von Kaiser Manuel I.
- Johannes Komnenos der Dicke, byzantinischer Usurpator gegen Kaiser Alexios III.
- Johannes Komnenos Dukas († 1244), byzantinischer Herrscher von Thessaloniki, Sohn von Theodoros I. Komnenos Dukas
- Johannes Kurkuas, byzantinischer Feldherr

###### Johannes L
- Johannes Limpidarios, byzantinischer Militärführer und Separatist in Thrakien
- Johannes Luf von Kleve gen. von Kervenheim († 1313), Dompropst in Münster (1310–1313)
- Johannes Lydos (* 490), spätantiker römischer Beamter und Schriftsteller

###### Johannes M
- Johannes Malalas, byzantinischer Historiker
- Johannes Mandakuni (403–490), armenischer Geistlicher und Theologe
- Johannes Maron I. († 707), maronitischer Patriarch
- Johannes Mauburnus († 1502), niederländischer Augustiner-Chorherr, Theologe und Erbauungsschriftsteller
- Johannes Mystakon (545–591), Feldherr des oströmischen Reiches

###### Johannes N
- Johannes Nepomuk († 1393), Priester und MärtyrerJohannes Nepomuk († 1393)

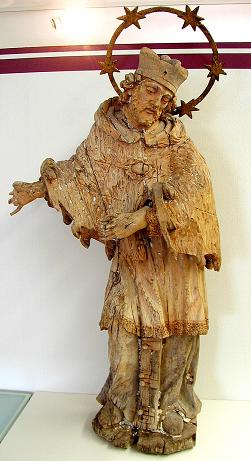
Johannes Nepomuk († 1393)

###### Johannes O
- Johannes Orphanotrophos, Eunuch im byzantinischen Reich
- Johannes Otto von Münsterberg († 1416), deutscher Theologe (katholisch), Hochschullehrer und Rektor der Universitäten Prag und Leipzig

###### Johannes P
- Johannes Palaiologos (1286–1307), byzantinischer Prinz und Gouverneur, Sohn von Kaiser Andronikos II.
- Johannes Palaiologos, byzantinischer Despot von Thessaloniki, Enkel von Kaiser Manuel II.
- Johannes Palaiologos-Komnenos († 1327), Prinz von Byzanz, Neffe von Kaiser Andronikos II.
- Johannes Paul I. (1912–1978), italienischer Geistlicher, 263. Papst, Bischof von Rom, Staatsoberhaupt des Vatikans
- Johannes Paul II. (1920–2005), polnischer Geistlicher, 264. Papst, Bischof von Rom, Staatsoberhaupt des VatikansJohannes Paul II. (1920–2005)

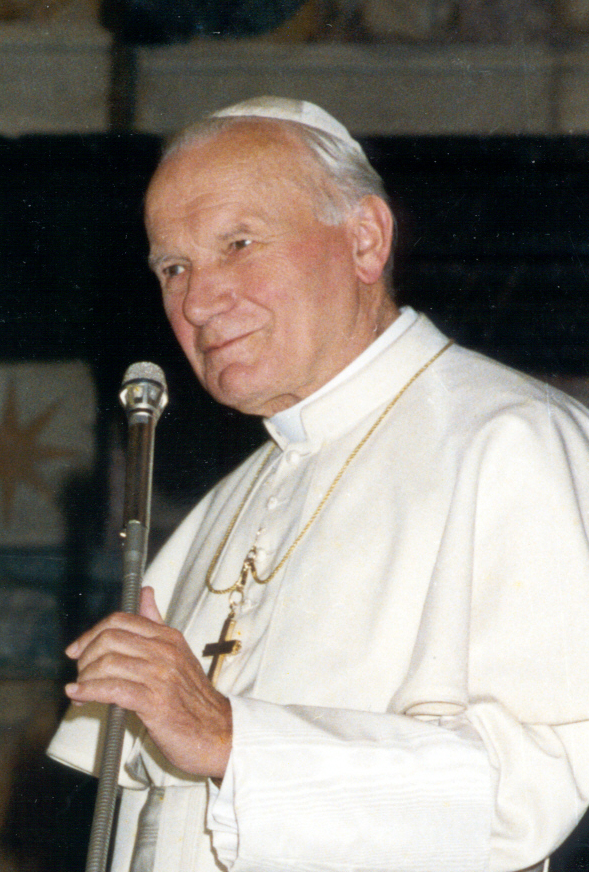
Johannes Paul II. (1920–2005)

- Johannes Petraliphas, byzantinischer Sebastokrator, Vater der Heiligen Theodora von Arta
- Johannes Platys, byzantinischer Exarch von Ravenna

###### Johannes R
- Jóhannes R. Jóhannesson (* 1974), isländischer Snookerspieler
- Johannes Rizocopus, byzantinischer Exarch von Ravenna
- Johannes Rode († 1349), deutscher Jurist, Ratssekretär der Hansestadt Lübeck und Chronist
- Johannes Roger Dalassenos, byzantinischer Kaisar, Schwiegersohn von Kaiser Johannes II.
- Johannes Rudolphi de Wesalia, Philosoph an der Pariser Universität
- Johannes Ruremundus von Steinburg, deutscher Autor

###### Johannes S
- Johannes Sarracenus, Übersetzer
- Johannes Sartoris, Lesemeister im Dominikanerkloster Schweidnitz
- Johannes Scholastikos († 577), byzantinischer Rechtsgelehrter, Patriarch von Konstantinopel
- Johannes Scottus Eriugena, irischer Theologe und Philosoph
- Johannes Scotus († 1066), Bischof von Glasgow, Bischof von Orkney und erster Bischof von Mecklenburg
- Johannes Skytha, oströmischer Heermeister und Konsul (498)
- Johannes Sleidanus (1506–1556), luxemburgischer Geschichtsschreiber, Übersetzer und Diplomat
- Johannes Spyridonakes, byzantinischer Gouverneur und Rebell gegen Kaiser Alexios III.
- Jóhannes Sveinsson Kjarval (1885–1972), isländischer Maler

###### Johannes T
- Johannes Tarchaneiotes († 1321), byzantinischer Aristokrat und Feldherr unter Kaiser Andronikos II.
- Johannes Teutonicus Zemeke († 1245), Verfasser der "Glossa ordinaria" zum "Decretum Gratiani"
- Johannes Tornikes, byzantinischer Gouverneur, Sebastokrator unter Kaiser Michael VIII.
- Johannes Troglita, General des oströmischen Kaisers Justinian I.
- Johannes Tzetzes, byzantinischer Autor
- Johannes Tzimiskes († 976), byzantinischer KaiserJohannes Tzimiskes († 976)

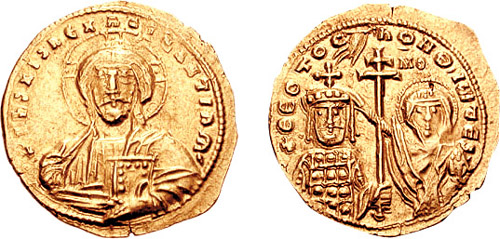
Johannes Tzimiskes († 976)

###### Johannes U
- Jóhannes úr Kötlum (1899–1972), isländischer Schriftsteller

###### Johannes V
- Johannes V. († 686), Papst (685–686)
- Johannes V., griechischer Patriarch von Jerusalem
- Johannes V., Katholikos der Armenischen Apostolischen Kirche
- Johannes V. (1332–1391), Kaiser von Byzanz (1341–1391)
- Johannes V. Bavor († 1201), Bischof von Olmütz (1199–1201)
- Johannes V. von Wirsberg, Abt des Klosters Waldsassen
- Johannes VI. († 705), Papst
- Johannes VI., Patriarch von Konstantinopel (712–713/715)
- Johannes VI. († 1383), Kaiser von Byzanz (1347–1354)
- Johannes VI. von Waldstein († 1311), Bischof von Olmütz
- Johannes VI. Wendel, Abt des Klosters Waldsassen
- Johannes VII. († 707), Papst
- Johannes VII. (1370–1408), Kaiser von Byzanz (1390, 1399–1402)
- Johannes VII. Grammatikos (* 780), Patriarch von Konstantinopel
- Johannes VII. von Antiochia († 985), Patriarch der Syrisch-Orthodoxen Kirche von Antiochien
- Johannes VIII., Gegenpapst im Jahre 844
- Johannes VIII. († 882), PapstJohannes VIII. († 882)

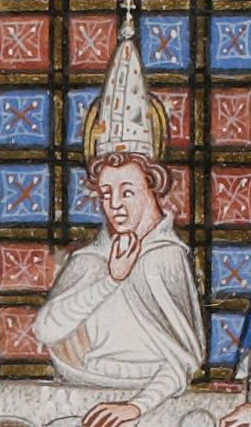
Johannes VIII. († 882)

- Johannes VIII. († 1075), Patriarch von Konstantinopel
- Johannes VIII. (1392–1448), Kaiser von Byzanz (1425–1448)
- Johannes vom Kreuz (1542–1591), spanischer Karmelit, Ordenspriester, Mystiker und KirchenlehrerJohannes vom Kreuz (1542–1591)

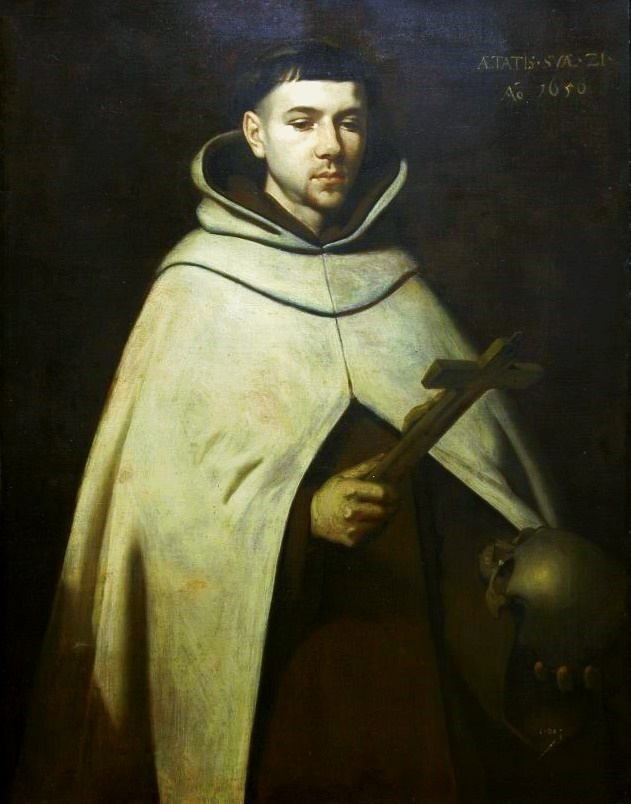
Johannes vom Kreuz (1542–1591)

- Johannes von Antiochia, spätantiker Historiker
- Johannes von Arnsberg († 1319), Kanoniker in Utrecht und Propst des Stifts Meschede
- Johannes von Bachem († 1385), römisch-katholischer Geistlicher, Domherr in Münster
- Johannes von Bellebrugge, Domherr in Münster
- Johannes von Biclaro, spätantiker Bischof und Chronist
- Johannes von Bockraden, Domherr in Münster und Osnabrück
- Johannes von Casale, italienischer Franziskaner, Naturphilosoph
- Johannes von Compsa († 617), byzantinischer Rebell in Neapel
- Johannes von Cornwall, englischer Theologe der Scholastik
- Johannes von Dailam († 738), Heiliger
- Johannes von Dalyatha, Mönch und Mystiker der Ostkirchen
- Johannes von Damaskus, orthodoxer christlicher Kirchenvater
- Johannes von Dambach (1288–1372), Dominikaner und Verfasser theologischer Schriften
- Johannes von dem Berge, deutscher Ratsherr und Lehnsmann in Hamburg
- Johannes von Diest († 1259), Bischof von Lübeck (1254–1259)
- Johannes von Dorsten († 1481), deutscher Theologe des späten Mittelalters
- Johannes von Dukla (1414–1484), polnischer Ordensmann, Priester und Heiliger der katholischen Kirche
- Johannes von Ephesos, Bischof und syrisch-römischer Kirchenhistoriker
- Johannes von Epiphaneia, spätantiker Geschichtsschreiber
- Johannes von Euböa († 1730), ukrainischer orthodoxer Heiliger
- Johannes von Fécamp († 1078), italienischer Benediktiner; Abt von Fécamp; theologischer Schriftsteller
- Johannes von Freiburg († 1314), Dominikaner, Kanonist und Theologe
- Johannes von Gelnhausen, Oberregistrator in der Kanzlei Kaiser Karls IV.
- Johannes von Gmunden († 1442), österreichischer Humanist, Mathematiker und Astronom
- Johannes von Gorze († 974), lothringischer Mönch, Diplomat, Gutsverwalter und Klosterreformer
- Johannes von Gott († 1550), Stifter des Ordens der Barmherzigen BrüderJohannes von Gott († 1550)

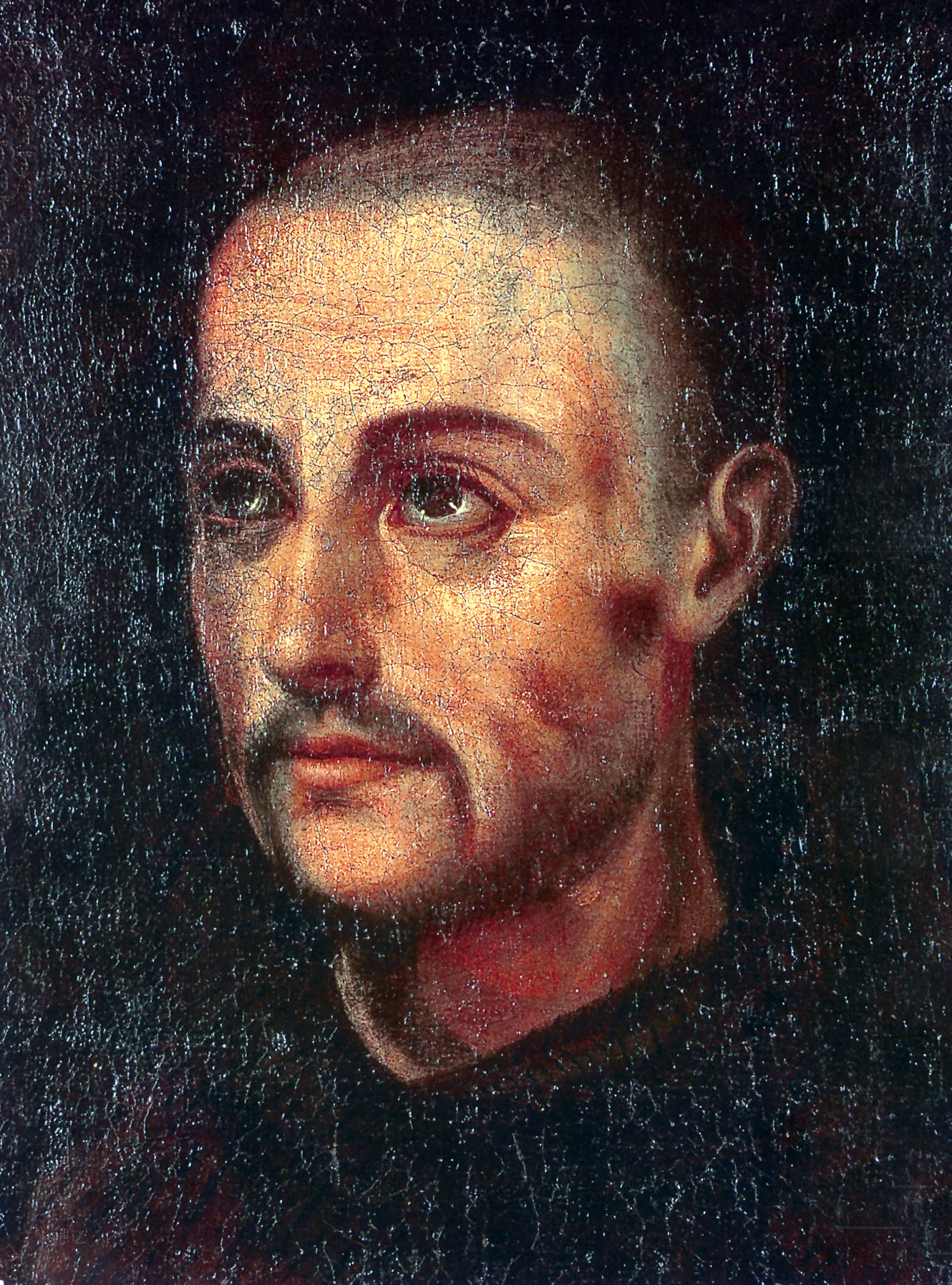
Johannes von Gott († 1550)

- Johannes von Grado († 802), Patriarch von Grado
- Johannes von Hildesheim († 1375), deutscher Theologe (katholisch), Karmelit und Prior des Klosters Marienau bei Hameln
- Johannes von Hohenlohe († 1412), Herr von Hohenlohe-Uffenheim
- Johannes von Hohenmauth, Theologe, Rektor der Karlsuniversität, Verfasser theologischer Schriften
- Johannes von Indersdorf (1382–1470), Augustiner-Chorherr, Klosterreformer und Verfasser theologischer Schriften
- Johannes von Isny, Domdekan des Domkapitels zu Trient und Fürstelekt
- Johannes von Kastl, deutscher Mystiker und Benediktiner
- Johannes von Katavas, Feudalherr und Regent des Fürstentums Achaia
- Johannes von Klenedenst († 1387), deutscher Bischof von Lübeck
- Johannes von Köln († 1572), Dominikaner und katholischer Priester im niederländischen Hoornaar, Heiliger der katholischen Kirche
- Johannes von Köln († 1331), mittelalterlicher Dombaumeister in Köln
- Johannes von Köln, deutscher Baumeister der Gotik
- Johannes von Krakau (1390–1473), Priester der Diözese Krakau und Theologieprofessor
- Johannes von La Rochelle († 1245), französischer Franziskaner und Theologe
- Johannes von Lübeck († 1502), deutscher hussitischer Theologe
- Johannes von Lune († 1284), Erzbischof von Riga
- Johannes von Marburg († 1391), Domherr in Magdeburg, Halberstadt
- Johannes von Matha (1154–1213), französischer Ordensgründer, Heiliger
- Johannes von Meppen († 1510), Weihbischof in Münster und Titularbischof von Laodicea
- Johannes von Mewe († 1440), Bischof von Pomesanien
- Johannes von Mirecourt, französischer Philosoph
- Johannes von Montecorvino (1246–1328), italienischer Soldat, Arzt, Richter, Mönch, Missionar und Bischof
- Johannes von Mul († 1350), Bischof von Lübeck
- Johannes von Neumarkt († 1380), Kanzler Kaiser Karls IV., Ernannter Bischof von Naumburg, Bischof von Leitomischl, Bischof von Olmütz
- Johannes von Nikiu, ägyptischer Bischof und Geschichtsschreiber
- Johannes von Oppido, normannischer Konvertit zum Judentum
- Johannes von Paris († 1306), Theologe der Spätscholastik
- Johannes von Parma († 1289), achter Generalminister des Franziskanerordens
- Johannes von Phanijoit († 1210), koptischer Neo-Märtyrer
- Johannes von Polle, Domherr in verschiedenen Bistümern
- Johannes von Praunheim, Schultheiß von Frankfurt am Main
- Johannes von Preen († 1461), Bischof von Ratzeburg
- Johannes von Ragusa († 1443), kroatischer Dominikaner
- Johannes von Rechede († 1347), Domherr in Münster
- Johannes von Rhede, Domherr in Münster
- Johannes von Rheinfelden, deutscher Dominikaner, Verfasser der ältesten europäischen Spielkartenbeschreibung
- Johannes von Rhemen, Domherr in Münster
- Johannes von Rodenkirchen, Domherr in Münster
- Johannes von Salisbury († 1180), englischer Theologe, Bischof von ChartresJohannes von Salisbury († 1180)

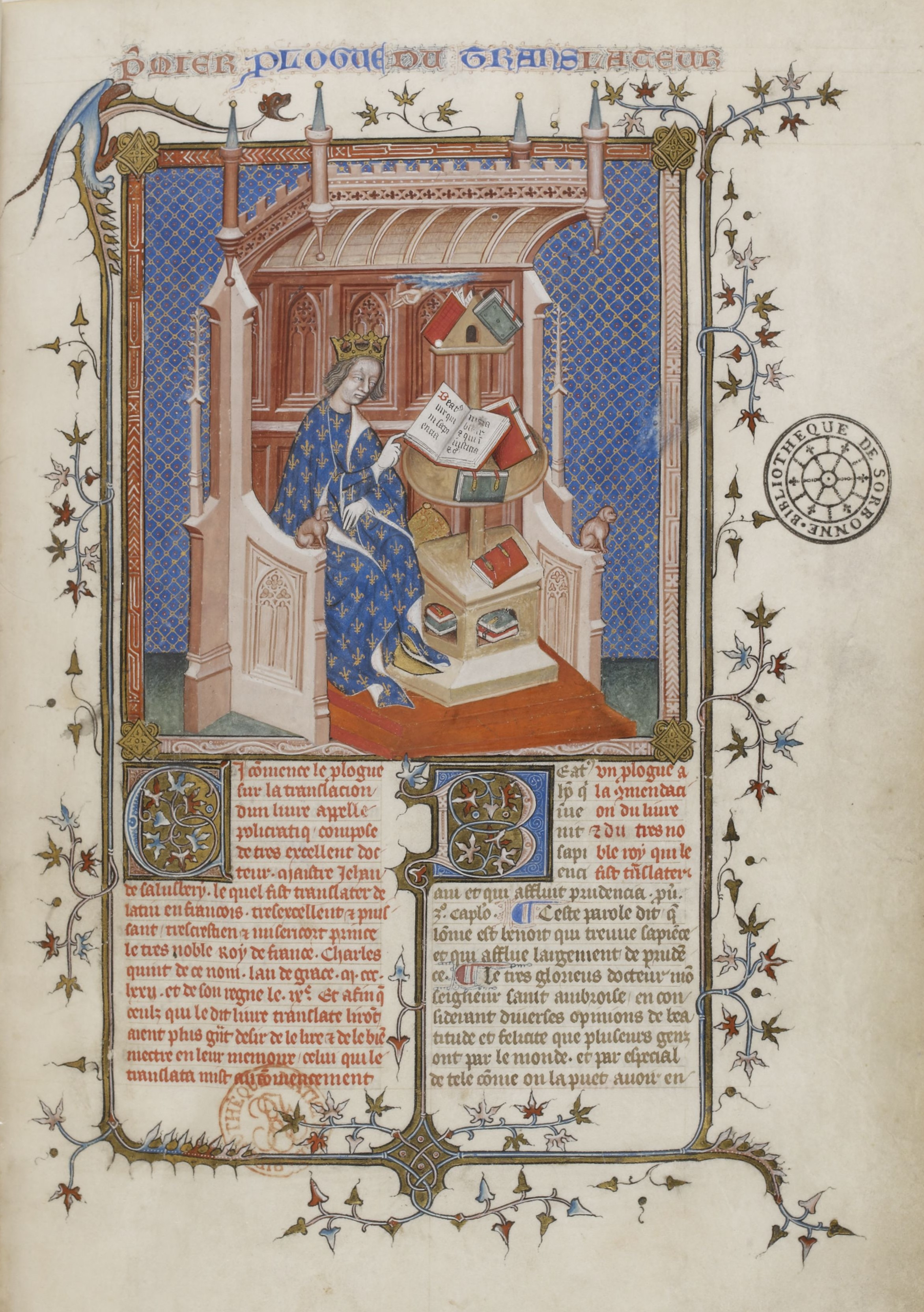
Johannes von Salisbury († 1180)

- Johannes von Schwerin, Erzbischof von Riga
- Johannes von Shanghai und San Francisco (1896–1966), orthodoxer Bischof und Heiliger
- Johannes von Syberg, Weihbischof in Köln
- Johannes von Tepl († 1414), deutscher Dichter, Stadtschreiber und Notar
- Johannes von Thuchem († 1324), Bischof von Brandenburg (1316–1324)
- Johannes von Tobolsk (1651–1715), orthodoxer Bischof und Heiliger
- Johannes von Töckheim († 1376), Bischof von Gurk
- Johannes von Toledo († 1275), Kardinal
- Johannes von Tralau († 1276), Bischof von Lübeck
- Johannes von Trogir († 1111), Bischof von Trogir, Heiliger
- Johannes von Valence (1070–1145), Zisterzienser in Clairvaux, Bischof von Valence
- Johannes von Vechta, Erzbischof von Riga
- Johannes von Wales († 1285), britischer Theologe des Franziskanerordens
- Johannes von Wallenrode († 1419), Erzbischof von Riga, Bischof von Lüttich
- Johannes von Warendorf, Domherr in Münster
- Johannes von Warendorf, Domherr in Münster und Offizial in Friesland
- Johannes von Werden († 1437), Ordenspriester und Prediger
- Johannes von Werden († 1648), katholischer Priester, Abt des Klosters Marienfeld
- Johannes von Wildeshausen († 1252), Ordensmeister der Dominikaner
- Johannes von Wilenstein, deutscher Ritter
- Johannes von Winterthur, Franziskaner und Chronist
- Johannes von Worcester, englischer Chronist
- Johannes von Würzburg, Jerusalempilger

###### Johannes W
- Johannes Walteri von Sinten († 1397), Erzbischof von Riga
- Johannes Wenceslai von Prag, böhmischer Theologe und Philosoph, Rektor der Karlsuniversität, Verfasser theologischer und philosophischer Schriften

###### Johannes X
- Johannes X. (860–929), Papst (914–928)
- Johannes X. (* 1955), orthodoxer Patriarch von Antiochien und geistliches Oberhaupt der Orthodoxen Kirche von Antiochien, orthodoxer LiturgiewissenschaftlerJohannes X. (* 1955)

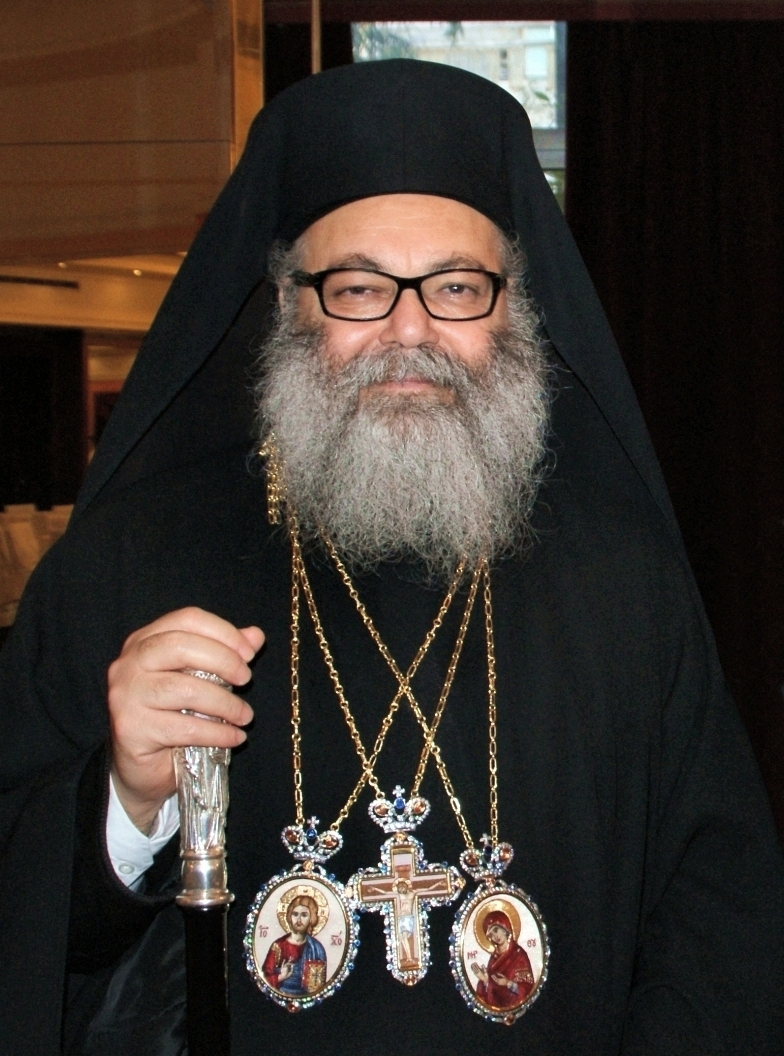
Johannes X. (* 1955)

- Johannes X. Kamateros († 1206), Patriarch von Konstantinopel (1198–1204)
- Johannes XI. († 935), Papst (931–935)
- Johannes XI. († 1297), Patriarch von Konstantinopel (1275–1282)
- Johannes XII., Patriarch von Konstantinopel
- Johannes XII. († 964), Papst (955–963)
- Johannes XIII. († 972), Papst (965–972)
- Johannes XIII. Glykys, Patriarch von Konstantinopel (1315–1319)
- Johannes XIII. Haes († 1454), Bischof von Olmütz
- Johannes Xiphilinos, Mönch, Prediger und Schreiber
- Johannes XIV. († 984), Papst (983–984)
- Johannes XIX. († 1032), Papst (1024–1032)
- Johannes XV. († 996), Papst (985–996)
- Johannes XVI., Gegenpapst zu Gregor V.
- Johannes XVII. († 1003), Papst im Jahre 1003
- Johannes XVIII., Papst (1004–1009)
- Johannes XXI. († 1277), Papst (1276–1277)
- Johannes XXII. († 1334), Papst (1316–1334)
- Johannes XXIII. († 1419), Offizier, Kardinal und Gegenpapst (1410–1415)
- Johannes XXIII. (1881–1963), italienischer Geistlicher, 261. Papst, Bischof von Rom, Staatsoberhaupt des VatikansJohannes XXIII. (1881–1963)

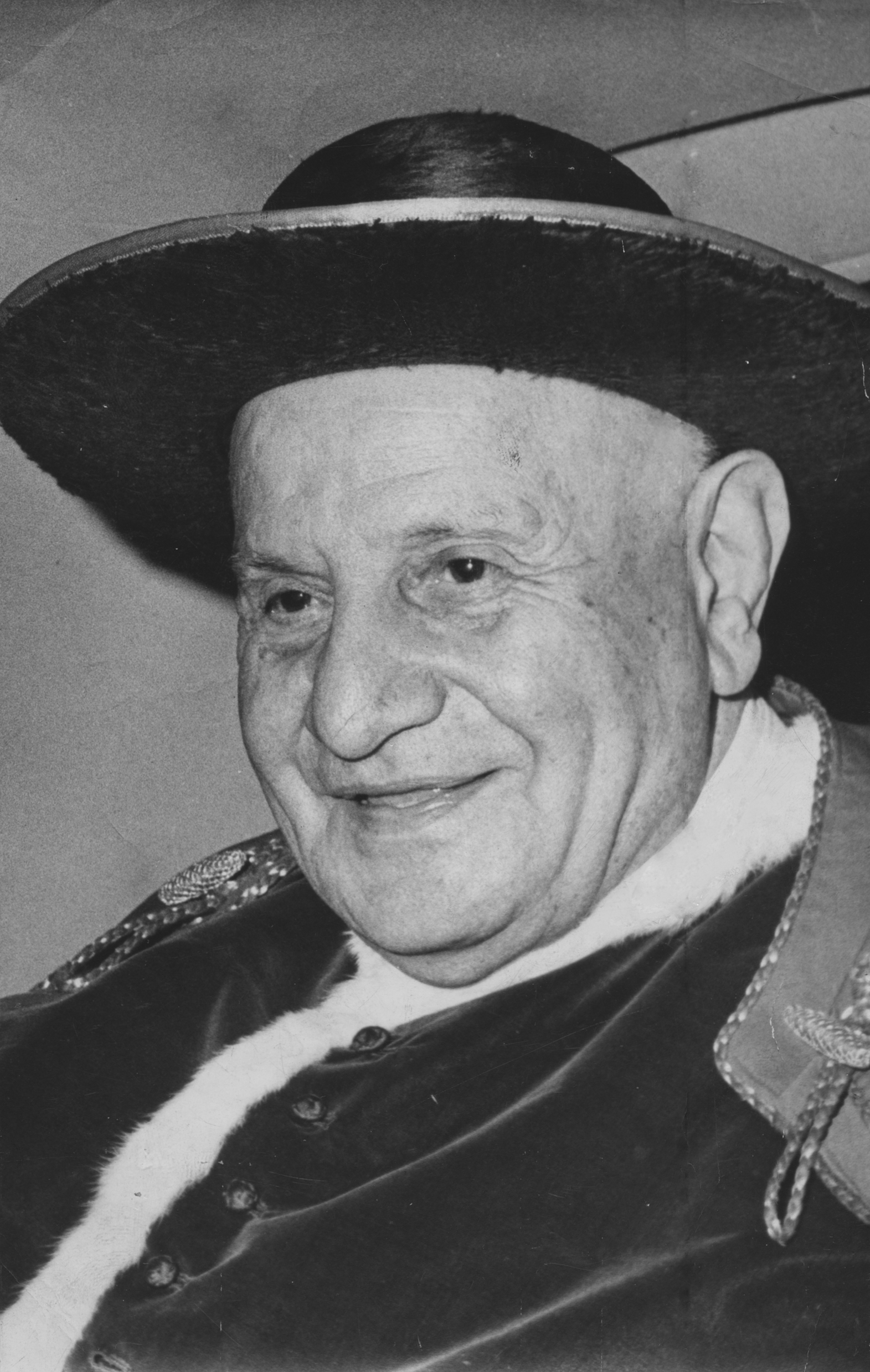
Johannes XXIII. (1881–1963)

##### Johannes,
- Johannes, Alain (* 1962), US-amerikanischer Rockmusiker und Musikproduzent
- Johannes, Albert (1897–1983), deutscher Schauspieler, Synchron- und Hörspielsprecher
- Johannes, Alexander (1834–1903), preußischer Generalleutnant
- Johannes, Bernhard (1846–1899), Pionier der Alpenfotografie
- Johannes, Berthold (* 1947), deutscher Diplomat
- Johannes, Erich (1911–1994), deutscher Politiker (CDU)
- Johannes, Eva (1934–2015), deutsche Tennisspielerin und -trainerin
- Johannes, Francis (1874–1937), deutsch-amerikanischer Geistlicher, römisch-katholischer Bischof von Leavenworth
- Johannes, Heinz (1901–1945), deutscher Architekt, Bauforscher und Denkmalpfleger
- Johannes, Helalia (* 1980), namibische Marathonläuferin
- Johannes, Hugo (1831–1907), deutscher Generalmajor der Kaiserlichen Marine
- Johannes, Jakob (1877–1919), deutscher Eisenbahnschlosser
- Johannes, Kurt (1864–1913), preußischer Oberstleutnant und Angehöriger der kaiserlichen Schutztruppe für Deutsch-Ostafrika
- Johannès, Marine (* 1995), französische Basketballspielerin
- Johannes, Ralph (1929–2021), deutscher Architekt und Hochschullehrer
- Johannes, Robert (1854–1929), deutscher Verwaltungsjurist
- Johannes, Stina (* 2000), deutsche FußballspielerinStina Johannes (* 2000)

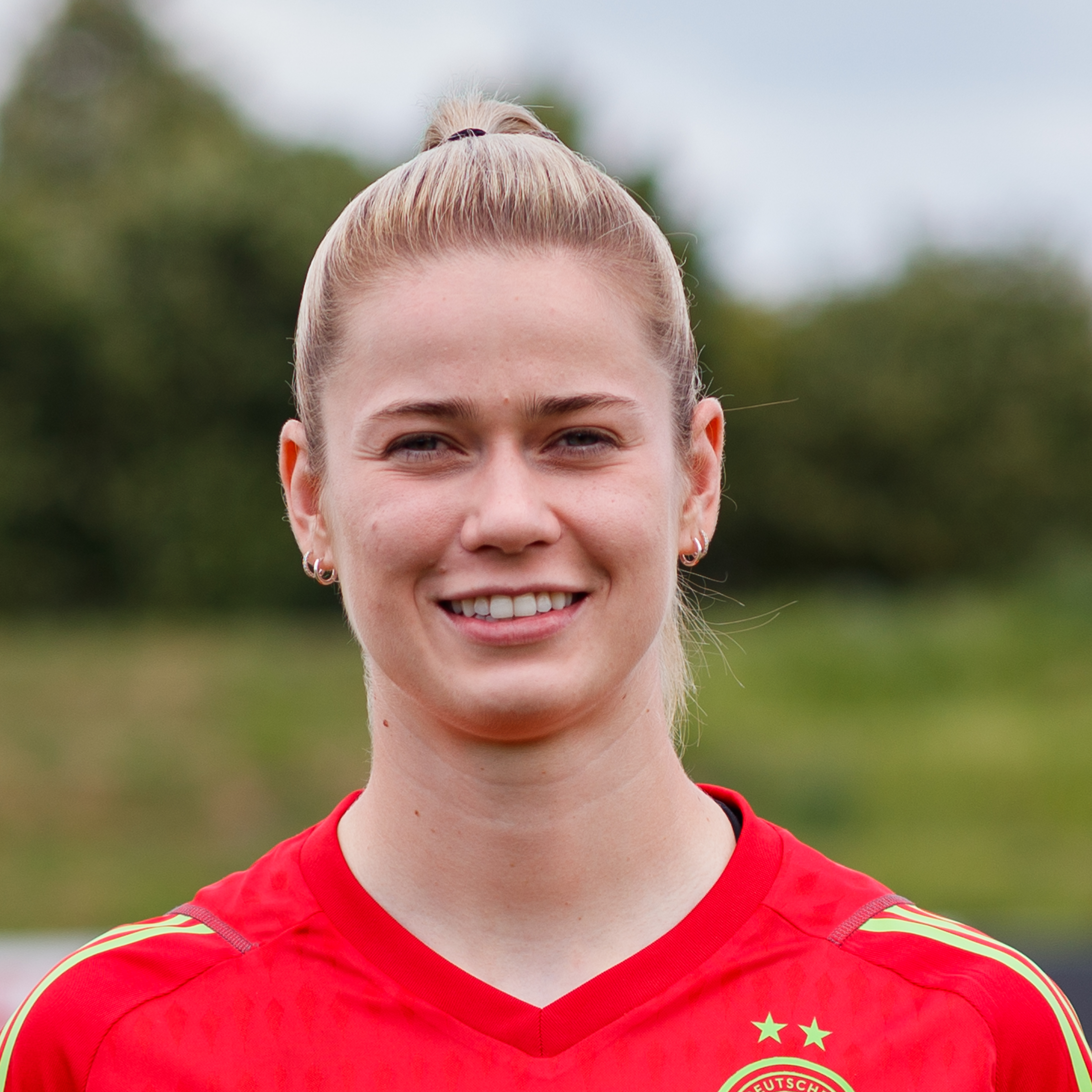
Stina Johannes (* 2000)

- Johannes, Tabita (* 1988), deutsche Schauspielerin
- Johannes, Werner (1805–1871), deutscher Kaufmann und Politiker
- Johannes, Werner (1906–1989), deutscher Verwaltungsbeamter, Jurist, Oberregierungs- und Landrat des Kreises Geldern
- Johannes, Wilhelm (1936–2022), deutscher Mineraloge

##### Johannes-S
- Johannes-Sembat III. († 1041), König von Armenien

##### Johannesd
- Johannesdotter, Jürgen (* 1943), deutscher Landesbischof der Evangelisch-Lutherischen Landeskirche Schaumburg-Lippe

##### Johannese
- Johannesen, Aksel V. (* 1972), färöischer PolitikerAksel V. Johannesen (* 1972)

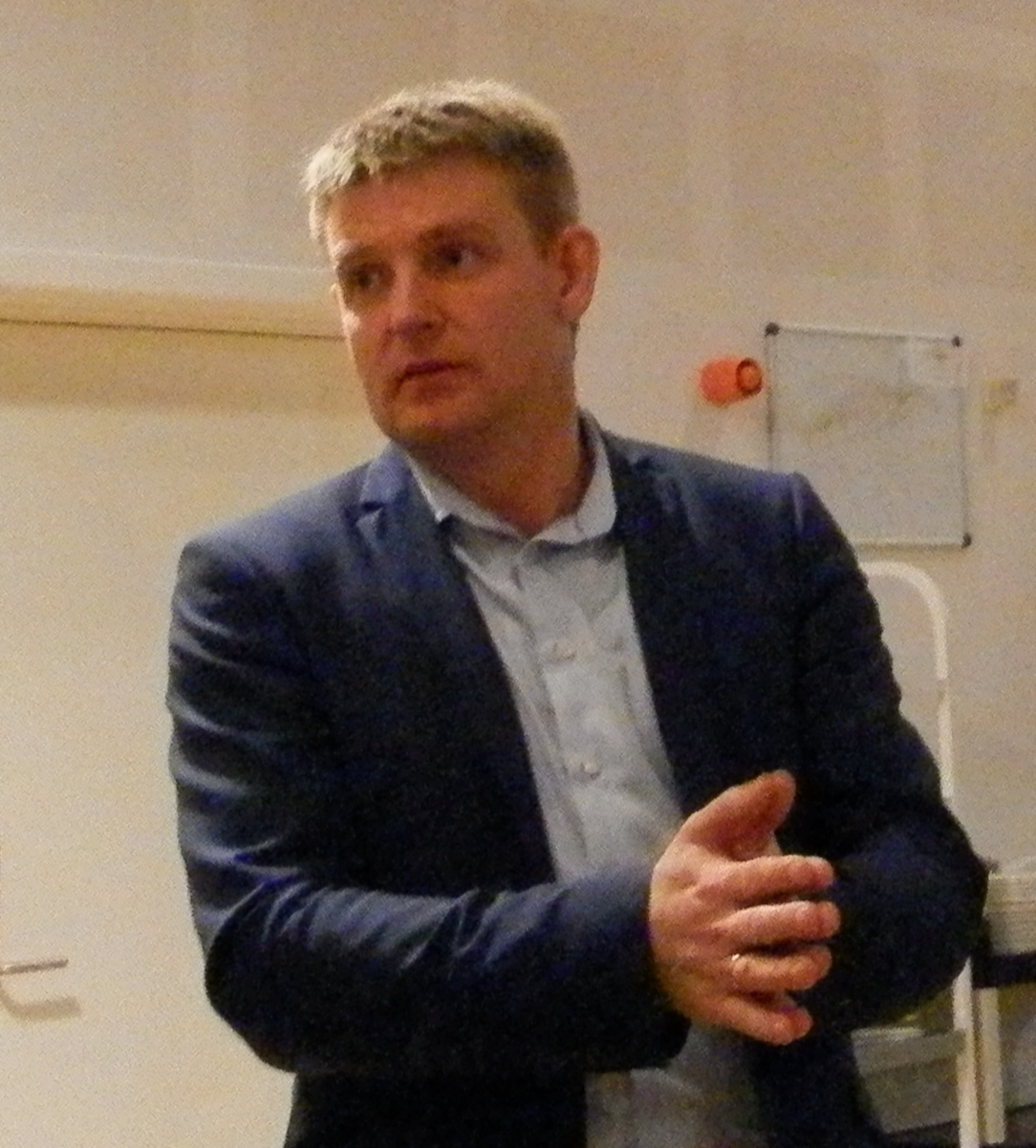
Aksel V. Johannesen (* 1972)

- Johannesen, Edvard Holm (1844–1901), norwegischer Eismeerfahrer und Entdecker
- Johannesen, Eric (* 1988), deutscher Ruderer
- Johannesen, Georg (1931–2005), norwegischer Schriftsteller und Professor für Rhetorik
- Johannesen, Kaj Leo (* 1964), färöischer Ministerpräsident, Mitglied des Folketing, Fußball- und Handballspieler
- Johannesen, Knut (* 1933), norwegischer Eisschnellläufer
- Johannesen, Óli (* 1972), färöischer Fußballspieler
- Johannesen, Torben (* 1994), deutscher Ruderer
- Johannesen, Vilhelm (1942–2022), färöischer Politiker der sozialdemokratischen Partei Javnaðarflokkurin sowie ehemaliger Minister in der Landesregierung der Färöer

##### Johanneso
- Johanneson, Albert (1940–1995), südafrikanischer Fußballspieler

##### Johanness
- Johannessen, Aksel Waldemar (1880–1922), norwegischer Maler und Grafiker
- Johannessen, Anders Halland (* 1999), norwegischer Radrennfahrer
- Johannessen, Astrid (* 1978), norwegische Fußballtorhüterin
- Johannessen, Berit (* 1951), norwegische Skilangläuferin
- Johannessen, Folke Hauger (1913–1997), norwegischer Admiral
- Johannessen, Gøran (* 1994), norwegischer Handballspieler
- Johannessen, Herman Horn (* 1964), norwegischer Segler
- Johannessen, Leif Erlend (* 1980), norwegischer Schachgroßmeister
- Johannessen, Olaf (* 1961), färöischer Schauspieler
- Johannessen, Otto (1894–1962), norwegischer Turner
- Johannessen, Pål (1959–2024), norwegischer Schauspieler
- Johannessen, Rolf (1910–1965), norwegischer Fußballspieler
- Johannessen, Sigurd (1884–1974), norwegischer Turner
- Johannessen, Tobias Halland (* 1999), norwegischer RadrennfahrerTobias Halland Johannessen (* 1999)

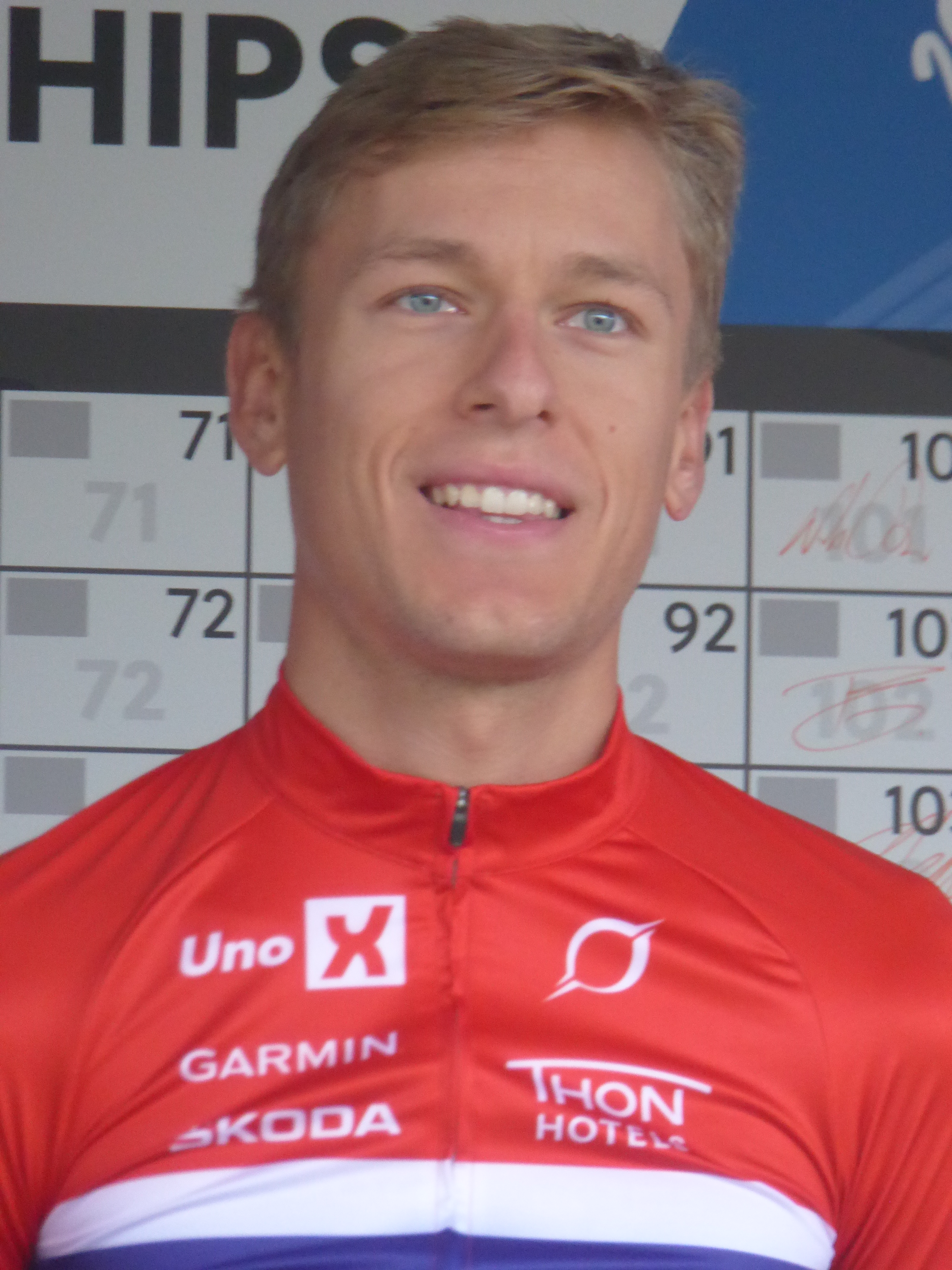
Tobias Halland Johannessen (* 1999)

- Johannessen, Toril (* 1978), norwegische bildende Künstlerin
- Johannesson, Heinrich, deutscher Fußballspieler
- Johannesson, Karin (* 1970), schwedische Geistliche der Schwedischen Kirche und Bischöfin im Erzbistum Uppsala
- Johannesson, Konrad (1896–1968), kanadischer Eishockeyspieler
- Johannesson, Markus (* 1975), schwedischer Fußballspieler
- Johannesson, Max (1856–1930), preußischer Geheimer Studienrat, Studiendirektor, Professor und Lehrbuchautor
- Johannesson, Peter (* 1992), schwedischer Handballspieler
- Johannesson, Rolf (1900–1989), deutscher Marineoffizier, Konteradmiral, Befehlshaber der Flotte
- Johannesson, Stefan (* 1971), schwedischer Fußballschiedsrichter

#### Johannet
- Johannetta Antoinetta Juliana von Sachsen-Eisenach (1698–1726), Prinzessin von Sachsen-Eisenach und Herzogin von Sachsen-Weißenfels-Querfurt
- Johannetta Elisabeth von Nassau-Dillenburg (1593–1654), Regentin der Grafschaft Limburg aus dem Haus Nassau-Dillenburg, Ehefrau des Grafen von Bentheim-Limburg
- Johannette Wilhelmine von Nassau-Idstein (1700–1756), Fürstin zur Lippe

### Johannh
- Johannhanwahr, Nicole (* 1972), deutsche Schauspielerin

### Johanni
- Johannikios Komnenos, Kronprinz von Trapezunt, Sohn oder Bruder von Kaiser Johannes I.
- Johannimloh, Norbert (1930–2022), deutscher Schriftsteller, Gymnasial- und Hochschullehrer
- Johanning, Anna (* 1998), deutsche Fußballspielerin
- Johanning, Daniel (* 1994), costa-ricanischer Langstreckenläufer
- Johanning, Gottlieb (1866–1930), Landwirt und Mitglied des Lippischen Landtags
- Johanning, Gustav (1899–1971), deutscher Politiker (CDU), MdL
- Johanning, Marion (* 1962), deutsche Schriftstellerin
- Johanning, Rolf (* 1940), deutscher Politiker (SPD)
- Johannis von Tourkolekas (1805–1816), Märtyrer
- Johannis, Carmen (* 1960), rumänische Ehegattin des Staatspräsidenten Klaus Johannis
- Johannis, Erasmus († 1601), Lehrer und unitarischer Theologe
- Johannis, Klaus (* 1959), rumänischer Politiker (PNL) und PräsidentKlaus Johannis (* 1959)

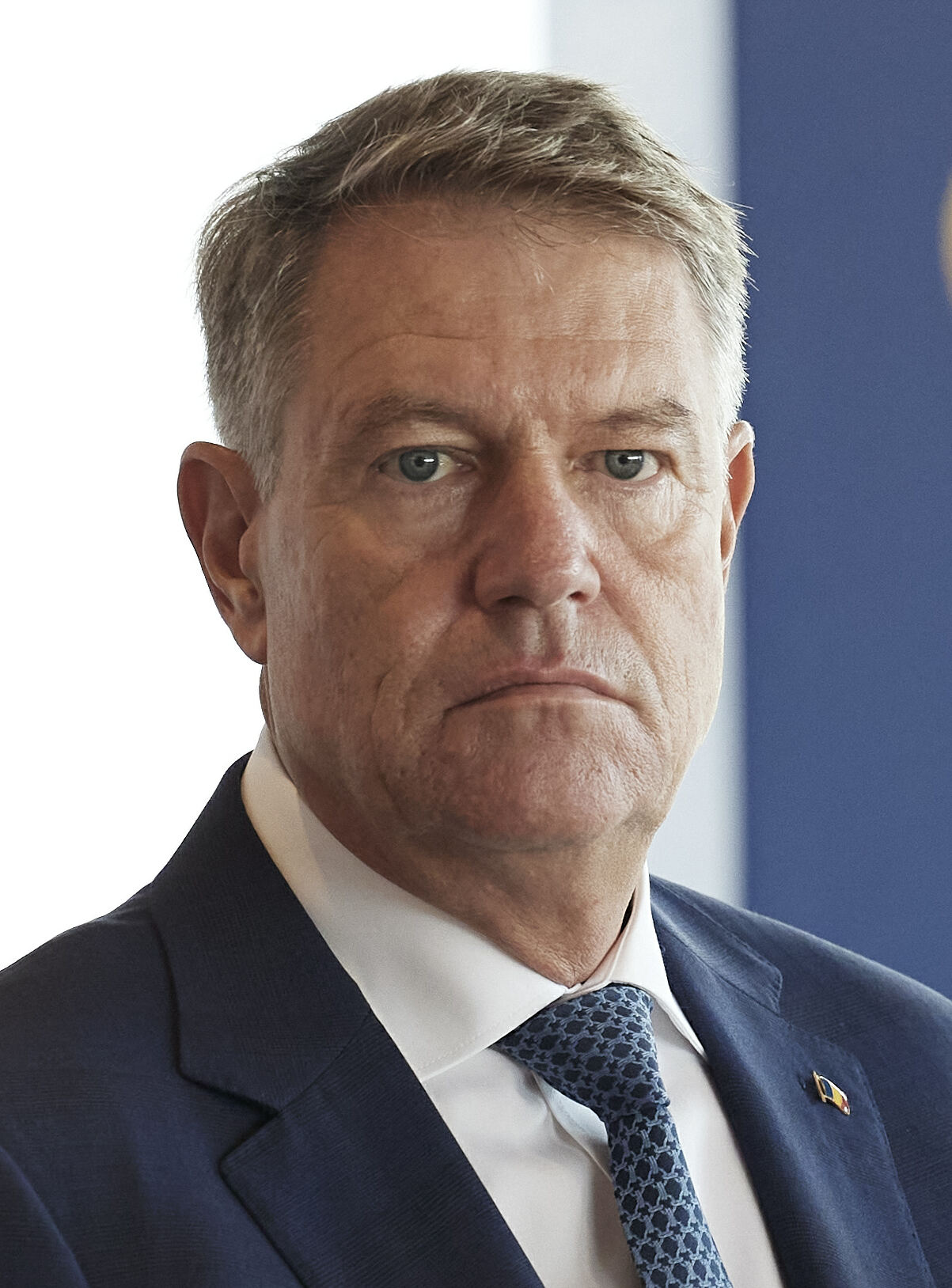
Klaus Johannis (* 1959)

- Johannis, Nicolaus († 1558), Flensburger Pastor und Propst im Sundewitt

### Johannk
- Johannknecht, Franz (1903–1974), deutscher Maler und Bildhauer

### Johannm
- Johannmeyer, Willy (1915–1970), deutscher Soldat, letzter Heeresadjutant in der Zeit des Nationalsozialismus

### Johanno
- Johannot, Alfred (1800–1837), französischer Kupferstecher und Maler
- Johannot, Charles (1789–1824), französischer Kupferstecher und Maler
- Johannot, Jean-Joseph (1748–1829), französischer Politiker, Mitglied des Finanzausschusses
- Johannot, Tony (1803–1852), französischer Radierer, Holzschnittzeichner, Lithograf, Maler und Illustrator

### Johannp
- Johannpeter, Jorge Gerdau (* 1936), brasilianischer Unternehmer
- Johannpötter, Heinrich (1933–2011), deutscher Ordensgeistlicher, römisch-katholischer Bischof von Bacabal

### Johanns
- Johanns, Mike (* 1950), US-amerikanischer Politiker
- Johanns, Willi (1934–2024), deutscher Jazzmusiker und Grafiker
- Johannsen, Albert (1871–1962), US-amerikanischer Geologe und Mineraloge
- Johannsen, Albert (1890–1975), deutscher Maler
- Johannsen, Anja (* 1974), Germanistin und Literaturvermittlerin
- Johannsen, Anke (* 1981), deutsche Sängerin, Pianistin und Songwriterin
- Johannsen, Bernd (* 1939), deutscher Chemiker und Nuklearmediziner
- Johannsen, Carl Ingwer (* 1935), deutscher Museumsdirektor
- Johannsen, Christa (1914–1981), deutsche Schriftstellerin
- Johannsen, Daniel (* 1978), österreichischer Opernsänger (Tenor)
- Johannsen, Ebba (1899–1976), deutsche Schauspielerin
- Johannsen, Ernst (1898–1977), deutscher Schriftsteller
- Johannsen, Franz (1921–2006), deutscher Kanute
- Johannsen, Friedrich (1897–1983), Erfinder und Metallurgieingenieur
- Johannsen, Friedrich (* 1944), deutscher evangelischer Theologe und Religionspädagoge
- Johannsen, Günter (* 1950), evangelischer Diakon und Sozialpädagoge
- Johannsen, Gustav (1840–1901), Lehrer, Zeitungsherausgeber und Politiker, MdR
- Johannsen, Hans Peter (1908–1981), deutscher Bibliotheksdirektor, Autor und Vorsitzender des Grenzfriedensbundes
- Johannsen, Helmut (1908–1994), deutscher SS-Führer und KZ-Arzt
- Johannsen, Helmuth (1920–1998), deutscher FußballtrainerHelmuth Johannsen (1920–1998)

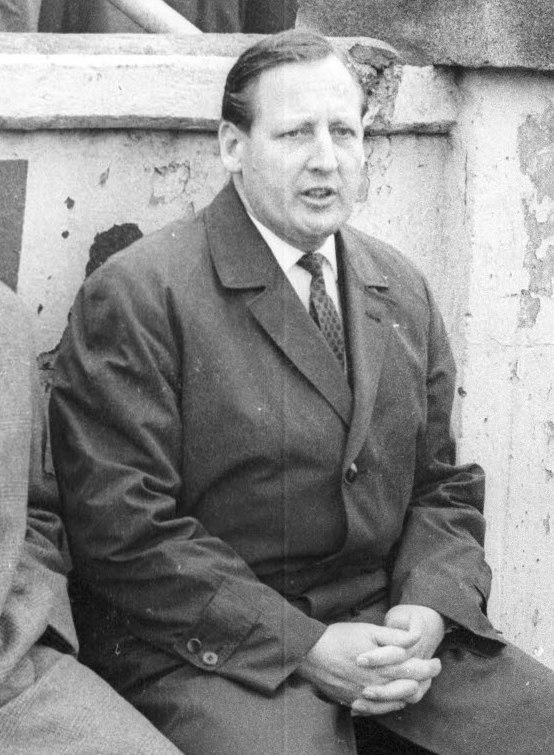
Helmuth Johannsen (1920–1998)

- Johannsen, Julia (* 1988), deutsche Theologin und Künstlerin
- Johannsen, Julius (1826–1904), dänisch-russischer Musiktheoretiker, Komponist und Musikpädagoge
- Johannsen, Kay (* 1961), deutscher Organist, Cembalist, Dirigent und Chorleiter
- Johannsen, Lutz (* 1960), deutscher Politiker (SPD), MdHB
- Johannsen, Marie (* 1991), deutsche Theaterdramaturgin und Intendantin
- Johannsen, Marion J. (* 1950), deutsche Juristin, Verbandsgeschäftsführerin und Hochschulsenatorin e. h.
- Johannsen, Martina (* 1967), deutsche Beamtin
- Johannsen, Nicholas (1844–1928), deutsch-amerikanischer Geschäftsmann und Verfasser wirtschafts- und geldtheoretischer Schriften
- Johannsen, Nis Albrecht der Ältere (1855–1935), nordfriesischer Dichter
- Johannsen, Nis Albrecht der Jüngere (1888–1967), nordfriesischer Dichter
- Johannsen, Norbert (* 1948), deutscher Fußballspieler
- Johannsen, Otto (1864–1954), deutscher Ingenieur
- Johannsen, Peter Boye (1666–1721), königlich dänischer Oberst und Chef des 4. Dänischen Infanterie-Regiments
- Johannsen, Peter Diederich (1801–1886), deutscher Politiker
- Johannsen, Peter Iver (1943–2024), dänisch-deutscher Generalsekretär des Bundes Deutscher Nordschleswiger
- Johannsen, Philipp (1864–1937), deutscher Politiker (SHBLD), MdR
- Johannsen, Robin, US-amerikanische Opernsängerin (Sopran)
- Johannsen, Sabine (* 1954), deutsche Wirtschaftswissenschaftlerin und politische Beamtin
- Johannsen, Sebastian (* 1990), deutscher Produktions- und Herstellungsleiter
- Johannsen, Svend (1903–1978), dänischer Minderheitenpolitiker in Schleswig-Holstein
- Johannsen, Torge (* 1983), deutscher Handballspieler
- Johannsen, Wilhelm (1857–1927), dänischer Botaniker und Genetiker
- Johannsen, Wilhelm (* 1857), dänisch-russischer Architekt
- Johannsen, Wilhelm (1894–1956), deutscher Konteradmiral (Ing.) der Kriegsmarine
- Johannsen, Wilhelm (1897–1938), deutscher Maler, Grafiker und Kunsterzieher
- Johannsen, Willi (1904–1976), deutscher Politiker (SSW), MdL
- Johannsen-Bojsen, Karin (* 1936), dänische Schriftstellerin
- Johannsmann, Heinrich-Wilhelm (1951–2023), deutscher Springreiter und Reitsporttrainer
- Johannson, Colby (* 1978), kanadischer Schauspieler, Filmregisseur und Drehbuchautor
- Johannson, Jim (1964–2018), US-amerikanischer Eishockeyspieler
- Johannson, John (* 1961), US-amerikanischer Eishockeyspieler
- Johannson, Klaus (* 1948), deutscher Mathematiker mit Schwerpunkt Topologie
- Johannson, Lena (* 1967), deutsche Schriftstellerin
- Johannson, Ulrike (* 1951), deutsche Schauspielerin und Synchronsprecherin
- Johannson, Wilhelm (* 1937), deutscher Fußballkommentator in der Bundesligakonferenz
- Johannßen, Claus (* 1953), deutscher Politiker (SPD), MdL
- Johannssen, Peter Jacob (1858–1941), deutscher Agrarwissenschaftler, Ökonomierat, Generalsekretär und Landwirtschaftskammerdirektor
- Jóhannsson, Aron (* 1990), US-amerikanisch-isländischer Fußballspieler
- Jóhannsson, Jóhann Gunnar (* 1971), isländischer Schauspieler
- Johannsson, Magnus (* 2006), hongkong-chinesischer Sprinter

### Johannt
- Johänntgen, Nicole (* 1981), deutsche JazzmusikerinNicole Johänntgen (* 1981)

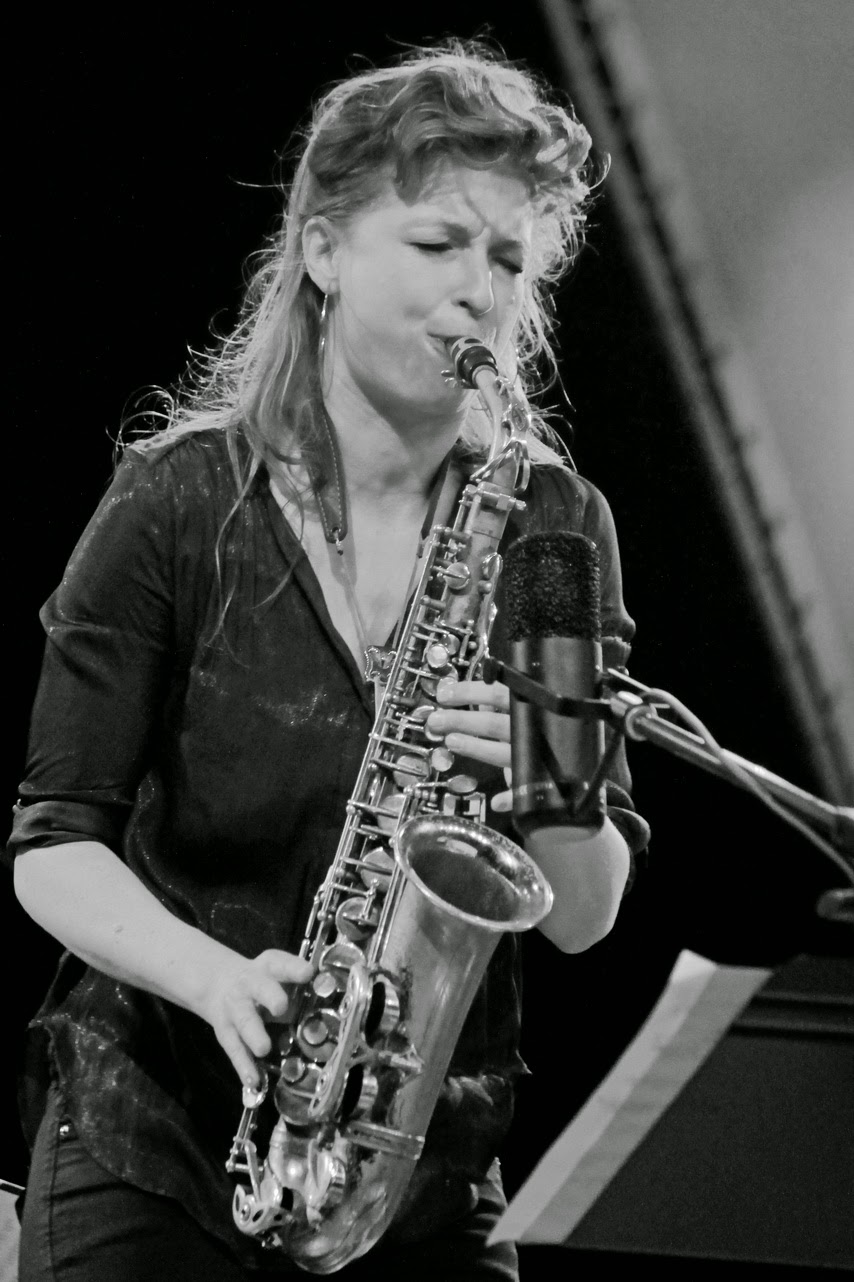
Nicole Johänntgen (* 1981)

### Johanny
- Johanny, Helga, deutsche Radrennfahrerin
- Johanny, Karl (* 1940), deutscher Jurist in der Bundeswehrverwaltung